# Liste der Straßen und Plätze in Berlin-Weißensee

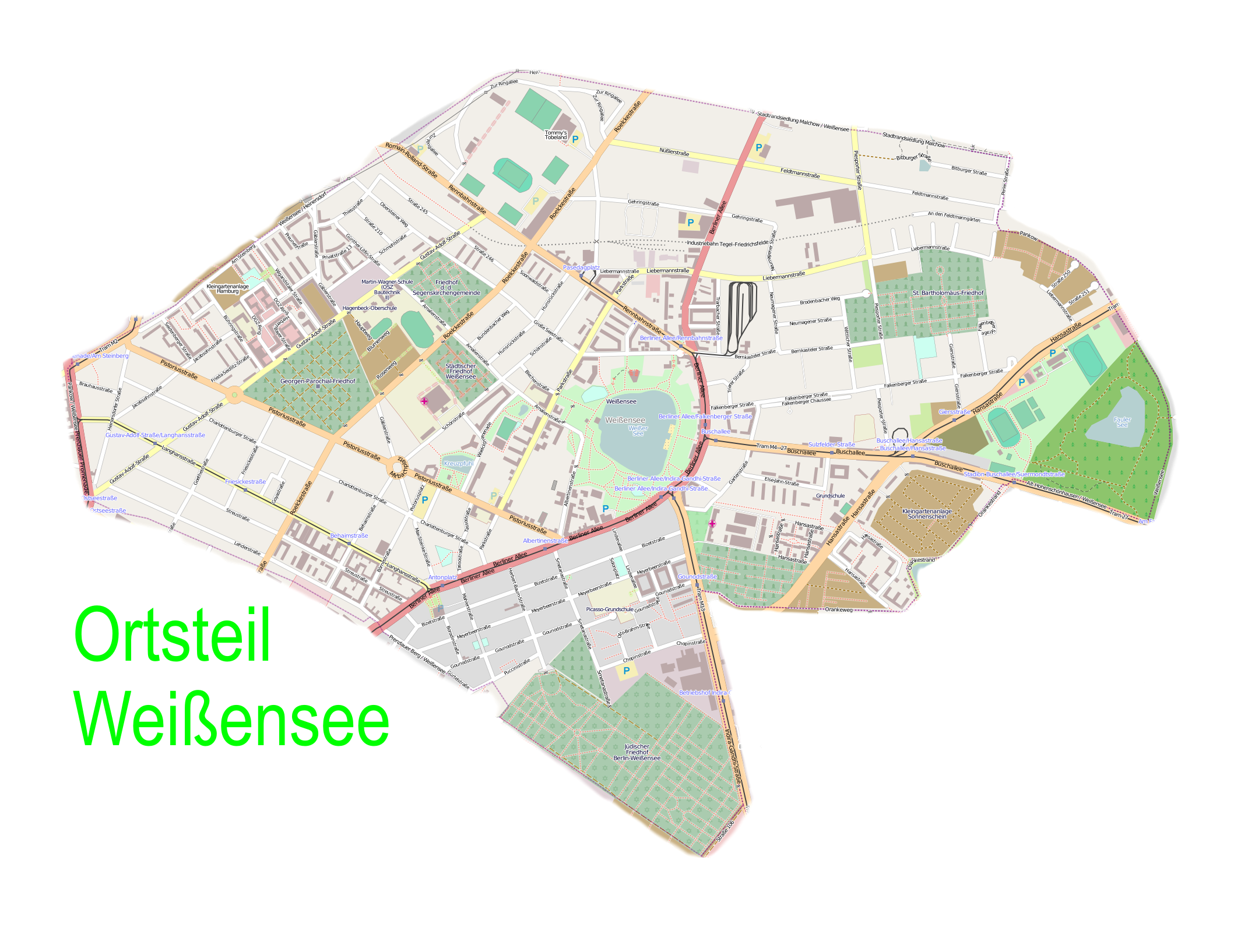
Karte von Berlin-Weißensee
(aus: OpenStreetMap)

Die Liste der Straßen und Plätze in Berlin-Weißensee beschreibt das Straßensystem im Berliner Ortsteil Weißensee mit den entsprechenden historischen Bezügen. Gleichzeitig ist diese Zusammenstellung eine der Listen aller Berliner Straßen und Plätze.

## Überblick

### Straßensystem
Im amtlichen Straßenverzeichnis sind für den Ortsteil 116 gewidmete Straßen und Plätze aufgeführt. Einige Straßen weisen dabei die RBS-Klasse „PSTR“ auf und sind damit zwar für den öffentlichen Verkehr zugänglich, als Privatstraßen aber in der Verantwortung der Eigentümer (Straßen auf dem DGZ-Gelände, Zur Ringallee). Im Straßenentwicklungsplan als Teil des Stadtentwicklungsplans sind die Bundesstraßen B 2 (Berliner Allee) und B 109 (Prenzlauer Promenade) als großräumige Straßenverbindungen eingeteilt. In der Bedeutung als Hauptstraßen folgen die übergeordneten Straßenverbindungen Buschallee, Hansa-, Indira-Gandhi- und Rennbahnstraße. Regionale (bezirkliche) Straßenverbindungen (Kategorie III) sind (teilweise) Am Steinberg, dazu die Fahrbahnen des Hamburger Platzes und Mirbachplatzes zusammen mit der Pistoriusstraße sowie kreuzend die Roelckestraße. Ergänzt wird das Hauptstraßensystem (Kategorie IV) des Ortsteils durch Falkenberger, Feldtmann-, Giers-, Gustav-Adolf-, Langhans-, Liebermann-, Nüßler-, Park- und Piesporter Straße (einige nur teilweise). Zur Festigung von Neu-Weißensee als Ausgliederung des Gutsbezirks erfolgte am 17. September 1875 die Übernahme von 23 privaten Straßen in Gemeindebesitz, darunter Antonplatz, Pistoriusstraße, Langhansstraße und die Straßen im Komponistenviertel.

### Ortslage
Der Ortsteil untergliedert sich in einige zu verschiedenen Zeiten entstandene Gebiete. Dazu gehören:
- das ehemalige Dorf Weißensee entlang der früheren Provinzial-Chaussee Berlin–Bernau (heutige Berliner Allee),
- das nördlich an Berlin anschließende Gründerviertel – zunächst Neu-Weißensee genannt[1] –, dessen Straßen zu großen Teilen anfangs einfach durchnummeriert oder mit Buchstaben versehen worden waren,
- der als Gemeindezentrum geplante Wohnstraßenbereich um den Kreuzpfuhl,
- das spätere Komponistenviertel zwischen Berliner Allee, Indira-Gandhi-Straße, dem Jüdischen Friedhof und der Gürtelstraße (bis zum März 1951: Französisches Viertel, nach den Schauplätzen des Deutsch-Französischen Krieges 1870/1871),
- das Wohnviertel um die Buschallee,
- die restlichen nicht näher bezeichneten Quartiere.

Im Berliner Adressbuch des Jahres 1900 befindet sich eine Straßenübersicht der Terraingesellschaft Weißensee i.Liqu., die sowohl das projektierte Straßennetz als auch die bereits errichteten Gebäude zeigt. Am 1. November 1874 erfolgte die Gründung der „Weißensee Aktiengesellschaft“. Am 18. Februar 1880 wurde die Bildung der Gemeinde Neu-Weißensee innerhalb des Gutsbezirks beschlossen, nachdem die Gemeindeversammlung Weißensee (Dorf) die Vereinigung mit dem Gutsbezirk am 28. Februar 1879 einstimmig abgelehnt hatte. Am 26. April 1899 stellte Freiherr von Recke erstmals den Antrag, Neu-Weißensee die Stadtrechte zu verleihen. Nachdem die Gemeindevertretung von (Alt-)Weißensee am 3. März 1903 (nach Ablehnung 1902) für die Vereinigung gestimmt hatte, wurde zum 1. Januar 1905 Neu-Weißensee mit dem Dorf vereinigt. Kaiser Wilhelm II. unterzeichnete am 24. Oktober 1904 den Erlass zur Zusammenlegung von Neu-Weißensee und Weißensee ab 1. Januar 1905.
Am 14. April 1881 erließ die Gemeindeverwaltung eine erste Verordnung betreffs „Unterhaltung der Bürgersteige und Straßen“. Am 3. Dezember 1881 wurde angewiesen, Hausnummern an den Wohngebäuden anzubringen. Die Straßennamen wurden bis 1909 nicht nach den Regeln der Rechtschreibreform von 1901 geschrieben, daher gab es beispielsweise die Schreibweisen Charlottenburgerstraße, Rölckestraße, Gustav Adolph Straße. Die Nummerierung der Grundstücke erfolgte bis ins 20. Jahrhundert in der (fortlaufenden) Hufeisennummerierung. Diese ist bei den älteren Straßen meist noch erhalten, allerdings erfolgten teilweise Umstellungen auf die wechselseitige Orientierungsnummerierung, und bei einigen Straßen wurde die fortlaufende Zählung in der Richtung gewechselt (beispielsweise Charlottenburger Straße).
Am 1. April 1912 wurde laut kaiserlicher Weisung der Ortsname Berlin-Weißensee vergeben und 1920 mit der Bildung von Groß-Berlin das bis dahin zum Landkreis Niederbarnim gehörende Weißensee als XVIII. Verwaltungsbezirk in die neue Stadtgemeinde eingegliedert. Am 1. April 1938 gab es durch eine Neuordnung von Verwaltungsbezirksgrenzen kleinere Änderungen am Territorium Berlin-Weißensees (Gebietsaustausch mit dem Bezirk Lichtenberg).
Am 1. September 1985 wurden die Ortsteile Hohenschönhausen, Wartenberg, Falkenberg sowie der östliche Teil von Malchow aus dem Stadtbezirk Weißensee ausgegliedert und zum eigenständigen Stadtbezirk Hohenschönhausen zusammengefasst. Gleichzeitig wurden dem Stadtbezirk Weißensee die Pankower Ortsteile Heinersdorf, Karow und Blankenburg zugeordnet. Letztlich ging der eigenständige Bezirk durch die Verwaltungsreform 2001 im (Groß-)Bezirk Pankow auf.
In den Jahren bis 2010 ließ das Bezirksamt Pankow das Komponistenviertel umfassend sanieren, wodurch in diesem Bereich ein fast 30 %iges Bevölkerungswachstum zu verzeichnen war. Auffällig ist, dass es auf der relativ kleinen Fläche des Ortsteils acht verschiedene Friedhöfe gibt.
Weißensee hat 57.552 Einwohner (Stand: 31. Dezember 2024) und umfasst die Postleitzahlenbereiche 13051, 13053, 13086, 13088 und 13089.

## Übersicht der Straßen und Plätze
Die nachfolgende Tabelle gibt eine Übersicht über die vorhandenen Straßen und Plätze im Ortsteil sowie einige dazugehörige Informationen.
- Name/Lage: aktuelle Bezeichnung der Straße oder des Platzes. Über den Link Lage kann die Straße oder der Platz auf verschiedenen Kartendiensten angezeigt werden. Die Geoposition gibt die Lage der ungefähren Mitte der Straßenlänge an.
- Im amtlichen Straßenverzeichnis nicht aufgeführte Verkehrswege sind mit * gekennzeichnet.
- Ehemalige oder nicht mehr gültige Straßennamen sind kursiv gesetzt. Für bedeutende ehemalige Straßen oder historische Straßennamen ist gegebenenfalls eine gesonderte Liste vorhanden.
- Länge/Maße in Metern:
Die in der Übersicht enthaltenen Längenangaben sind  gerundete Übersichtswerte, die in Google Earth mit dem dortigen Maßstab ermittelt wurden. Sie dienen Vergleichszwecken und werden, sofern amtliche Werte bekannt sind, ausgetauscht und gesondert gekennzeichnet.
Bei Plätzen sind die Maße in der Form a × b für rechteckige Anlagen und für (ungefähr) dreieckige Anlagen als a × b × c mit a als längster Seite angegeben.
Sofern die Straße auch in benachbarte Ortsteile weiterführt, gibt der Zusatz ‚im Ortsteil‘ an, wie lang der Straßenabschnitt innerhalb des Ortsteils dieses Artikels ist.
- Namensherkunft: Ursprung oder Bezug des Namens.
- Anmerkungen: weitere Informationen über anliegende Baudenkmale oder Institutionen, die Geschichte der Straße und historische Bezeichnungen.
- Bild: Foto der Straße oder eines anliegenden Objektes.

| Name/Lage                       | Länge/Maße (in Metern)                   | Namensherkunft | Datum der Benennung             | Anmerkungen | Bild |
| ------------------------------- | ---------------------------------------- | --- | ------------------------------- | --- | --- |
| Albertinenstraße (Lage)         | 0420                                     | Albertine Amalie Louise Steuersen, verh. Schön (1833–1904), Sponsorin für den Landkauf in Weißensee und Cousine von Gustav Adolf Schön                           | 17. Sep. 1875                   | Vor 1875 war schon eine Straße als „nicht öffentlich“ angelegt worden. Auf der Karte aus 1880 ist die Straße von der König-Chaussee (→ Berliner Allee) gekreuzt mit der Waldaustraße (→ Pistoriusstraße) zur Amalienstraße aufgenommen. Diese Lage blieb seither bestehen. 1880 ist die Umgebung als unbebaut eingezeichnet und zwei Drittel der Straßenlänge führen durch den (Schloss-)Park. Im Adressbuch 1896 für Neu-Weißensee (das erstmals im Berliner Adressbuch aufgenommen ist) wird die Albertinenstraße von König-Chaussee bis Amalienstraße dargestellt. An beiden Seiten auf den Grundstücken 1–6 (östlich, fortlaufend, 7–13: Baustellen) und der Gegenseite 14–28 (fortlaufend, an Pistoriusstraße) mit Eigentümern. Auf der Karte von 1928 ist die Gesamtstraßenbreite mit 33,93 m und die Fahrbahnbreite mit 18,83 m angegeben. Zu diesem Zeitpunkt ist an der Westseite zur Parkstraße hin ein Straßensystem projektiert: Straße 238 (von Amalienstraße 20 abgehend) führt zu einem Platz (Straßenkreuz) an dem Straße 239 nach Süd (Pistoriusstraße 6), Straße 236 nach Nord (Amalienstraße 26) und Straße 237 zur Parkstraße 20 führen würde. Andererseits ist diese Fläche teilweise bebaut, speziell im südlichen Abschnitt von der Bethabara-Stiftung. Bis 1954 verblieb von jener Straßenplanung ein (Plan-)Rest an der Amalienstraße. In der Denkmalliste Berlins ist das Bauensemble der Stephanus-Stiftung auf Albertinenstraße 20–23 aus den Jahren 1874–1912 enthalten. In der Albertinenstraße 6/7 (Ostseite am Park) befand sich bis 1921 das Rathaus Weißensee, nach der Eingemeindung von Weißensee nach Groß-Berlin als „Finanzbureau“ genutzt. Es wurde weiterhin für öffentliche Zwecke reserviert, in der DDR nach 1960 war hier die VP-Inspektion Weißensee untergebracht. | Albertinen- /Ecke Pistoriusstraße, Blickrichtung Weißer See                                                                              |
| Am Steinberg (Lage)             | 1540                                     | Steinberg, eine 53 Meter hohe Erhebung, auch Heinersdorfer Berg genannt                                                                                          | 16. Jan. 1925                   | Die Mitte der Straße bildet die westliche Grenze des Ortsteils Weißensee zu Heinersdorf, die ungerade Seite zu Heinersdorf. Der Verkehrsweg hieß zunächst Straße 212, der nördliche Teil in Heinersdorf wurde 1925 nach dem Hügel benannt, erst 1936 wurde der in Weißensee liegende südliche Teil ebenfalls in Am Steinberg einbezogen und die Straße verbreitert. Entsprechend sind die ungerade nummerierten Grundstücke in Heinersdorf gelegen und sind bislang Kleingartenkolonien geblieben, im Ortsteil wurden die gerade nummerierten Grundstücke bebaut, sind allerdings teilweise den Querstraßen zugeordnet. Südwestlich setzt sich der Straßenzug geradlinig als Thulestraße im Ortsteil Pankow fort. Der Südwestzipfel von Am Steinberg wird von der Straßenbahn M2 befahren, die an der Kreuzung mit der Pistoriusstraße in die Tino-Schwierzina-Straße abbiegt. 300 m der Straße gehören zu den regionalen Straßenverbindungen im Berliner Straßensystem. | |
| Amalienstraße (Lage)            | 1020                                     | Albertine Amalie Louise Steuersen, (verh. Schön, 1833–1904), Sponsorin für den Landkauf in Weißensee und Cousine von Gustav Adolf Schön                          | 17. Sep. 1875                   | Sie liegt zwischen Albertinen- und Gustav-Adolf-Straße und setzt sich gradlinig nordwestwärts als Günter-Litfin-Straße fort. In diesem Verlauf bis an die Heinersdorfer Feldmark war der Verlauf ursprünglich geplant. Die schon zuvor angelegte Straße war bis zu dem angegebenen Datum „nicht öffentlich“. | |
| An den Feldtmanngärten (Lage)   | 0610                                     | Neubau-Siedlung (Feldtmanngärten) nahe der Feldtmannstraße | 17. Juni 2003                   | Die mit der Siedlung neu angelegte Straße liegt auf einem Teilstück der alten Industriebahntrasse. Die 25 Meter breite Bahntrasse wurde mit den südlichen Einfamilienhäusern und der Fahrstraße bebaut. Sie ersetzt seit 2003 mit den Wohnhäusern den nördlichen Abschluss für den Bertricher, Mayener, Kelberg- und Polcher Weg und der Perler Straße. Als fünf Meter breite Zugangsstraße zu den Eigenheimen liegt sie zwischen Piesporter Straße (Westen) und der Ortsteilgrenze zu Alt-Hohenschönhausen. Am Ostende des Verlaufs ist die Perler Straße zwischen der vormaligen Bahntrasse und der Feldtmannstraße unterbrochen und deren Fläche gehört zum Nachbarortsteil, so führt An den Feldtmanngärten als Anschluss rechtwinklig direkt an der Bezirksgrenze entlang zur Feldmannstraße. Zur Straße sind die bebauten Grundstücke 6–64 (Südseite, gerade) und 51–63 (Nordseite, ungerade) zugeordnet. Die Gewerbebauten der westlichen Nordseite gehören zur Feldtmann- und Piesporter Straße. Die Namensgebung der Straße geht auf die (für die Vermarktung werbende) Bezeichnung der Siedlung auf einer Bahntrasse zurück. Angeregt von den an der Nordseite liegenden Siedlungshäusern und um den „grünen Touch Gärten“ steht der Bezug zur Feldtmannstraße. Diese war nach dem Unternehmer und Amtsvorsteher, sowie Standesbeamten in Weißensee Heinrich Feldtmann (1838–1905) benannt, der ab 1894 Mitglied des Provinziallandtags war und so eine wesentliche lokale Persönlichkeit. | |
| An der Industriebahn (Lage)     | 0440                                     | Industriebahn, eine Anschlussbahn zum Gütertransport, 1973 stillgelegt                                                                                           | 26. Juli 1927                   | Die Straße liegt zwischen dem Pasedagplatz und der Roelckestraße durch Industriegebiet. Die am Industriebahnhof Weißensee in den 1890er Jahren angelegte Verlängerung der Schönstraße von Neu-Weißensee über die Rennbahnstraße nach dem Norden hieß anfangs Verlängerte Schönstraße. Aufgrund der verlegten Industriebahn siedelten sich größere Fabriken an wie die Ziehl-Abegg Elektrizitäts-Gesellschaft, von denen einige Gebäude erhalten sind und unter Denkmalschutz stehen. | |
| Antonplatz (Lage)               | 0045 × 35 (Nordteil) 0087 × 65 (Südteil) | Anton Matthias Schön (1837–1922), Bruder des Gustav Adolf Schön; finanzierte den Landkauf zur Bebauung von Neuweißensee mit                                      | um 1874                         | Zu Beginn des 20. Jahrhunderts führte eine U-förmige Straße um den Nordbereich des Platzes herum, der 1898 bis 1903 Kaiser-Wilhelm-Platz hieß. In der Mitte stand ein Denkmal für Wilhelm I. als Sehenswürdigkeit das um 1921 beseitigt wurde. Er wurde mehrfach umgestaltet. Durch die Bombenschäden an der Südseite wurde die Fläche nach 1945 erweitert und zuletzt 2008 rekonstruiert. Mit der Bebauung des bislang nur indirekt benannten Platzes südlich der Berliner Allee wurde dieser auf Antrag der Fraktion der Piratenpartei im Bezirk Pankow nach dem Buchgestalter und Illustrator Werner Klemke benannt, da er insbesondere als Hochschullehrer an der Kunsthochschule Weißensee im Ortsteil tätig war und hier wohnte. Die Benennung ist 2015 noch nicht gewidmet. Am Antonplatz stand das Chausseehaus nach Bernau. | Nordteil des Antonplatzes |
| Arnold-Schönberg-Platz (Lage)   | 0025 × 25                                | Arnold Schönberg (1874–1951), österreichischer Komponist | 8. Juni 1999                    | Der kleine Platz liegt an der Südostecke der Kreuzung Bizetstraße und Smetanastraße. Das 1942 noch nicht bebaute Eckgrundstück Wörthstraße 25/26 und Sedanstraße verblieb als namenlose Ecke bis Ende der 1990er Jahre ehe es von der Bezirksverwaltung eigens neu gestaltet wurde. Die feierliche öffentliche Benennung fand nach Fertigstellung der Bauarbeiten am 18. Juni 1999 statt. Das B-Planverfahren XVIII-44 („Herstellung des geplanten Stadtplatzes Arnold-Schönberg-Platz“) ruht, so erfolgte 1999 der Bau auf Grundlage eines öffentlich-rechtlichen Vertrags. Der vergebene Name orientiert sich an den Örtlichkeiten des Komponistenviertels. Der aus einer jüdischen Familie stammende Schönberg lebte 1913–1915 in Berlin, wodurch der Platzname mit dem nahe gelegenen Jüdischen Friedhof korreliert. | Arnold-Schönberg-Platz an der Straßenecke                                                                                                |
| Behaimstraße (Lage)             | 0540                                     | Martin Behaim (Pseudonym Behaim von Schwarzbach) (1459–1507), Geograph                                                                                           | 10. Mai 1951                    | Die Straße liegt zwischen der Ortsteilgrenze zu Prenzlauer Berg (30 m als Stichstraße von der Lehderstraße nach Süden) und dem Mirbachplatz und kreuzt Lehder-, Streu-, Langhans-, Charlottenburger und Pistoriusstraße. Der Verkehrsweg wurde in Neu-Weißensee (vor 1888) als Wilhelmstraße zu Ehren des Deutschen Kaisers. Bemerkenswert sind die katholische Pfarrkirche St. Josef, die 1899 geweiht wurde und unter Denkmalschutz steht sowie zwei Mietshausgruppen (Hausnummernbereiche 26–30 und 46–50). Im Haus Nummer 11 wohnte Peter Fechter, der 1962 bei einem Fluchtversuch nach West-Berlin erschossen wurde. Am 14. Januar 2014 wurde an dem Gebäude eine Gedenktafel enthüllt. | |
| Benfelder Straße (Lage)         | 0100                                     | Benfeld, Ort im Département Bas-Rhin im Elsass, Frankreich | 13. Mai 1929                    | Die kurze Wohngebietsstraße liegt zwischen Meyerbeer- und Gounodstraße im Komponistenviertel, wobei die Häuser der Blockbebauung diesen Straßen zugeordnet sind und nur die zwischenliegenden 1–4 und 5–8 (fortlaufend) zur Benfelder Straße adressiert sind. Die Flächen westlich der Lindenallee blieben bei der Bebauung des „Französischen Viertels“ zunächst ungenutzt. Im Adressbuch 1929 sind für die Straßburgstraße zwischen 47 (Baustelle) und 48 (Mietshaus) die Straße B genannt und zwischen den Mietshäusern 50 und 51 die Straße C. (Metzstraße Baustellen). Bis zur Benennung im Mai 1929 hieß der Verkehrsweg Straße C, die Richtung Lindenallee parallele Straße Straße B. Eine westlich von der Lindenallee angedachte Fortsetzung der Blockbebauung (Straße A fehlt) wurde nicht umgesetzt. Mit der Namensvergabe wurde an einen französischen Ort erinnert, der im Deutsch-Französischen Krieg von 1870/1871 Kriegsschauplatz war. Durch die Lage östlich der Lindenallee blieb sie bei der Umbenennungsaktion 1951 im (vorher) „Französischen Viertel“ unbeachtet. | Ecke Benfelder/Gounodstraße, Blickrichtung Meyerbeerstraße                                                                               |
| Berliner Allee (Lage)           | 3500                                     | Alt-Berlin, Richtung des Verkehrsweges | 1910                            | Die Straße war ein Teil der alten Berlin-Bernauer Chaussee, im 18. Jahrhundert des Fernhandelsweges zwischen Berlin und Bernau. Auf dem Gebiet des Dorfs Weißensee an der Ostseite des Weißen Sees war die Bezeichnung Dorfstraße üblich und mit der Herausbildung der Landgemeinde erhielt der Verkehrsweg den Namen Berliner Straße. Für die Landgemeinde Neu-Weißensee wurde der Ausdruck Königschaussee genutzt, dies wurde zwischen der Weichbildgrenze zu Berlin über den Kaiser-Wilhelm-Platz zum Bismarckplatz. Anschließend war Berliner Straße (1884–1910) und nach 1913 kam auf Weißenseer Terrain durchgehend der Name Berliner Allee in Gebrauch. Nach dem Ende des Zweiten Weltkriegs erhielt diese Straße am 13. Juni 1953 in Anwesenheit des Oberbürgermeisters von Prag, Vaclav Vacek, den Namen Klement-Gottwald-Allee. Gottwald war von 1948 bis zum Tod im März 1953 Staatspräsident der Tschechoslowakei. Nach der politischen Wende, am 31. August 1991, wurde der vorherige Name für die Hauptverkehrsstraße des Ortsteils wieder aufgenommen. Diese Straße ist ein Abschnitt der B 2, die südwestlich als Greifswalder Straße und nördlich als Malchower Chaussee weiter läuft. Hier sind verschiedene Gebäude aus den Entstehungszeiten erhalten, die unter Denkmalschutz stehen. | Berliner Allee, Blick zum Antonplatz |
| Bernkasteler Straße (Lage)      | 0780 (im Ortsteil)                       | Bernkastel, Stadtteil von Bernkastel-Kues in Rheinland-Pfalz | um 1913                         | Die Straße in Hufeisennummerierung liegt zwischen Berliner Allee und dem St.Bartholomäus-Friedhof. Von der Neumagener zur Wittlicher Straße ist es eine Einbahnstraße. Mit der Neuanlage um 1913 wurde der Verkehrsweg zunächst Berncasteler Straße geschrieben. Die Bebauung begann um 1915, dabei trat die Terraingesellschaft „Industriebahnhof Weißensee“ als Bauherr auf. Die Straße verbindet die Berliner Allee von deren Gabelung mit der Rennbahnstraße ostwärts mit der Piesporter Straße und endet etwa 100 Meter danach als Sackgasse. Hier befindet sich der Alte Friedhof der Evangelischen Kirchengemeinde Weißensee, dessen Friedhofskapelle unter Denkmalschutz steht. Östlich der Kreuzung mit der Wittlicher Straße liegen außer der Wohnzeile 22–24a Friedhöfe, zunächst vor den Wohnhäuser der Alte Friedhof Weißensee (Nr. 18) und dem gegenüber der Adass Jisroel Gemeindefriedhof (Wittlicher Straße 14), den Häusern gegenüber der Neue Friedhof Weißensee (Kapelle Nr. 64, Verwaltung Nr. 63). Die Straße endete von Beginn an vor dem Friedhof der St.Bartholomäus-Gemeinde. Am 1. April 1910 wurde die Schule Bernkasteler Straße eingeweiht (Architekt C.J. Bühring). Von der Berliner Allee lag bis 2000 der Gleisanschluss zum Straßenbahnhof (nördlich abliegend, Nr. 79), er wurde im Oktober 1912 in Betrieb genommen. | |
| Bertricher Weg (Lage)           | 0080                                     | Bad Bertrich, Kurort in Rheinland-Pfalz | 30. Okt. 1936                   | Im nach 1930 erstellten Bebauungsplan einer Siedlung mit vier Stichstraßen zwischen Piesporter Straße und Straße L (→ Perler Straße) hieß sie Straße 241. Sie lag von der Liebermannstraße (damals Franz-Joseph-Straße) nordwärts an die Industriebahn, seit den 2000er Jahren an den errichteten Siedlungsneubauten der Feldmanngärten. Der Bertricher Weg liegt nördlich der Liebermannstraße mit den Siedlungshäusern auf den Grundstücken 1–7 (ungerade, Ost) und 2–10 (gerade, West). Dabei liegen 1 und 2 am Straßenende quer (ursprünglich an den Bahndamm grenzend). Das Grundstück 10 gehört zu Liebermannstraße 121 und die 9 ist ersetzt durch Liebermannstraße 125. | |
| Bitburger Straße (Lage)         | 0620 (im Ortsteil)                       | Bitburg, Stadt im Landkreis Bitburg-Prüm in Rheinland-Pfalz | 10. Juli 1933                   | Die (gesamte gewidmete) Straße liegt zwischen Piesporter und Perler Straße im Ortsteil und setzt sich in Alt-Hohenschönhausen zum Kyllberger Weg und Hansastraße fort 70 m südlich der Grenze zur Stadtrandsiedlung Malchow, östlich Neu-Hohenschönhausen. Zunächst hieß sie Straße A. Verläuft in West-Ost-Richtung zwischen Piesporter Straße und Kyllburger Weg über die Ortsteilgrenze an der Perler Straße hinweg. Im Straßenverzeichnis sind 360 m als Fußweg eingetragen (Okstra F) diese führen als Fahrweg genutzt durch die anliegende Siedlung und durch (praktisch um) den Bitburger Teich, mit den Nebenteichen auf Grundstück Bitburger Straße 7 (170 Meter). An der Südseite liegen 127–139, wobei 129 die Wasserfläche ist. Die Umgehung des Teiches liegt nördlich. Die 300 Meter von der Perler Straße sind amtlich als Gemeindestraße aufgenommen. | |
| Bizetstraße (Lage)              | 1180                                     | Georges Bizet (1838–1875), französischer Komponist | 31. Mai 1951                    | Die südliche Parallelstraße zur Berliner Allee gehört zum Komponistenviertel, sie liegt zwischen Gürtel- und Indira-Gandhi-Straße. Mit der direkten Parallellage zur König Chaussee war sie die am ehesten bebaute. Bei der Erstanlage vor 1880 hieß sie im Französischen Viertel Sedanstraße und mit der fortschreitenden Bebauung wurde der erst später bebaute Ostabschnitt zur Lichtenberger Straße als Verlängerte Sedanstraße benannt, die 1904 unbebaut war. Sedan war ein Kriegsschauplatz von 1870/1871. Entsprechend wurde das Gebiet der umliegenden Straßen bis 1951 „Französisches Viertel“ genannt und war ein Teil von Neu-Weißensee. Von den zahlreichen erhaltenen und inzwischen gut restaurierten ersten Wohnhäusern stehen die Gebäude zwischen den Hausnummern 47 und 61 unter Denkmalschutz. Im Rahmen des Förderprogramms „Soziale Stadterneuerung“ wurde bei der Sanierung im Komponistenviertel mit dem Projekt Bizetstraße 100/102 18 Atelierwohnungen hergestellt. | Bizet-/Gürtelstraße |
| Blechenstraße (Lage)            | 0200                                     | Carl Blechen (1798–1840), Maler und Grafiker | 10. Apr. 1931                   | Beim Ausbau der Bauten nördlich am Holländerviertel wurde sie als Straße 233 projektiert mit einer Breite von 48 Meter und 5 Meter nördlichem Gehweg und war über das Grundstück Parkstraße 81 gezogen. Angelegt wurde sie mit Gehweg in einer Breite von 18 Meter. Sie verbindet die Schönstraße mit der Parkstraße und setzt sich inbenannt im Park am Weißen See als Fußweg fort. Zur Blockrandbebauung der Schönstraße liegen die Wohnhäuser 12–18 (gerade) und 19–21 (ungerade). 1929 bis 1930 wurde am Ostteil eine Schule (Mittel- und 10. Grundschule, Nr. 1 und 13) aufgebaut. Die Grundschule am Weißen See befindet sich in der denkmalgeschützten Gesamtanlage (Blechenstraße 1, 13, Parkstraße 81/82, Amalienstraße 5–8) von Schule und Lehrerwohnhaus. Mit der Beräumung der Kriegsruine Parkstraße 80 und 78 wurde Fläche frei und als Kleingärten genutzt. Sie wurde in den 2010er Jahren mit dem mit den Neubaublock Blechenstraße 2–10 (gerade) und dem angebundenen Wohnhaus 10a bebaut. | |
| Börnestraße (Lage)              | 0420                                     | Ludwig Börne (Synonym; eigentlich Löb Baruch) (1786–1837), Schriftsteller                                                                                        | 10. Mai 1951                    | Die Straße zwischen Lehder- und Charlottenburger Straße liegt im Gründerviertel und wurde anfangs als Friedrichstraße angelegt. Sie ist bereits vor 1882 in Neu-Weißensee parallel zur Behaimstraße (damals: Wilhelmstraße) projektiert. Die dicht bebaute innerstädtische Wohnstraße hat wenig Autoverkehr und ist überwiegend mit Altbauten in einfacher Ausführung bebaut. Sie liegt zwischen der Pistoriusstraße und der Lehderstraße. Die Weihe der katholischen „Wellblechkirche“ in der Friedrichstraße erfolgte am 9. Oktober 1887. | |
| Borodinstraße (Lage)            | 0200                                     | Alexander Borodin (1833–1887), russischer Komponist und Mediziner                                                                                                | 24. Mai 1951                    | Die Straße liegt im Komponistenviertel zwischen Bizet- und Gounodstraße. Von Beginn der Trassierung des (vormals so genannten) Französischen Viertels an vorgesehen wurde sie ab 1890 angelegt und Kronprinzenstraße genannt. Eine Anbindung über die König-Chaussee an den Antonplatz war nicht vorgesehen. Im Adressbuch von 1894 sind von den 16 parzellierten Grundstücken (10 ist geteilt) bereits elf mit Wohnhäusern bebaut und bezogen und ein Neubau ist notiert. | Ecke Borodin-/Meyerbeerstraße |
| Brauhausstraße (Lage)           | 0180                                     | Brauhaus, nach einer in dieser Straße vorhanden gewesenen Weißbierbrauerei                                                                                       | 1897                            | Sie verbindet die Heinersdorfer Straße mit der Prenzlauer Promenade und erhielt ihren Namen anlässlich der Fertigstellung zweier Brauhäuser 1897. Im Adressbuch 1904 findet sich an der Brauhausstraße die Vereinigte Weißbierbrauereien G.m.b.H. Nach mehrfachen Namens- und Eigentumsänderungen der Brauerei wurde diese schließlich zwischen 1916 und 1918 liquidiert. Anschließend etablierte sich in den Gebäuden eine „Militärkonservenfabrik“, geleitet von den Fabrikanten Heinemann (aus Wilmersdorf) und Rudolf Hanka (aus Schöneberg) bis 1921. Das Unternehmen bestand ab 1922 als „Fleischwarenfabrik Rudolf Hanka“ fort. Die Grundstücke in Hufeisennummerierung sind vom Eckhaus 1/2 (1 liegt in der Heinersdorfer Straße neben deren 38) zur Prenzlauer Promenade 23 / Brauhausstraße 9 gezählt und an der Südseite 10–17 zurück. Wobei das Eckhaus Heinersdorfer Straße 39 ist. 1928 ist 15/16 unbebaut, und anzumerken ist die Neubaugestaltung der Häuser auf den Grundstücken 1–6 (6 als Hinterhaus) die eine glatte Straßenfront aber spitzwinklige Rückseitengestaltung, übergreifend an Am Steinberg 6–18. | |
| Brodenbacher Weg (Lage)         | 0410                                     | Brodenbach, Ort an der Terrassenmosel in Rheinland-Pfalz | 30. Okt. 1936                   | Als Straße 27 war sie hinter dem Straßenbahnhof an die Piesporter Straße trassiert, wobei sich mit einer schräglaufenden Straße ein Platz ergeben hätte. Von jener kreuzenden Straße verblieb der Dreieckplatz an der Piesporter Ecke Liebermannstraße. Die Wohnbebauung begann um 1930, dabei wurde die Trassierung durch die (neue) Neumagener Straße völlig geändert. Der Brodenbacher Weg durch Siedlungsgelände lag zwischen Neumagener und Straße 257. Letztere durch die Kleingartenkolonie Alt-Weißensee (Nr. 31, 33, später KGA ‚Frohsinn‘) und der Brodenbacher Weg endete im Süden am Israelischen Friedhof Adass Jisroel. Mit der Auflösung des anliegenden Teils der KGA und dem Bau der „Grundschule im Moselviertel“ (Nr. 31) wurde die Straße 80 Meter verlängert und mit einem Fußweg und einer Grünanlage an die Piesporter Straße angebunden. | |
| Bühringstraße (Lage)            | 0430                                     | Carl James Bühring (1871–1936), Architekt und Generalplaner für Weißensee                                                                                        | 11. Aug. 1993                   | Die Straße liegt zwischen Gustav-Adolf-Straße und Am Steinberg. Bei der Projektierung nördlich der „Kolonie Neu-Berlin“ entlang der Flurgrenze zu Heinersdorf seit 1870 erhielt die Trasse Salomonstraße nach dem Besitzer des Grund und Bodens. Amtlich wurde sie nach 1905 als Küpper Straße geführt. Bei der Planung der Bebauung (Mitte der 1930er Jahre) nordwestlich der Gustav-Adolf-Straße wurde am Platz D in der schon trassierten Lage die Straße 203 vorgesehen. Sie blieb zunächst ungenutzt. Unter dieser Nummerbezeichnung bestand sie weiter und wurde zu Beginn um 1950 angelegt als die 1946 gegründete und ab 1956 baulich erweiterte Kunsthochschule Berlin-Weißensee (Adresse Bühringstraße 20) errichtet wurde. Am 24. April 1947 erfolgte der Befehl 27/315 der SMAD zur Gründung der Kunsthochschule Weißensee. | |
| Bundenbacher Weg (Lage)         | 0250                                     | Bundenbach, Ort im Landkreis Birkenfeld, Rheinland-Pfalz | 30. Okt. 1936                   | Die Straße liegt zwischen Amalien- und Großer Seestraße. Sie wurde als Straße 51 projektiert und mit den Grundstücken 1–11 und 12–23 (fortlaufende Zählung) parzelliert. Mit dem Beginn des Baus von Siedlungshäusern wurde sie benannt. Im Adressbuch von 1943 sind für die 24 Grundstücke (Nummer 10 ist geteilt) acht mit Einfamilienhäusern bewohnt, für vier sind Baustellen und für die übrigen Parzelle angegeben. (11 und 12 an der Großen Seestraße existieren nicht.) | |
| Buschallee (Lage)               | 1270                                     | Felix Busch (1871–1938), preußischer Politiker, Landrat von Niederbarnim; Jurist; Opfer der Politik des Nationalsozialismus                                      | 1915                            | Die Buschallee liegt zwischen Berliner Allee und der Bezirksgrenze zu Lichtenberg (Ortsteil Alt-Hohenschönhausen) und der Straßenzug setzt sich gleichartig als Suermondtstraße fort. Die Wohnhäuser sind in Hufeisennummerierung mit 1 an der Südseite von der Berliner Allee ab bis 49 gezählt, an der Nordseite zurück 50–110. An der Nordseite mit 50a liegen Tennisplätze. Eine Lücke in der Zeilenbebauung zwischen 93a und 94 steht für das nicht realisierte Projekt einer Straße 218. Die Gartenstraße kreuzt zwischen 7b/8 und 104/105, die Sulzfelder Straße geht nach Süden zwischen 23 und der Anlage vor 23a (Brillat-Savarin-Schule, Oberstufenzentrum Gastgewerbe) und zwischen 30/31 und 68/71 kreuzt die ebenfalls mit Mittelstreifen zweibahnige Hansastraße, in die die Straßenbahnlinie nach Falkenberg einbiegt. Diese letztere Kreuzung ist als Platz 30 benannt. Hier ging die vormalige (Hohen-)schönhauser Straße in den Lauf der bestehenden Buschallee über. Zudem war nach Norden ein Anschluss an die Straße 220 (Piesporter Straße) vorgesehen. An der Nordwestecke der Kreuzung mit der Hansastraße liegt eine Gleisschleife der Straßenbahn zur westlichen Richtung der Buschallee. Der Verlauf der Bezirksgrenze am Ostende der Buschallee ist den Straßenrändern untergeordnet. An der Südseite liegt die Buschallee bis zum Westrand des (Lichtenberger Wegs) Orankestrands, dessen Wegesbreite gehört zur Buschallee und der Ortsteil setzt sich am Nordrand der Suermondtstraße fort. Der ursprüngliche Verkehrsweges vom Dorf Weißensee zum Dorf Hohenschönhausen in den 1870er Jahren war er namenlos und verlief nicht in der bestehenden Trassierung. Eine Schönhauser Straße genannte Verbindung (→ Hohenschönhauser Straße) ging von der Falkenberger über die Gartenstraße nach Osten ab, ergänzt von einem mittleren Weg (im Verlauf der Buschallee) und dem Orankeweg (ab Lichtenberger Straße) über die Freifläche an den Pfuhlen 1906 ist auf der Karte eine Straße südlich der Kirche zwischen Berliner und Gartenstraße und weiterfolgend ein der (späteren) Buschallee entsprechender Verlauf (südlich der Schönhauser Straße) im projektierten Straßenraster eingezeichnet. 1916 erschien in den amtlichen Quellen die neue Straßenführung am westlichen Anschluss zur Berliner Allee als Straße 118. Zwischen Hansastraße und Berliner Allee wurden Wohnzeilen für Arbeiterfamilien ab 1918 nach Entwürfen von namhaften Architekten wie Taut & Hoffmann errichtet, die unter Denkmalschutz stehen. Außerdem befindet sich das Stadion Buschallee hier, an der Nordseite im Weiteren der Park am Faulen See. Die Buschallee besitzt zwei Richtungsfahrbahnen. Ende der 1930er Jahre wurde auf der vorhandenen Mittelfläche die Straßenbahnlinie angelegt, die zunächst geschaffene Rumpfstrecke mit Umsetzmöglichkeit wurde in den 1950er Jahren eingleisig nach Hohenschönhausen verlängert. Auf dem Grundstück Buschallee 69 befindet sich eine Gleisschleife Die Buschallee gehört zu den Übergeordneten Straßenverbindungen im Berliner Straßensystem. | |
| Caligariplatz (Lage)            | 0065 × 25                                | eine Titelfigur aus dem Stummfilm Das Cabinet des Dr. Caligari, der im benachbarten Kino Delphi im Jahr 1920 seine Weltpremiere hatte                            | 17. Juni 2002                   | Die unregelmäßig geformte Fläche an der „Weißenseer Spitze“ entstand durch Verkürzung der Heinersdorfer Straße am Zusammenstoß der Gustav-Adolf-Straße mit der Prenzlauer Promenade. Sie war zunächst namenlos, auf Initiative des Kulturzentrums Brotfabrik, das in den späten 1990er Jahren auf dem Gelände einer hier vorhandenen ehemaligen Brotfabrik entstand, wurde der Name verliehen. Die Platzgestaltung erfolgte nach einem internen Wettbewerb durch zwei Landschaftsarchitektur-Studentinnen im Sinne früherer Schmuckplätze. Sie hatten ein zweifarbiges verzerrtes Schachbrettmuster gewählt, das dem Platz einen optischen Schwung verleiht und direkt auf die Brotfabrik zuführt. Ein alter Baum an der Prenzlauer Promenade dominiert das Platzensemble, das außerdem weiterhin als Wochenmarkt genutzt wird. | |
| Caseler Straße (Lage)           | 0120                                     | Casel, Ort im Landkreis Trier-Saarburg, Rheinland-Pfalz | um 1914                         | Die Straße verbindet die Berliner Allee mit der Trierer Straße. Das Wohnensemble an der Ecke Berliner Allee, nach Plänen von Carl James Bühring bis 1914 errichtet, steht unter Denkmalschutz. Die Eckhäuser der Blockbebauung liegen zur Berliner Allee (196, 198) und der Trierer Straße (9, 11). Der Block 1–2 liegt an der Südseite, 3–5 gegenüber, das Wohngebäude zwischen Nr. 2a und 4a überbrückt die Straße. | |
| Charlottenburger Straße (Lage)  | 1630                                     | Roelcke ein Mitbegründer von Neu-Weißensee besaß als Kunstgärtner seine Gärtnerei in Charlottenburg                                                              | 17. Sep. 1875                   | Die Charlottenburger Straße liegt zwischen Heinersdorfer und Parkstraße und gehört parallel zwischen Langhans- und Pistorisstraße zu den Längsstraßen (bezogen auf die Berliner Grenze) im Gründerviertel (Neu-Weißensee). Die Straße war vor 1874 angelegt und wurde unter diesem Namen am 17. September 1875 für öffentlich erklärt. 1880 ist auf dem Situationsplan von Berlin die Charlottenburger Straße in dieser Lage von der Parkstraße (damals Lüdersdorffstraße) an die Gustav-Adolph Straße verzeichnet, der westliche Anschluss zur Straße nach Heinersdorfer (als Chaussee) heißt noch Schülerstraße. Mit der Bebauung des Westteils wurde letztere 1878 in die Charlottenburger Straße einbezogen (sie hieß alternativ Magnusstraße). Die Grundstückszählung in Hufeisennummerierung von 1 ab Parkstraße zurück zur Südostecke mit 142 (74 auf 75 an der Heinersdorfer Straße) entstand mit dem Anlegen der Straße, wurde jedoch in der Parzellierung auf der Straßenlänge verschoben. Die Wohnbebauung unter den Hausnummern 1–3, 91, 93, 94, 106a–110a und 141/142 steht unter Denkmalschutz. Die Gebäude entstanden zwischen 1886 und den 1920er Jahren nach Plänen namhafter Architekten. Hervorhebenswerte Einzelgebäude sind ein früheres Postamt (Nr. 140 Ecke Tassostraße) und das historische Gebäude der Allgemeinen Ortskrankenkasse (zu DDR-Zeiten als Poliklinik genutzt) (Nr. 27/28). Die Straßen im Gründerviertel wurden nach regionalen Personen benannt, die sich um den Ausbau Weißensees verdient gemacht hatten. Der Kunstgärtner Roelcke erarbeitete sich das Vermögen für seine Weißenseer Bodenspekulation als Besitzer einer Gärtnerei in Charlottenburg. Vermutlich erfolgte die Namensgebung der Straße auf seine Einflussnahme. | Charlottenburger Straße mit dem Hauptpostamt                                                                                             |
| Chopinstraße (Lage)             | 0590                                     | Frédéric Chopin (1810–1849), polnischer Komponist | 16. Nov. 1962                   | Sie liegt zwischen Smetanastraße und Indira-Gandhi-Straße, an deren Ausgang wird sie zweibahnig zum Anschluss an die beginnende Hansastraße. Trassiert als eine namenlose Erschließungsstraße in der Israelitischen Arbeiterkolonie, bis in die 1940er Jahre kreuzte der Verlorene Weg über die seit den 1930er Jahren als Kleingartenkolonie genutzten Flächen. Projektiert im bestehenden Straßenzug wurde in den 1920er Jahren die Verlängerte Kniprodestraße, deren Verlauf durch den Jüdischen Friedhof geplant war, weshalb ein Streifen begräbnisfrei gehalten war. Dieses Bauprojekt zur Umgehung des Weißenseer Zentrums verzögerte sich durch Inflation, Weltwirtschaftskrise und wurde auch in der NS-Zeit nicht in Angriff genommen. Zu DDR-Zeit war es nochmals aufgenommen und begonnen worden, um den Verkehr von Mitte nach dem Neubauviertel Hohenschönhausen um Weißensee in die Hansastraße zu leiten. Es stieß jedoch auf den Widerstand der Jüdischen Gemeinde (Westberlin) und wurde abgebrochen. Das Gebäude an der Südostecke gehörte zur Israelitischen Arbeiterkolonie und wurde später vom Bezirksamt Weißensee genutzt. Nach Entwidmung der Kleingartenkolonie „Harmonie“ an der Nordseite und südlich der KGA „Feldschlösschen“, beide hießen in den 1940er Jahren „Kolonie Tannenberg“, begann die Wohnbebauung an der Nordseite dieser Straße in den späten 1960er und 1970er Jahren in freien Blöcken, keinem zusammenhängenden Straßenzug, wie es der Stadtplanung jener Zeit entsprach. Der Bereich südlich der Chopinstraße wurde für den Getränkebetrieb genutzt. Dessen eigene Quellen so viel Wasser gaben, dass von da aus (im Bedarfsfall hoher Verdunstung) in den zuflusslosen Weißen See gespeist werden konnte. | Chopinstraße von der Smetanastraße aus                                                                                                   |
| DGZ-Ring (Lage)                 | 0810                                     | Ringstraße um das DGZ (Dienstleistungs- und Gewerbe-Zentrum) | 1. Dez. 1995                    | Die Erschließungsstraße befindet sich im neuen Wohn- und Gewerbegebiet an der Gustav-Adolf-Straße gegenüber dem St.-Georgen-Friedhof. Der westliche Anschluss liegt zwischen Gustav-Adolf-Straße 131 und 132 und führt durch die Gebäude an der Bühringstraße (2–14, gerade), gefolgt von der Kunsthochschule, und den DGZ-Bauten 300 Meter an die KGA Hamburg heran. An der Anlage liegen 100 Meter Straße entlang. Der nordöstliche Anschluss führt an die Gustav-Adolf-Straße 125 zwischen Wohnneubaten der Wigandstaler Straße und den westlichen Gewerbegebäuden. In gleicher Richtung erfolgt die Gebäudezählung ab Wilhelm-Wagenfeld-Straße 3–14 (fortlaufend, Innenseite), 1 und 2 sind eine Freifläche zur Johannes-Itten-Straße und soll auf Grund des entstandenen Leerstands zu einer Grünfläche (oder einem Spielplatz, interkultureller Garten) umgestaltet werden. Ab Herbert-Bayer-Straße stehen noch Haus 15 und 16.. Diese Anlage wird werbemäßig auch DGZ-Stadt genannt und liegt zur Nordwestgrenze des Ortsteils. Alle im Ring liegenden neuen Verkehrsflächen erhielten Namen nach Künstlern, was der Nähe zur Kunsthochschule Berlin-Weißensee zu verdanken ist. Die Geschäftsbauten wurden ebenfalls nach Künstlern benannt. Am DGZ-Ring 1/2 befindet sich eine Filiale des Robert Koch-Instituts. Der DGZ-Ring ist im Straßenverzeichnis als Privatstraße ausgewiesen (RBS-Klasse: PSTR, OKSTRA-Klasse P). An der freien Fläche als „Piazza des DGZ-Geländes“ wurde am 27. August 1998 der „Wassertor“-Brunnen eingeweiht. | |
| Eilveser Straße (Lage)          | 0060                                     | Eilvese, Ortsteil von Neustadt am Rübenberge, Region Hannover, Niedersachsen                                                                                     | 9. Sep. 1931                    | Die kurze Erschließungsstraße liegt im Wohngebiet an der Langhansstraße zwischen der Goyastraße und der Scharnweberstraße und bildet mit diesen ein U-förmiges Straßennetz nördlich der Langhansstraße und über die Etterburger Straße zur Charlottenburger Straße. Der ursprüngliche Name Voigts-Reetz-Straße (auch Voigt-Rhetzstr. geschrieben) war nach einem General im 19. Jahrhundertbenannt. wegen der Schreibschwierigkeit umbenannt. Im Adressbuch 1910 ist die Voigt-Rhetz-Straße ab Goebenstraße mit einer Schweinemästerei auf dem Grundstück 18/19 genannt. Auf de, Stadtplan von 1928 ist zwischen der in halber Breite angelegten Goebenstraße und der teilweise bebauten Scharnweberstraße der projektierte Lauf der Voigt-Reetz-Straße auf brachem Land aufgenommen, nach Norden ist davon Straße 50 projektiert. Im Plan 1937 ist die Nordseite mit 1–13 (ungerade) bebaut, die Südseite mit 10, 12. Im Adressbuch ist als Eigentümer (und Bauherr) der Neubauten die R. Karstadt AG Wilmersdorf genannt. Das Grundstück 6/8 ist in den 1930er Jahren unbebaut und wurde Anfang der 1950er Jahre zusammen mit dem Block in der Scharnweberstraße bebaut. Die 1928 von Molitz entworfene und 1929/1930 errichtete Wohnanlage zu der auch die Eilveser Straße 3–13 gehört ist denkmalgeschützt. | |
| Else-Jahn-Straße (Lage)         | 0350                                     | Else Jahn (1901–1945), Arbeiterin, Widerstandskämpferin | 20. März 1964                   | Die Straße führt von der Gartenstraße bis zur Sulzfelder Straße. An der Ecke Gartenstraße befindet sich in einer Grünanlage die Bronzeskulptur Vater mit zwei Kindern, die 1976 von Stephan Horota entworfen wurde. An der Südseite der Straße liegen quer zum Straßenlauf fünf Wohnblöcke mit je vier dreigeschossigen Häusern (2–5, 10–13, 14–17, 23–26, 27–30), auf Nr. 39 liegt eine stillgelegte Kaufhalle und auf 40 und 41 Kindertagesstätten an der Ecke Sulzfelder Straße (Kita an den Pappeln). An der Nordseite besteht auf Grundstück 1 eine Garagenanlage, drei Wohnblöcke mit vier Häusern parallel zur Straße (6–9, 18–21, 35–38) liegen parallel und zwei Wohnblöcke quer (31–34, Sulzfelder Straße 8–14 gerade nummeriert) zum Straßenlauf, als 22 ist ein Flachbau der Genossenschaft aufgenommen. Die Häuser vom Bautyp Q3A wurden im Zeitraum zwischen 1964 und 1966 im Wohngebiet in einer Parkanlage eingebettet. Seit den 1930er Jahren war parallel zu den erbauten Wohnhäusern der Buschallee südlich die Straße 215 projektiert. Sie wurde erst in den 1960er Jahren angelegt, benannt und bebaut und die Nummerierung der Grundstücke ist über die Straße fortlaufend festgelegt. Die Fläche die im Süden der Wohnblöcke der Else-Jahn-Straße liegt wurde mit in den 1970er Jahren mit der Erweiterung des St. Joseph-Krankenhauses ergänzt. | |
| Ettersburger Weg (Lage)         | 0090                                     | Ettersburg, Jagdschloss bei Weimar in Thüringen | 10. Apr. 1931                   | Die 1928 noch leere Fläche nördlich von der Goeben- und Scharnweberstraße wurde 1928 von der Rudolf Karstadt AG als Baufläche für eine Wohnanlage ausgewählt. Dazu wurde vom einigermaßen ausgebauten U-förmigen Straßensystem an der Langhansstraße die Straße 50 zur Charlottenburger Straße projektiert. Zur Ettersburger Straße gehören die Wohnhäuser Ettersburger Weg 1–5 (ungerade, westlich) und 2–6 (gerade). Während die Karstadt AG 1930 die denkmalgeschützte Wohnanlage an der Charlottenburger, Eilveser, Ettersburger und Scharnweberstraße als Eigentümer erbaute sind für das Adressbuch 1943 die Achtparteienhäuser 1–5 (ungerade) der Höll & Schiffer KG und 2–6 der Allgemeinen Kapitalanlage A.G. zugeordnet. | |
| Falkenberger Straße (Lage)      | 1280                                     | Falkenberg, früheres Dorf im Osten Berlins, heute Ortsteil des Bezirks Lichtenberg. Nach der Richtung des Verkehrsweges                                          | vor 1896                        | Die Falkenberger Straße verbindet die Berliner Allee in Höhe des Weißen Sees mit der Hansastraße. An letzterer endet sie in einem Wendering der Sackgasse ab Giersstraße. Die Nummerierung der Grundstücke erfolgt hinter der Weißenseer Kirche beginnend an der Südseite mit 1a bis 53 (fortlaufend) an der Hansastraße und gegenüber zurück von 142–189. Mehrere Wohnblöcke stehen quer zur Straße mit Zufahrtsstraßen, andere sind etwas von der Straße hinter Parkplätze versetzt, an der Südseite hinter der Giersstraße stehen Siedlungshäuser (teilweise Doppelhäuser). Zwei Wohnhäuser (Nummer 186 und 188) aus den 1890er Jahren sind denkmalgeschützt. Als Sehenswürdigkeit wurde im Berliner Adressbuch 1921 ein „Ehrenfriedhof“ genannt. Die Straße gehört mit verbliebenen 1030 m zu den ergänzenden Straßenverbindungen (Kategorie IV) im Berliner Straßensystem. Die Straße führte ursprünglich als Falkenberger Chaussee oder Chaussee nach Freienwalde vom Dorf Weißensee nach Falkenberg, auf dem Plan von 1882 ist der als Chaussee markierte Weg mit „nach Werneuchen“ eingetragen. Im Adressbuch 1910 ist sie an die Feldmark Hohenschönhausens unter diesem Namen aufgenommen, die weitere Straßenführung im Nachbarort führte durch Rieselfelder. Die Falkenberger Straße wurde 1910 von den Planstraßen 19, 18, 15, 12 gekreuzt und vor dem Wohnhaus gehen Gartenstraße und die nicht mehr existente Hohenschönhauser Straße ab. Mit der Verlängerung der (schon in den 1930er Jahren projektierten) Hansastraße Mitte der 1980er Jahre als Verbindung nach Neu-Hohenschönhausen wurde die Falkenberger Straße nach Nordosten mit den Grundstücken 54–100 und 101–140 (fortlaufend) in diese einbezogen und im neuen Verlauf aufgehoben. Die querstehenden Wohnzeilen an der Nordseite wurden als Typenbauten auf stillgelegten Kleingartenkolonien errichtet. Dabei wurde das vorher projektierte Straßensystem zwischen Bernkasteler und Falkenberger Straße nicht übernommen. (von West nach Ost: Straße 230, Teil der Neumagener Straße, Straße 231). 1975/1976 folgte bis zur Piesporter Straße das Quartier „Falkenberger Straße Süd“ mit den Bautypen QP 71 und WBS 70-5 mit Wohngebietseinrichtungen auf Siedlungsland. Die vormals projektierten Straßentrassen (Straße 218, Straße 219, Straße 220, letztere als Sackgasse Piesporter Straße) wurden dabei nicht umgesetzt. Auf dem amtlichen Stadtplan Blatt 4323 ist das 1928 bereits vorhandene Haus 183 1937 bis 1950 als 5. Volksschule notiert, 1956 als „Station Junger Techniker“. | |
| Feldtmannstraße (Lage)          | 1210 (im Ortsteil)                       | Heinrich Feldtmann (1838–1905), Unternehmer, Verwalter, Amtsvorsteher und Standesbeamter in Weißensee von 1877 bis 1905, Mitglied des Provinziallandtags ab 1894 | vor 1900                        | Das zum Ortsteil gehörende Teilstück verbindet die Nüßlerstraße (Westseite) mit der Perler Straße (Ostgrenze). Die Straße gehört mit 500 m zu den ergänzenden Straßenverbindungen (Kategorie IV) im Berliner Straßensystem. Es war eine Verlängerte Feldmannstraße nach Westen über die Roelckestraße hinweg geplant die mit dem Anlegen der Nüßlerstraße aufgegeben wurde, die Verbreiterung am Ostende der Feldtmannstraße und das gepflasterte Viereck jenseits der Berliner Allee ist der verbliebene Rest der Planungen. | |
| Frieda-Seidlitz-Straße (Lage)   | 0200                                     | Frieda Seidlitz (1907–1936), Widerstandskämpferin, in Weißensee geboren                                                                                          | 8. Apr. 1960                    | Die kurze Verbindung zwischen Pistoriusstraße und Bühringstraße ist in dieser Richtung Einbahnstraße und wie das umliegenden Wohngebiet 30er-Zone. An der Straße steht der Wohnblock 2–8 (gerade) gefolgt von dem Flachbau 12. Das Grundstück 10 ist mit einem Querbau zum gleichartigen Wohnblock an der Gustav-Adolf-Straße belegt. Zudem liegt an der Straße eine Spielplatzfläche. Die weitere lockere Blockbebauung, insbesondere der Nordseite ist zu den Nebenstraßen adressiert. Die umgebende Fläche war in den 1920er Jahren noch leere Fläche der Bauprojekte vom Beginn Neu-Weißensees, als eine Erweiterung der Kolonie Neu-Berlin nach Nordost entlang der Heinersdorfer Flur vorgesehen war. Mitte der 1930er Jahre wurde in der Umgebung gebaut, letztlich befand sich noch in den 1950er Jahren auf der Baufläche der 1960er Jahre Kleingartengelände der Kolonie „Hamburg E.V.“ | |
| Friesickestraße (Lage)          | 0450                                     | Adolph Friesicke (1837–1907), Kommunalpolitiker und Jurist | vor 1874                        | Der Verkehrsweg verbindet die Pistoriusstraße mit der Streustraße. Es stehen noch einige Kolonistenhäuser aus dem Ende des 19. Jahrhunderts und hier befindet sich auch eine Kapelle der Baptistengemeinde. Sie gehört zu den ursprünglichen Straßen von Neu-Weißensee, angelegt als Privatstraße (Amtsgerichtsrat Friesicke) der Bodenbesitzer wurde sie von der Landgemeinde am 17. September 1875 für öffentlich erklärt. Die Trasse ist auf dem Situationsplan von 1882 parallel zwischen Göthe- und Rölckestraße von Pistorisstraße an die Weichbildgrenze Berlins eingezeichnet. Im Adressbuch 1894 ist sie mit 1–13, 14–27 (fortlaufend) in der Lage Langhans- und Pistoriusstraße mit elf bebauten und bewohnten und 18 unbebauten Grundstücken aufgenommen. Mit dem Anschluss über die Streustraße bis an den Ortsrand und Anschluss nach Prenzlauer Berg in die Gubitzstraße wurde die Grundstücksnummerierung geändert. Diese Planung ist noch an den (bebauten) straßenbreiten südlichen Grundstückstreifen des Gewerbegebiets Lehderstraße (85a, 35a) zu erkennen. Im Adressbuch 1943 ist die Straße zwischen Streustraße und Pistoriusstraße aufgenommen. Zu den Grundstücken lauten die Angaben: 1–5: existiert nicht, 6–9 zur Langhansstraße 12 und 10 zur 42, auf der Gegenseite Friesickestraße 46/47 gehört zu Streustraße 46. 1943 sind anzumerken 12/13: Berliner Modellindustrie W. Hasse, 15: Baptistengemeinde, 34/35 Holzplatz, 38–42: Warnecke & Böhm Akt.Ges. Farben und Lacke. Friesicke war in den Gründerjahren Grundbuchrichter am Kreisgericht und die Weißenseer Bodenankäufe und -verkäufe liefen über das für Weißensee zuständige Grundbuchamt III und durch Friesickes Hände. Die Kirche der Baptistengemeinde wurde am 28. August 1910 eingeweiht. | |
| Gäblerstraße (Lage)             | 0240 + 480                               | Ernst Wilhelm Johannes Gäbler (1812–1876), Jurist, Immobilienhändler und Staatsbeamter                                                                           | vor 1874                        | Die Gäblerstraße ist entlang der Grenze zwischen KGA Frieden und dem Georgen-Parochial-Friedhof III unterbrochen und besteht aus zwei Abschnitten. Der südöstliche liegt zwischen Mirbachplatz/Pistoriusstraße und Rölckestraße, nach Nordwesten zwischen Gustav-Adolf-Straße und Am Steinberg. Das fußläufige Stück durch Kleingartenanlage „Frieden“ von der Rölcke- zur Gustav-Adolf-Straße ist nicht identisch mit der Trasse der Straße. Gäbler zählt zu den Begründern von Neu-Weißensee und die Trassierung einer nach ihm benannten Straße in der Landgemeinde war üblich. Er beteiligte sich ab 1872 an der Trassierung, Parzellierung und Bebauung des einstigen Rittergutes Weißensee und erwarb von dem Generalkäufer Gustav Adolf Schön (1834–1889) 152 Morgen Land. 106 Morgen wurden als Bauland für eine von Gäbler mitfinanzierte Baugesellschaft für Mittelwohnungen eingesetzt. Die Bebauung begann 1874 und die Gaeblerstraße ist auf der Karte von Anton- bis Cuxhavener Platz eingetragen, sie wurde am 17. September 1875 für öffentlich erklärt. Über den Cuxhavener (Mirbach-)Platz setzte eine Schönstraße zur Rölckestraße fort, die um 1876 in die Gäblerstraße einbezogen wurde. Eine Trasse im Streifen zwischen Gustav-Adolph-Straße und Heinersdorfer Flur war von Beginn an ebenfalls trassiert. Auf dem Situationsplan von 1882 liegt die Gäblerstraße von Antonplatz am „Begraebnisplatz der Georgen Gemeinde“ endend. Der 1878 eröffnete Friedhof zunächst zwischen Pistorius- und Amalienstraße ist auf der Karte von 1900 auf die südwestliche Hälfte (entlang einer Trasse) für eine Gäblerstraße festgelegt. Andererseits wurde der Teil südöstlich vom Mirbachplatz als Max-Steinke-Straße benannt. 1928 ist die Gäblerstraße ab Mirbachplatz mit 18,8 Meter Breite und den Grundstücken 1–11 (fortlaufend, östlich) und auf der Gegenseite mit 46–51, 56 eingetragen. Ein weiterer Lauf zur Westkante des Gasanstaltgeländes liegt mit 28 Meter Breite (15 Meter Fahrbahn) zwischen Friedhof und der Kleingartenkolonie „Weißenseer Großbauern“ hindurch. Mit der Bebauung jenseits der Gustav-Adolf-Straße (nach dem Abriss der Gasanstalt) würde die Straße 208 zunächst bis Holzkircher Straße einbezogen. An der Westseite liegen die Häuser 61–87 (ungerade, im Blockkaree zur Wigandstaler Straße) und gegenüber 62, 76, 78/80 stehen wohl noch Anstaltsgebäude. Von da biegt der Straßenlauf nach Nord (rechts) zu Am Steinberg, statt direkt gerade zur Straße 247 (→ Preunelstraße). Es folgt die Bebauung der Wohnhauszeilen 82–94, 96–110 und 114–120 (gerade, Ostseite), sowie 107–115 und 119–121 (ungerade), zudem ist der Abschnitt südlich vom Friedhof wechselseitig nummeriert (2–24, 1–23). Die Aktuelle Adresssuche ergibt folgende (bebaute) Grundstücke: ungerade 1–23 (darunter 11a–11d), 61–87, 99 (leerstehende Kaufhalle), 107–115, 119–121 und gerade: 2–10, 16–20, 24, 62, 76–110, 116–120. | Gäblerstraße, nördlicher Abschnitt · Gäblerstraße, südlicher Abschnitt                                                                   |
| Gartenstraße (Lage)             | 0410                                     | Garten, bewirtschaftete Fläche hinter den Bauernhäusern | vor 1886                        | Die Gartenstraße als 30er-Zone liegt winklig geführt von der Indira-Gandhi-Straße, (nordwestlich Wegenerstraße, nach Südost Else-Jahn-Straße) über Buschallee zur Falkenberger Straße. Die Straße besitzt Hufeisennummerierung beginnend (Südseite) mit Nr. 1 am St.Joseph-Krankenhaus, der nebenliegende Park (5, 6), nach der Else-Jahn-Straße Freifläche zu Garagen (9) und Siedlungshaus (10), Garagenanlage (11). 11 und 12 sind Eckbauten zur Wohnsiedlung Buschallee, gegenüber liegt statt 14 das Haus Buschallee 104, ein gewerblich genutztes Haus (15) und hinter der Stadtvilla die Neubauhäuser 16–16a gefolgt von der Grünfläche an der Zeilenbebauung der Falkenberger Straße. An der Gegenseite liegen viergeschossige Spitzdachwohnhäuser (20–21a) und Flachdachwohnhäuser (Taut-Siedlung) 22–25a über die Buschallee noch 27–29a. Der abgewinkelte und zurückgesetzte Wohnblock 30–34 schließt an die Wegenerstraße, auf den folgenden Grundstücken 35–41 wurden teilweise neue Wohnhäuser erbaut, 37 gehört der Kirche der Neuapostolischen Gemeinde. Der Bau der neuapostolischen Kirche wurde am 29. September 1932 fertiggestellt. Die Gartenstraße war ursprünglich ein Gemeindeweg hinter den Gärten der Bauern im Dorf Weißensee, vergleiche zur Lage des Dorfes den Standort der Kirche und die Karte von 1862. Sie ist im Adressbuch 1894 für den Ort Weißensee aufgenommen, der seit 1874 von der Gemeinde Neu-Weißensee gesondert war. Angegeben sind die Grundstücke 1–10 (fortlaufend, an der Seite zur vormaligen Dorfstraße) zwischen Lichtenberger, Schönhauser und Falkenberger Straße, gefolgt von Baustellen 11 und 12 und 13 im Eigentum eines Landwirts. Auf der Karte 1928 ist der aktuelle Bebauungszustand nahezu erreicht, die Straßenbreite beträgt 25 Meter (am Anfang 23 Meter) bei einer Fahrbahnbreite von 15 Meter. Es stehen vier Baudenkmalskomplexe teilweise als Gartendenkmal an der Straße: St.-Joseph-Krankenhaus und zugehörige Villa aus den 1880er Jahren, eine zusammenhängende Eck-Wohnanlage mit Gartendenkmal Gartenstraße 30–34 und Wegenerstraße 7/8, ein für den Erstbesitzer Bagusat errichtetes Landhaus mit Einfriedung (1925 von W. Zemke), anschließend erweitert um ein Schlachthaus, Wirtschaftsgebäude und ein Stallgebäude (1925/1926) sowie eine Garage (1929) und schließlich die Neuapostolische Kirche mit Gemeindehaus und Einfriedung (1932). | Neuapostolische Kirche |
| Gehringstraße (Lage)            | 0740                                     | Hermann Friedrich Arthur von Gehring (1856–1938), Politiker im Potsdamer Landtag                                                                                 | 1914                            | Die Straße durch Gewerbegebiet liegt über die Berliner Allee hinweg zwischen Roelcke- und Neumagener Straße. Eine Trasse in das geplante Industriegebiet nördlich vom Industriebahnhof Weißensee wurde als Verlängerte Gustav-Adolf-Straße bezeichnet (wohl am Südostrand der Rennbahn). Diese wurde an die 1897 ab Berliner Straße eingerichtete Borchmannstraße geführt. Der Plan im Adressbuch 1910 gibt im Winkel zwischen Rennbahn, Rennbahn- und Berliner Straße eine andere Trassenlage. Im Jahr 1914 ist die Borchmannstraße zwischen Rennbahnstraße/Rölckestraße und der Cochemer Straße über die Berliner Straße hinweg benannt. Im folgenden Adressbuch ist die Gehringstraße in dieser Lage aufgeführt. Gehring war in der Provinzial-Regierung Potsdam für „Angelegenheiten der Kreise, Amtsbezirke und der Gemeinden“ zuständig und Kontakt zur Weißenseer Gemeindevertretung. In der Gehringstraße sind Gebäude der früheren Maschinenfabrik Niles erhalten und stehen im Denkmalschutz. Das große Betriebsgelände ging an Niles zurück; das große Verwaltungsgebäude (Bild) wird seit den 1990er Jahren als Bildungseinrichtung genutzt. Am westlichen Ende läuft die Gehringstraße in südliche Richtung als Neumagener Straße weiter, wo ebenfalls mehrere Fabrikhallen in der typischen Backstein-Industriebauweise aus den 1920er Jahren erhalten sind. Letztere werden nur teilweise genutzt, andere Flächen (56–60) werden vom Alteigentümer als Gewerbehof betrieben. Die fortlaufende Grundstückszählung beginnt an der Südseite mit 18 (An der Industriebahn) zur 38 und an der Gegenseite von 38a zur 63 (Rölkestraße) | |
| Giersstraße (Lage)              | 0340                                     | Heinrich Giers (1848–1913), Kommunalpolitiker, Zeitungsredakteur                                                                                                 | 1911                            | Die Straße auf dem Wartenberg trug vor 1911 keinen offiziellen Namen. Die nördlich der Falkenberger Straße zum Friedhofseingang führende Straße 18wurde am 1. August 1998 in die Giersstraße einbezogen. Bemerkenswert ist der in den 1890er Jahren angelegte Friedhof der St.-Bartholomäus-Gemeinde, ein Gartendenkmal. Die Straße gehört mit 160 m zu den ergänzenden Straßenverbindungen (Kategorie IV) im Berliner Straßensystem, da sie seit der Verkürzung der Falkenberger Straße deren Verbindung zur Hansastraßa ist. Die Giersstraße führt seit Beginn zwischen den 80 Meter langen Grundstücken Falkenberger Straße 50 und 50a hindurch. Noch im Adressbuch 1912 ist sie als Straße 33 aufgenommen, entsprechend besitzt das Säuglingskrankenhaus die Adresse „Straße 33 Nr. 4“. An der Ecke Hansastraße liegt das Grundstück 2, seit dem Einbeziehen der Straße 18 (in den 1960er Jahren durch Kleingärten führend) gehören 14–20 (gerade) und 11–19 (ungerade) dazu. Teilweise stehen noch Häuser im Bungalowstil, andererseits sind die um 2000 errichteten Siedlungshäuser 15a–15l und 17a–17n zu erwähnen. Im Adressbuch 1915 sind Straße 18 und Giersstraße genannt, die schon in den 1920er Jahren zwischen Falkenberger Straße und Friedhof projektierte Straße 226 blieb unausgeführt. Für 1940 ist die Giersstraße unbebaut von der Kniprodestraße aufgeführt. | |
| Goethestraße (Lage)             | 0460 (im Ortsteil)                       | Johann Wolfgang von Goethe (1749–1832), Dichter | 1874                            | Die Straße liegt zwischen Ostseestraße und Charlottenburger Straße, wobei zum Ortsteil der nördliche Bereich gehört. 100 liegen in Berlin-Prenzlauer Berg, diese Straße 22b (Abt. XII des Bebauungsplans) wurde am 28. Dezember 1956 wurde in die Goethestraße einbezogen, als die Wohnbauten der Ostseestraße errichtet wurden. Auf der Westseite gehören die Grundstücke 9–55 (ungerade) und 24–54 (gerade) zum Ortsteil, die fehlenden Nummern der Ostseite sind der Lehderstraße 43 und 74 zugeordnet. 1872 parzellierte der Weißenseer Amtsvorsteher Ludwig Woeltge das von Schön erworbene Gelände am Rande des Berliner Weichbilds für eigene Spekulationen und benannte seine angelegte Straße als Woeltges Straße. 1874 erfolgte die Benennung in Neu-Weißensee als Göthestraße. Nach der Karte von 1882 ist erst an der Lehderstraße bebaut. Im Adressbuch 1894 ist die Goethestraße zwischen Langhans- und Charlottenburger Straße aufgeführt. 1928 beginnt die Nummerierung ostwärts mit 1 an der Grenze von Weißensee zur 19 an der Charlottenburger Straße (außer 17 und 19 alle bebaut) und rückläufig 21–41 (weitestgehend unbebaut). Im Weißenseer Teilstück stehen eine Turnhalle und eine frühere Lackfabrik im Denkmalschutz. | Ecke Goethe-/Langhansstraße |
| Gounodstraße (Lage)             | 1080                                     | Charles Gounod (1818–1893), französischer Komponist | 31. Mai 1951                    | Die Straße liegt im Komponistenviertel (bis 1951 Französisches Viertel) zwischen Gürtel- und Indira-Gandhi-Straße. Der vorherige Name (ab 1875) war Metzer Straße oder Metzstraße, benannt nach der Belagerung von Metz 1870 im Deutsch-Französischen Krieg. Die Straße wurde auf dem Gelände der aus dem Gutsbezirk Weißensee eingerichteten Landgemeinde Neu-Weißensee zunächst zwischen Gürtel- und Smetanastraße (damals: Wörthstraße) eingerichtet und zunehmend (als dritte Parallelstraße zur Berliner Allee) nach Ost fortschreitend bebaut und verlängert. Unter dem Hausnummernbereich 49–57 befindet sich ein renoviertes Verwaltungsgebäude, das von kleinen Firmen und einer Sozialstation der Volkssolidarität genutzt wird (Bild). Im Straßenverzeichnis sind 120 m als Fußweg eingetragen (Okstra F). Das Karree Gounod-, Smetana-, Meyerbeerstraße, Lindenallee war bis in die 1960er Jahre von der 8. Grundschule (65/67) und einer Freifläche (83) belegt, nach Süden schloss die KGA Harmonie an. Mit dem Bau des Schulzentrums auf dieser Fläche (Schule im Komponistenviertel, Picasso-Grundschule auf 71 und drei Kitas) wurde das Gelände nach Süden ausgedehnt und die Lage der Gounodstraße an der Smetanastraße um 30 m in die Gartenanlage verschoben, wobei die Zufahrtsstraße an die Schule auf Grundstück 71 mit 12 m Breite (einschließlich Wendeplatz 150 m) geschaffen wurde. Außerdem wurde die Gartenanlage entwidmet und mit einem Wohngebiet (darunter Gounodstraße 64–70) zur Chopinstraße bebaut (Karnickelberg). Das verbliebene Teilstück an der Kita (Gounodstraße 78) zur Lindenallee hat nur eine Breite von fünf Metern und erhielt den Status als Fußweg. | Gounodstraße von der Gürtelstraße aus |
| Goyastraße (Lage)               | 0100                                     | Francisco de Goya (1746–1828), spanischer Maler | 31. Mai 1951                    | Zusammen mit der Eilveser Straße und der Scharnweberstraße bildet sie ein U-förmiges Straßennetz nördlich der Langhansstraße und über die Etterburger Straße zur Charlottenburger Straße. Die Straßentrasse von der Langhansstraße besteht ab 1875 und wurde nach dem preußischen General der Infanterie August Karl von Goeben (1816–1880) als Goebenstraße benannt. Im Adressbuch 1900 ist die Goebenstraße mit Gebäuden der Gemeinde Neu-Weißensee aufgenommen: Spritzenhaus (Nr. 1) und Gemeinde-Armenhaus (Nr. 2) mit der 3. und 4. Gemeindeschule und dem Polizei-Bureau II. Auf Grundstück 3 steht ein Wohnhaus, 4–8 sind Baustellen. Auf dem Stadtplan 1928 ist die Straße nur in der halben Breite der projektierten Straße ausgebaut. Mit dem Bau der Wohnhäuser wurde die Straße 1937 auf die geplante Breite gebracht. Die westliche Blockrandbebauung 1–11 steht im Gegensatz zu unbebauten Gegenseite 2–12, wo lediglich Nummer 2 mit der Langhansstraße verbunden ist, 6/8 ist Grünfläche, 10 und 12 kleinteilige Bauten. Nach den Karten ist das Haus Nr. 6 (auf 8 übergreifend) wohl als Bombenschaden im Zweiten Weltkrieg zerstört und dann beräumt worden. | |
| Graacher Straße (Lage)          | 0110                                     | Graach, Weinort an der Mosel im Landkreis Bernkastel-Wittlich | um 1914                         | Die Graacher Straße verbindet die Berliner Allee zur Trarbacher Straße als Einbahnstraße und als 30er-Zone. Die Wohnbebauung erfolgte Ende der 1920er Jahre und ist im gleichen Stil in der parallel verlaufenden Wehlener Straße vorhanden (→ Moselviertel). Die beiden glattgeputzen Wohnblöcke mit Klinkern abgesetzten Treppenhäusern 1–6 und 7–12 gehören zu den Karreeblöcken, wodurch die Eckhäuser mit den Nachbarstraßen verbunden sind. Eine Straße gleichen Namens (PLZ 1247) besteht in Lankwitz, die Wohnkomplexe in beiden Ortsteilen gehören der Berliner Baugenossenschaft (bbg). Die Wohnanlage Berliner Allee / Graacher Straße / Wehlener Straße von Hermann Dernburg ist denkmalgeschützt. | |
| Große Seestraße (Lage)          | 1180, (abgewinkelt)                      | Weißer See, zuvor Großer See genannt | vor 1900                        | Die Straße wurde zuerst als Großer-See-Weg bezeichnet. Sie verläuft nördlich des namengebenden Sees und reicht von der Parkstraße bis zur Rennbahnstraße. Dort setzt sie sich ostwärts als Bernkasteler Straße fort. Die ruhige Wohnstraße hat einen direkten Zugang zum Weißenseer Park, anliegend das Amtsgericht Weißensee und die Feuerwache an der Ecke Parkstraße. Am nordwestlichen Ende liegt der Friedhof der Segensgemeinde. Als Verkehrsberuhigung ist der Ausgang zur Berliner Allee / Rennbahnstraße als Sackgasse für den Fahrzeugverkehr gesperrt, der Platzcharakter lässt Fußgänger und Radfahrer passieren. Ein Wohnhaus aus dem Jahr 1888 (Hausnummer 15) steht unter Denkmalschutz. Westwärts nach einigen Villenanlagen wird es der Obersteiner Weg. Ein auffälligerer Bau ist das frühere Amtsgerichtsgefängnis Nummer 109, das ab 2012 nach längerem Leerstand zu einem offenen ‚Maßregelvollzug‘ umgebaut wird. Die geplante Unterbringung von therapierten psychisch kranken ehemaligen Straftätern sorgt für Empörung der Anwohner, zumal sie nicht rechtzeitig in die Planungen einbezogen wurden. Der Bauantrag für eine Pferdebahndepot an der Großen Seestraße erfolgt am 10. Mai 1875. Das vom Unternehmer Hermann Ruthenberg errichtete Elektrizitätswerk an der Großen Seestraße 13–14 geht am 13. Juli 1906 unter Strom. | |
| Günter-Litfin-Straße (Lage)     | 0340                                     | Günter Litfin (1937–1961), erstes Maueropfer | 24. Aug. 2000                   | Die seit Ende des 19. Jahrhunderts vorhandene Straße 209 erhielt auf Beschluss des damaligen Bezirksamts Weißensee den Namen des ersten an der Berliner Mauer am Berlin-Spandauer Schifffahrtskanal erschossenen DDR-Flüchtlings, der in Berlin-Weißensee Kindheit und Jugend verbracht hatte. Die Straße ist die nördliche Fortsetzung der Amalienstraße, am Nordende grenzt sie an Heinersdorf. Als Straße 209 wurde sie Mitte der 1930er Jahre mit der Bebauung der Gäblerstraße an ihrer Westseite bebaut und eingerichtet. Die vorherigen Bauprojekte zwischen Heinersdorf und Gustav-Adolf-Straße wurden nicht realisiert. | |
| Gürtelstraße (Lage)             | 0450 (im Ortsteil)                       | Gürtel, geplante Umschließungsstraße von Alt-Berlin | um 1871                         | Die Straße liegt zwischen Greifswalder Straße / Berliner Allee und der Südwestecke des Jüdischen Friedhofs. Der Hobrechtsche Bebauungsplan von 1862 sah eine um Alt-Berlin (Weichbild) herumgeführte Ringstraße vor. Deshalb gibt es in verschiedenen Ortsteilen gleichnamige Straßen oder -abschnitte. Zum Weißensee gehören die Hausnummern 2–14 (fortlaufend). Auf der gegenüberliegenden Südwestseite im Prenzlauer Berg stehen mehrere Seniorenheime (Gürtelstraße 32, 32a, 33). Der Weißenseer Abschnitt endet an der Puccinistraße, die Ortsteilgrenze zu Prenzlauer Berg schließt das Gelände der Freie Waldorfschule am Prenzlauer Berg mit der Adresse Gürtelstraße 16 (bis 2014/2015 Schule für Lernbehinderte). An der gegenüberliegenden Seite ist der weitere Straßenlauf nach Südost um 40 Meter nach Süden versetzt und es folgt der Wohnhausblock 27–30 (fortlaufend, Q3A-Typenbau), eine Kita (Nummer 25), die Werkstatt der Im Förderbereich der nbw – Nordberliner Werkgemeinschaft gGmbH (Nummer 26). Die Weißenseer Adressen gehören zur PLZ 13088, die in Prenzlauer Berg zu 10409. Auf der Weißenseer Seite wurden zur Ecke Meyerbeerstraße die Neubauten 6–9 für Eigentumswohnungen errichtet. Durch die Lage nahe dem vormaligen Schlei-Pfuhl (auf der Gegenseite) bestand bis zur Sanierung des Komponistenviertels eine Werkstatt mit Lagerfläche. Von der Greifswalder Straße her steht (Prenzlauer Berg) der Wohnblock 36–39 (fortlaufend, QP 64), Nummer 35 und 36 ist ein Gewerbebau der Energieversorgung von Vattenfall, gefolgt von den Seniorenheimen der „Stiftung Prenzlauer Berg“ (33, 32, 32a) und gegenüber der Ecke Puccinistraße die stillgelegte Kaufhalle auf Grundstücke 31 (Kaufhallen-Typenbau). Die Gebäude auf der Seite von Prenzlauer Berg entstanden als Baugebiet Michelangelostraße-Nord in den 1960er Jahren auf vormaligen Kleingartengelände. Deren Randwege Kuckucks-Weg und Mauerweg wurden zur Zufahrtsstraße an den Wohnblock 27/30, die weitere Führung führt als Fußweg in zehn Meter Abstand zur Friedhofsmauer zum Nordende Kniprodestraße. Die drei quer zum Weg stehenden Wohnblöcke Q3A sind zur Michelangelostraße adressiert. | Gürtelstraße, Blick von der Puccinistraße zur Berliner Allee                                                                             |
| Gustav-Adolf-Straße (Lage)      | 1970                                     | Gustav Adolf Schön (1834–1889), Unternehmer, gilt als einer der Gründer von Neu-Weißensee                                                                        | vor 1874                        | Ab der Kreuzung Prenzlauer Allee/Prenzlauer Promenade (Bundesstraße 109) mit der Wisbyer und Ostseestraße verläuft sie von der Weißenseer Spitze in Richtung Nordost zur Rennbahnstraße. Der hier 1882 eingeweihte Friedhof und die Kapelle der Segensgemeinde wurden in der DDR-Zeit als Garten- und Baudenkmal geführt. Weitere historische Gebäude sind eine Wohn- und Mietshausgruppe, das ehemalige Gaswerk mit Büro- und Wohngebäude sowie das Kino Delphi. Die Straße gehört zu den ergänzenden Straßenverbindungen (Kategorie IV) im Berliner Straßensystem. Am 8. Februar 1889 war die Gasanstalt an der Gustav-Adolf-Straße betriebsbereit. Am 12. Juli 2006 erfolgte die Grundsteinlegung für den Neubau des Oberstufenzentrums Bautechnik. | Gustav-Adolf-Straße |
| Hamburger Platz (Lage)          | 0070 (rund, geviertelt)                  | Hamburg, Hafenstadt an der Unterelbe | vor 1874                        | Der Platzcharakter wurde durch den viertelkreisförmigen Neubau bei der Sanierung der Pistoriusstraße (in den 2000er Jahren) deutlich, zuvor war der Straßenlauf am Platz eine einfache Straßenkreuzung von Pistorius-/Gustav-Adolf-Straße. Die 130 m Fahrbahn am Hamburger Platz gehören zu den regionalen Straßenverbindungen (Kategorie III) im Berliner Straßensystem. Die Namensgebung (wie bei Cuxhavener Platz) beruht auf der engen Bindung eines maßgeblichen Gründers von Weißensee, dem Großkaufmann Johann Eduard Langhans, an seine Heimatstadt Hamburg. | |
| Hansastraße (Lage)              | 1660 +Seitenast (im Ortsteil)            | Hanse, bezogen auf die Herkunft der Bauarbeiter vom WBK Rostock                                                                                                  | 1. Juni 1988                    | Die Straße liegt zwischen Indira-Gandhi-Straße und der Darßer Straße (Malchower Weg) mit beiden Endpunkten in Alt-Hohenschönhausen. Zum Ortsteil gehört im Süden nicht der Abschnitt ab Orankeweg mit der Lichtenberger Bezirksgrenze, im Norden kreuzt die Bezirksgrenze 200 Meter über der Liebermannstraße (vormals Trasse der Industriebahn). Die Straße wurde bis 1988 zur Anbindung der Neu-Großsiedlung Hohenschönhausen an das (Ost-Berliner) Stadtzentrum aus bestehenden Verkehrswegen angelegt. Der Name nach der Hanse, einer Vereinigung norddeutscher Kaufleute zwischen dem 12. und 17. Jahrhundert, bezieht sich auf das Wohnungsbaukombinat Rostock, von dem Ende der 1980er Jahre das Wohnquartier auf dem Ackerstreifen zwischen dem St.Joseph-Krankenhaus und dem Orankesee errichtet wurde. Die Hansastraße wurde aus der Kniprodeallee und dem östlichen Abschnitt der Falkenberger Straße zusammengefügt und vorwiegend mit zwei Fahrbahnen ausgebaut. Die Kreuzung mit der Buschallee war als Platz 30 bezeichnet. In der Hansastraße 178–180 befindet sich die Ruine des 1911 eröffneten und denkmalgeschützten Kinderkrankenhauses Weißensee. Im Jahr 1997 stillgelegt wurde die Fläche 2005 an einen Investor verkauft, der eine Krebsforschungszentrum bauen wollte. Bisher verfallen die Gebäude zunehmend und sind bereits mehrfach in Brand gesteckt worden, die weitere Nutzung ist ungewiss. Mit Gerichtsbeschluss von 2015 wurde der Kauf der Fläche rückabgewickelt. Zugang zum Säuglingskrankenhaus bildete die Straße 90, nach Nordwesten von der Buschallee ab Platz 30. In Höhe des Wohnquartiers westlich vom Orankesee (südlich Buschallee) verzweigt sich die Hansastraße in Nebenfahrbahnen und erschließt die Wohnbauten mit den Hausnummernbereichen 65–149 (ungerade, westlich) und 58–108 (gerade östliche Seite). Die Hansastraße gehört zu den Übergeordneten Straßenverbindungen im Berliner Straßensystem. Zur Hansastraße benannt ist dabei der Straßenlauf nach Südosten zum Orankeweg, die anderen sind Zufahrtsstraßen der Wohnhäuser. Diese 330 Meter sind im StEP nicht kategorisiert, die Haupttrasse mit 1660 Meter gehört im Berliner Straßensystem zu den überregionalen Straßenverbindungen. Am 10. August 1987 wurde die Straßenbahntrasse durch die Hansastraße in Betrieb genommen. | |
| Hedwigstraße (Lage)             | 0080                                     | Heilige Hedwig (1174–1243), Herzogin von Schlesien | um 1921                         | Die kurze Straße verläuft zwischen Gäblerstraße und war am Rand des Auguste-Victoria-Krankenhauses zum früheren Pferdemarkt markiert. Unbebaut wurde sie bei der Erweiterung der Krankenhausbauten des Städtischen Krankenhauses Berlin-Weißensee (seit 1990: Parkklinik Weißensee) verkürzt und es verblieb eine Erschließungsstraße (Sackgasse) für einige mit der Gäblerstraße erbauten Wohngebäuden (Hausnummern 1 und 2–4) und die Kita unter Nr. 6. Die Straße ist 1925 noch nicht, erstmals im Adressbuch 1926 von der Gäblerstraße als unbebaut aufgenommen. | |
| Heinersdorfer Straße (Lage)     | 0600                                     | in Richtung Heinersdorf | vor 1909                        | Die Straße liegt zwischen Caligariplatz und Am Steinberg und der historische Lauf geht im Ortsteil Heinersdorf in die Tino-Schwierzina-Straße über, am Nordende von Pistoriusstraße bis Am Steinberg wurde der durchgängige Verkehrszug rechtwinklig an Am Steinberg gelegt. Die Straße im Zuge des historischen Landwegs von der Chaussee nach Heinersdorf wurde als Heinersdorfer Weg geführt. Schon 1880 ist auf dem „Situationsplan von Berlin“ die Straße als „gehobener Landweg“ von der Weißenseer Spitze (zwischen Prenzlauer Chaussee und Gustav-Adolf-Straße) zur Heinersdorf-Weißenseeer Grenze (ungefähr: Am Steinberg) und weiter nach Heinersdorf eingezeichnet, an der Westseite bebaut bis in Höhe Otzen-/ Generalstraße (diese Ecke besteht noch → Langhans-/ Jabobsohnstraße), außerdem gehen nach Osten Schüler- und Tornowstraße ab (Charlottenburger und Pistoriusstraße). Im Adressbuch 1896 ist die Heinersdorferstraße für Neu-Weißensee eingetragen. Die Bezeichnung als Heinersdorfer Straße für Weißensee ist erstmals im Adressbuch 1909 vorhanden. Sie war bis in die 1970er Jahre verkehrsmäßig an ihrem südwestlichen Ende an die Gustav-Adolf-Straße angebunden. Zur Verbesserung der Verkehrssicherheit in diesem Bereich wurde das nördliche Stück als Sackgasse umgebaut. Mit der Sanierung der Pistoriusstraße wurde der Anschluss in deren zweibahniges Westende freigegeben. Der Name Heinersdorfer Straße und bis 1871 als Heinersdorfer Weg bestand bis zur Errichtung der Rennbahn in der Lage vom Dorf Weißensee (am Weißensee) nach dem Ortskern von Heinersdorf. Die nicht zu Neu-Weißensee gehörende Straße wurde von der Ecke Berliner Straße/ König-Chaussee als Rennbahnstraße benannt. | |
| Herbert-Baum-Straße (Lage)      | 0460                                     | Herbert Baum (1912–1942), Elektriker, Widerstandskämpfer | 31. Mai 1951                    | Bei der Erstanlage in den 1890er Jahren hieß der Verkehrsweg Lothringenstraße nach einem Kriegsschauplatz im 19. Jahrhundert. An ihrem südlichen Ende befindet sich der Haupteingang zum Jüdischen Friedhof. Im Zusammenhang mit der Bestattung auf diesem Friedhof entstanden vor allem in den 1920er Jahren in der Lothringenstraße in schneller Folge Grabdenkmal-Werkstätten: Altmann & Gerson (23), Hermann Bierer / Charlotte Drucker (28), Hermann Gericke (18), Lurz & Hauch, Gotthold Palis Sohn (19), Fritz Rosenberg (26), G. Schleicher & Co. (26), Karl Schwarz (6–10), Julius Simon (24), Salomon Weiss (9) und Martin Zachart (15, 21); die Zahlen in Klammern geben die jeweilige Hausnummer an. Alle diese Steinmetze und Bildhauer erhielten von der Baupolizei Genehmigungen, in ihren Vorgärten zur Straße hin Muster ihrer Kunst auszustellen. | Ecke Herbert-Baum-/Gounodstraße, Blick zur Berliner Allee                                                                                |
| Herbert-Bayer-Straße (Lage)     | 0200                                     | Herbert Bayer (1900–1985), österreichischer Designer | 1. Dez. 1995                    | Die Straße befindet sich auf dem Gelände des „DGZ“ nördlich der Gustav-Adolf-Straße. Die hier vorhandenen Gebäuden trugen vor 1990 direkt die Adresse Gustav-Adolf-Straße. Die Herbert-Bayer-Straße verläuft 110 m von der Gustav-Adolf-Straße 128, 130 abgehend nach Nordost bebaut rechts mit den Gebäuden 2 und 4 und links Nummer 5. Letzteres wird als „Wassily-Kandinsky-Haus“ bezeichnet. Die Gebäude 7, sowie 6–10 (gerade) liegen an einem rechtwinklig abgeknickten Teil zum DGZ-Ring. Das Haus Nr. 5 ist zu Ehren des russischen Malers, Grafikers und Kunsttheoretikers Wassily Kandinsky benannt. In diesem Backsteinhaus aus den 1920er Jahren hatte die Schokoladenfabrik Trumpf ihre Berliner Filiale, zu DDR-Zeit firmierte das Werk als VEB Elfe Schokoladenfabrik. Im Jahr 1991 wurde die Schokoladen- und Pralinenherstellung hier aus Absatzgründen aufgegeben. Nach Restaurierung des Fabrikgebäudes befindet sich seit den 1990er Jahren die „Schule für Physiotherapie (SAfP) – Spektrum Akademie“ in dem Gebäude, und einige Räume werden durch die Kunsthochschule genutzt. Die Herbert-Bayer-Straße ist im Straßenverzeichnis als Privatstraße ausgewiesen (RBS-Klasse: PSTR, OKSTRA-Klasse P). | |
| Holzkircher Straße (Lage)       | 0220                                     | Holzkirch, Ort in Niederschlesien; nach 1945 Kościelnik in Polen                                                                                                 | 17. Mai 1930                    | Die Holzkircher Straße liegt zwischen dem Abzweig Preunel- / Gäblerstraße an den DGZ-Ring. Als Sackgasse ab Wigandstaler Straße besteht im DGZ-Gelände eine Überfahrmöglichkeit an den DGZ-Ring zur Wilhelm-Wagenfeld-Straße. Bereits mit der Herausbildung von Neu-Weißensee war zwischen Gustav-Adolf-Straße und Gemarkungsgrenze Heinersdorf eine Bebauung mit Straßentrassen vorgesehen. Die zentrale Straße wäre die Generalstraße (→ Jacobsohnstraße) gewesen, jenseits der Pistoriusstraße waren die Wohnprojekte Straße 72 mit Platz 18 nicht umgesetzt worden. Als die Gasanstalt außer Betrieb gesetzt wurde, war zwischen Straße 203 und Straße 209 der Wohnungsbau um 1930 in Angriff genommen worden. Die (mittlere) Trasse der Generalstraße wurde als Straße 207 im Bebauungsplan aufgenommen und als Holzkircher Straße benannt. Im Adressbuch 1932 ist die Holzkircher Straße zwischen Freifläche (Platz D) und Gäblerstraße eingetragen. Das aktuelle Grundstücksverzeichnis beinhaltet die querstehenden Wohnzeilen 1–1e, 11–11e, 15–15e, sowie 2–2b (Ecke Wiganstaler Straße) und 10–14 im Karree zur Gustav-Adolf-Straße. | |
| Hunsrückstraße (Lage)           | 0500                                     | Hunsrück, Höhenzug des Rheinischen Schiefergebirges | 30. Okt. 1936                   | Die Straße führt durch eine Eigenhaussiedlung zwischen der Großen Seestraße und der Rennbahnstraße. An der Nordwestseite liegen die Grundstücke 1–41 (ungerade, links) und gegenüber 4–46 und vorwiegend stehen Siedlungshäuser, wenige sind Gärten oder Gartenhäuser, auf 24–28 wurden Wohnhauszeilen errichtet (Große Seestraße 105a–105d, Roelckestraße 58a–58c). Mit den ersten Siedlungsbauten von 1936 werden Straße 52 und Straße 54 zusammengefasst und benannt. Nach Adressbuch 1940 sind 25 Grundstücke bebaut und bewohnt, 14 als Baustellen, sechs als Parzelle und 35 existiert nicht. | |
| Indira-Gandhi-Straße (Lage)     | 430 (im Ortsteil)                        | Indira Gandhi (1917–1984), indische Premierministerin | 8. Nov. 1985                    | Bis um 1871 war es nach der Richtung der Lichtenberger Weg, danach Lichtenberger Straße. 1985 erhielt sie ihren Namen, nachdem Indira Gandhi im Jahr zuvor ermordet worden war. (Bereits in den 1970er Jahren hatte Indira Gandhi der DDR-Hauptstadt einen Besuch abgestattet und wurde mit der später erfolgten Namensvergabe zusätzlich geehrt.) Das Teilstück in Weißensee verläuft zwischen der Berliner Allee in Höhe des Weißen Sees bis zum Knick an der Leschstraße und der Umzäunung des Jüdischen Friedhofs. Auf der Nordostseite befinden sich das Gelände des St.-Joseph-Krankenhauses und der Auferstehungsfriedhof. Die Indira-Gandhi-Straße gehört zu den Übergeordneten Straßenverbindungen im Berliner Straßensystem. | Indira-Gandhi-Straße im Nordwest-Bereich · Eingang zum Auferstehungsfriedhof Indira-Gandhi-Straße                                        |
| Jacobsohnstraße (Lage)          | 0620                                     | Siegfried Jacobsohn (1881–1926), Journalist | 31. Mai 1951                    | Der Verkehrsweg geht nordöstlich von der Kreuzung Langhans-, Heinersdorfer Straße schnurgerade nach Nordosten ab. Mit dem Verkauf der Flächen des Ritterguts und der Bildung von Neu-Weißensee war von der „Prenzlauer Chaussee“ her zwischen der Gustav-Adolf-Straße und der Heinersdorfer Flur eine Bebauung vorgesehen, deren zentraler Verkehrsweg die Generalstraße war. Dabei stand „general“ für (lateinisch generalis ‚Haupt, allgemein‘). Es war die Haupt- oder Zentralstraße der in den Gründerjahren entstandenen „Kolonie Neu-Berlin“, im Volksmund „Karnickelberge“ genannt, 1882 ist der Straßenzug unter diesem Namen bis Amalienstraße gefasst. Der bereits bebaute Südwestabschnitt (bis Pistoriusstraße) wurde am 6. August 1928 durch die Straße 200 verlängert. Im Adressbuch 1925 ist die Generalstraße von Langhans- bis Pistoriusstraße aufgenommen, wobei die weiteren Grundstücke 16–91 (fortlaufend) als Baustellen ausgezeichnet sind. Das Adressbuch 1932 gibt jenseits der Pistoriusstraße für die „Generalstraße“ Laubengelände, auf der Gegenseite (nordwestlich 84–91) stehen im Eigentum der „Landbau“ (Gemeinnützige Landerwerbs und Baugenossenschaft) 20 Sechsparteienhäuser bis 89 vor Seidenberger Straße und nach 90, 91. Mit der Bebauung nahe der stillgelegten Gasanstalt wurde die weitere (General-)Trasse als Holzkircher Straße benannt. Die Verkürzung und die Umbenennung bedingte die Grundstücke neu zu nummerieren (Orientierungsnummerierung), 2–54d (gerade) und 5–53e (ungerade). Dabei fehlen 1 und 3 am spitzen Winkel mit der Heinersdorfer Straße. | Jacobsohnstraße |
| Joe-May-Platz (Lage)            | 0040 × 40 × 25                           | Joe May, (eigtl. Julius Otto Mandel) (1880–1954), Filmpionier, Produzent, Regisseur                                                                              | 29. Apr. 1999                   | Der kleine dreieckige Platz an Parkstraße und Liebermannstraße (zuvor Franz-Joseph-Straße) war bereits seit der Anlage des Straßensystems vorhanden. In der Planung wurde er als Platz 15 geführt, im Adressbuch 1928 ist das Gebiet um den Platz unbebaut, es sind Baustellen genannt. Einen eignen Namen erhielt er erst nach der Wende. In der Nähe soll May sein Atelier betrieben haben. | Joe-May-Platz |
| Johannes-Itten-Straße (Lage)    | 0130                                     | Johannes Itten (1888–1967), Schweizer Maler | 1. Dez. 1995                    | Die Straße befindet sich auf dem Gelände der DGZ-Bürostadt nördlich der Gustav-Adolf-Straße, sie ist im Straßenverzeichnis als Privatstraße ausgewiesen (RBS-Klasse: PSTR, OKSTRA-Klasse P). Auf dem Gewerbegelände liegt sie parallel zum Südost-Ast des DGZ-Rings bis an die Wilhelm-Wagenfeld-Straße. Der Straße sind die Gebäude 1–3 an der Rückseite von Herbert-Bayer-Straße 5 zugewiesen. Die Namensgebung der Straßen im DGZ sind von der benachbarten Hochschule für Gestaltung beeinflusst. Die an der südlichen Ostseite bestehende Brache (DGZ-Ring 1/2, Bermudadreieck) auf Grund des entstandenen Leerstands soll zu einer Grünfläche (oder einem Spielplatz, interkultureller Garten) umgestaltet werden. Studenten der Kunsthochschule haben sich 2015 der Fläche angenommen. | Johannes-Itten-Straße |
| Kelberger Weg (Lage)            | 0080                                     | Kelberg, Ort im Landkreis Vulkaneifel, Rheinland-Pfalz | 30. Okt. 1936                   | Im nach 1930 erstellten Bebauungsplan einer Siedlung mit vier Stichstraßen zwischen Piesporter Straße und Straße L (→ Perler Straße) hieß sie Straße 243. Sie lag von der Liebermannstraße (damals Franz-Joseph-Straße) nordwärts an die Industriebahn, seit den 2000er Jahren an den errichteten Siedlungsneubauten der Feldmanngärten. Vor dem Bebauungsprojekt standen hier Gebäude der Industriebahn. Der Kelberger Weg liegt nördlich der Liebermannstraße mit Siedlungshäusern auf den Grundstücken 1–11 (ungerade, Ost) und 2–10 (gerade, West). Dabei liegen 1 und 2 am Straßenende quer (ursprünglich an der Bahn). und das Grundstück 10 ist geteilt (10, 10a, 10b) an der Liebermannstraße 133 und 135 und das Grundstück 11 ist mit Liebermannstraße 137 verbunden. | Kelberger Weg |
| Langhansstraße (Lage)           | 1620                                     | Johann Eduard Langhans (1835– um 1906), Kaufmann und Mitbegründer von Neu-Weißensee                                                                              | 1878 (erster Abschnitt um 1874) | Die Straße liegt zwischen Antonplatz und Prenzlauer Promenade und wird von der Straßenbahn (M13, 12) durchfahren. Die Grundstückszählung ist fortlaufend und beginnt Nordseite Antonplatz mit 1 und endet an der Berliner Allee 27 mit 153. Ein erstes Teilstück der Straße (zwischen Gustav-Adolf- und Roelckestraße), auf einer frühen Gebietskarte verzeichnet, erhielt mit dem Ausbau von Neu-Weißensee 1875 den Status einer öffentlichen Straße. Anschließende Teilabschnitte hießen bis um 1890 Traugottstraße (östlich der Roelckestraße) und Otzenstraße (westlich der Gustav-Adolf-Straße). Am 28. September 1892 wird die Straßenbahnlinie „Blau-Weiß“ (später 72) durch die Langhansstraße eingerichtet. Ein Klinkerverblendbau (Hausnummer 120) wurde als Evangelische Gemeindeschule am Ende des 19. Jahrhunderts eingeweiht und ist denkmalgeschützt. Der Schulhof reicht bis an die Roelckestraße, auf dem eine im gleichen Baustil errichtete Turnhalle steht. In den 1920er Jahren wurden auf der Nordostseite der Straße ganze Häuserzeilen errichtet mit preisgünstigem Wohnraum. Auf der gegenüberliegenden Straßenseite hatten sich Betriebe angesiedelt wie eine Schokoladenfabrik (später Süßwarenfabrik „Elfe“) und viele kleine Werkstätten. Die Straße gehört zu den ergänzenden Straßenverbindungen (Kategorie IV) im Berliner Straßensystem. | Blick in die Langhansstraße von der Kreuzung Gustav-Adolf-Straße                                                                         |
| Lehderstraße (Lage)             | 1240                                     | Johann Friedrich Lehder (1822–1883), Straßenbau-Unternehmer | 1891                            | Die relativ ruhige Wohnstraße mit Altbauten und einigen Gewerbehöfen liegt zwischen Gustav-Adolf-Straße und Berliner Allee. Sie gehört zu den ersten in Neu-Weißensee am Rande des Weichbilds von Berlin angelegten Straßen. Der Namensgeber für die Straße hatte als Besitzer einer Pflastersteinhandlung die meisten Straßen in Neu-Weißensee befestigt. Einen Teil des Gewinns stiftete er für einen Fonds, mit dessen Hilfe Weihnachtsgeschenke für bedürftige Kinder gekauft werden sollten. Die Gemeindeverwaltung benannte daraufhin einen Teil der Gürtelstraße nach ihm. Die Straße bildet zusammen mit der südlich anschließenden Gürtelstraße die westliche Grenze von Weißensee zum Berlin nach Hobrecht-Plan. Es sind zahlreiche Fabrikgebäude und Wohnhäuser aus der Zeit um 1900 erhalten und unter Denkmalschutz gestellt. | Lehderstraße |
| Lemgoer Straße (Lage)           | 0130                                     | Lemgo, Stadt im Kreis Lippe, Nordrhein-Westfalen | 10. Apr. 1931                   | Die Straße verbindet die Rennbahnstraße mit der Großen Seestraße und setzt sich als Fußweg bis zur Uferpromenade um den Weißen See fort. Am Nordende zur Rennbahnstraße endet der Fahrweg in einem Wendehammer vor einer Ziegelmauer. Für Füßgänger besteht an deren beiden Seiten eine Treppe. Im fußläufigen Südbereich stand noch in den 1930er Jahren das Märkische Elektrizitätswerk. Nach dessen Beseitigung wurde in den 1960er Jahren auf der Fläche die Freilichtbühne Weißensee errichtet. Bis zur Bebauung des Quartiers war Roelcke-/Rennbahn-/Große Seestraße um 1930 außer den verbliebenen Altbauten Große Seestraße 118–124 unbebaut. Im folgenden Bebauungsplan wurde die Straße 240 zwischen der westlichen Zeilen- und der östlichen Blockrandbebauung vorgesehen. Im Adressbuch 1932 lautet der Eintrag „Lemgoer Straße (bisher Straße 240)“ im Eigentum der Gemeinnütz. Heimstättenges. der B.V.G. G.m.b.H. stehen auf der rechten Seite 2–14 viergeschossige Achtparteienhäuser und an der Großen Seestraße der linken Seite dreigeschossig das Wohnhaus 1 und weiterhin Baustellen. Außer dem Anschlussbau Haus 1 auf der linken Seite sind die Häuser der Zeilenbebauung zur Roelckestraße adressiert. | Lemgoer Straße |
| Liebermannstraße (Lage)         | 1990                                     | Max Liebermann (1847–1935), Maler und Opfer des Nationalsozialismus                                                                                              | 24. Mai 1951                    | Die Ost-West-Verkehrsführung liegt zwischen Pasedagplatz und Hansastraße. Am Südrand der KGA Feldtmannsburg (Liebermannstraße 159) ostwärts der Perler Straße ist sie für 200 m unterbrochen. Für den Bereich der Liebermannstraße ist in einer Stadtkarte des Jahres 1893 ein Straßenraster eingetragen, 1910 findet sich ein mit „d“ bezeichneter Straßenzug südlich der Industriebahn von der Berliner Allee nach Osten. Das Adressbuch 1912 enthält den Verkehrsweg, der zu dieser Zeit Franz-Joseph-Straße genannt wurde, als unbebaut ab der Rennbahnstraße. Gemäß Stadtplan 1921 am Güterbahnhof ab Verlängerte Schönstraße bis Berliner Allee und über Coblenzer Platz (→ Neumagener Straße) ist diese bebaut und weiter nach Osten folgen Freiflächen, vereinzelte Gewerbegebäude, südlich die Friedhöfe bis Perler Straße die als Verlängerte Franz-Joseph-Straße projektiert wurde. Auf diesen bogenförmig verlaufenden Straßenteil münden von Norden „stachelförmig“ angeordnet die später angelegten kurzen Verkehrswege Bentricher Weg, Mayener Weg, Kelberger Weg, Polcherweg, die Perler Straße sowie die Straßen 250 und 251. Zwischen der Perler Straße und der Straße 250 unterbrechen Feuchtwiesen (Teiche Hansastraße) die Liebermannstraße. Durch diese Lage ist die Liebermannstraße im Siedlungsgebiet östlich der Piesporter Straße als 30er-Zone und Sackgasse (einschließlich der genannten Sackgassen an der Industriebahn Tegel–Friedrichsfelde) markiert. Auf der Parzelle Nummer 30 befand sich eine in den 1920er Jahren gegründete Kugellagerfabrik, die in der DDR-Zeit ein Filialbetrieb des Kombinats Sternradio Berlin wurde. Auf dem Firmengelände haben sich seit den späten 1990er Jahren verschiedene Dienstleister und Handwerker niedergelassen. Zahlreiche Baudenkmale säumen die Straße. An der Ecke Berliner Allee steht ein 1920 als Kaufhaus errichteter Gebäudekomplex, in der DDR-Zeit Verwaltungssitz vom Ministerium für Staatssicherheit, später zum Rathaus Weißensee umfunktioniert, der seit der Zusammenlegung mit Pankow ein Bürgeramt ist. Unter der Hausnummer 9 hat sich zwischen 1914 und 1920 ein Filmatelier etabliert, das verschiedene Namen trug wie Lixie-Atelier, Lixie-Filmatelier GmbH, Filmatelier Weißensee. Das Atelier ist nur ein Teil der als Filmstadt Weißensee bezeichneten Entwicklung in den 1920er Jahren. Schließlich haben sich die Zeugen Jehovas hier – gegenüber der Einmündung der Neumagener Straße – den Königsreichsaal als Gemeindehaus erbaut. In der Liebermannstraße 21–29 befindet sich das „größte Künstler- und Atelierhaus Berlins“ Die Straße gehört mit 960 m zu den ergänzenden Straßenverbindungen (Kategorie IV) im Berliner Straßensystem. | Ehemaliges Rathaus Weißensee · Baudenkmale an der Ecke Neumagener Straße                                                                 |
| Lindenallee (Lage)              | 0330                                     | Lindenbäume, Bepflanzung am Straßenrand | vor 1902                        | Die um 1900 angelegte Straße verläuft in Nord-Süd-Richtung zwischen der Berliner Allee und der Gounodstraße. Ursprünglich endete sie an der damaligen jüdischen Arbeiterkolonie. Aus dieser Zeit ist ein Arbeitshaus in der benachbarten Smetanastraße erhalten. Später wurde eine Regulierung veranlasst, wodurch die Straße seitdem an der Gounodstraße endet. | Lindenallee, Blick vom Solonplatz zur Berliner Allee                                                                                     |
| Mahlerstraße (Lage)             | 0420                                     | Gustav Mahler (1860–1911), österreichischer Komponist und Dirigent                                                                                               | 31. Mai 1951                    | Bei der Parzellierung und dem Anlegen im Französischen Viertel in den 1880er Jahren hieß der Verkehrsweg Elsaßstraße nach einem Schauplatz des Deutsch-Französischen Krieges 1870/1871. Bei der Sanierung des Komponistenviertels 2004–2010 wurde im mittleren Bereich eine Fußgängerzone eingerichtet. Diese 105 m Spielfläche besitzen im Berliner Straßenverzeichnis weiterhin den Status als Straße (RBS-Klasse STRA) wurden dagegen für die Nutzung in die OKSTRA-Klasse F (Fußweg) aufgenommen. | Mahlerstraße, Fußgängerzone |
| Markus-Reich-Platz (Lage)       | 0045 × 20 (unregelmäßiges Viereck)       | Markus Reich (1844–1911), Pädagoge | 10. Juli 1995                   | Der Platz liegt am Ende der Herbert-Baum-Straße und war zuvor namenlos. Der Platz im Komponistenviertel befindet sich auf eigentlichem Friedhofsgelände und umfasst den Eingang zum Jüdischen Friedhof Weißensee mit der Katasteradresse Herbert-Baum-Straße 45. Das Friedhofseingangsgebäude erhielt mit der Namensvergabe die Adresse 13088 Markus-Reich-Platz 1. Das (nördlich) vorgelagerte (dreieckige) Grundstück Herbert-Baum-Straße 43 grenzt schon an den St. Hedwig-Friedhof Weißensee. Der Platz und damit die Grenze des Friedhofsgeländes ist außer einer Durchfahrt mit Sperrpfosten markiert. Entsprechend der Lagezuordnung besitzt der Platz im Berliner Straßenverzeichnis (Nummer 6510) die Zuordnung für die Ausstattung als Platz (RBS-Klasse PLAT) und ist andererseits der Zuständigkeit der Friedhofsgemeinde mit der OKSTRA-Klasse N eingeordnet. 1928 ist die Fläche dem Eingangsgebäude vorgeordnet als Lothringenstraße 22 aufgenommen. Der Namensgeber Reich gründete 1873 die „Israelitischen Taubstummenanstalt für Deutschland“ und war bis zum Tod deren Amtsleiter. Diese Einrichtung zog 1888 in die Parkstraße 22 und bestand bis in die 1940er Jahre für 50 Kinder und Jugendliche. Markus Reich ist auf dem Jüdischen Friedhof beigesetzt. | Markus-Reich-Platz |
| Max-Steinke-Straße (Lage)       | 0460                                     | Max Steinke (1872–1925), Fabrikant | 1918                            | Die Max-Steinke-Straße, früher der südliche Bereich der Gäblerstraße, erhielt ihren Namen zu Lebzeiten von Steinke. Damit wurde sein finanzielles Engagement bei der Pflasterung der Straße anerkannt. Um 1990 wurde die verkehrsmäßige Anbindung an den Antonplatz unterbrochen. In dieser Straße stehen die zur Kirchengemeinde Bethanien gehörenden Gebäude Gemeindehaus und Kindergarten sowie eine Mietshausgruppe, die alle denkmalgeschützt sind. 50 der Max-Steinke-Straße sind unkategorisiert nach Straßenentwicklungsplan aufgenommen, aber mit der OKSTRA-Klasse N kein Straßenland, die Straße führte einst bis zur Berliner Allee durch, aber endet seit den 1930er Jahren in Höhe der Gebäudekante Grundstück 43 (Kino Toni) in einem Fußgängerbereich des Antonplatzes. Es ist eine ruhige Wohnstraße, mit der abgesetzten Nähe zum Einkaufszentrum als gute Wohnlage bezeichnet steht an ihr eine Mischung aus Alt-, Neubauten und sozialem Wohnungsbau. | |
| Mayener Weg (Lage)              | 0080                                     | Mayen, Stadt im Landkreis Mayen-Koblenz, Rheinland-Pfalz | 30. Okt. 1936                   | Im nach 1930 erstellten Bebauungsplan einer Siedlung mit vier Stichstraßen zwischen Piesporter Straße und Straße L (→ Perler Straße) hieß sie Straße 242. Sie lag von der Liebermannstraße (damals: Franz-Joseph-Straße) nordwärts an die Industriebahn, seit den 2000er Jahren an den errichteten Siedlungsneubauten der Feldmanngärten. Der Mayener Weg liegt nördlich der Liebermannstraße mit den Siedlungshäusern auf den Grundstücken 1–9 (ungerade, Ost) und 2–10 (gerade, West). Dabei liegen 1 und 2 am Straßenende quer (ursprünglich an der Bahn). Das Grundstück 9 ist mit Liebermannstraße 131 verbunden. | |
| Meyerbeerstraße (Lage)          | 1170                                     | Giacomo Meyerbeer (1791–1864), Komponist | 31. Mai 1951                    | Bei der Parzellierung und dem Anlegen im Französischen Viertel in den 1870er Jahren hieß der Verkehrsweg Straßburgstraße nach einem Kriegsschauplatz im 19. Jahrhundert. Die in den 1920er Jahren errichteten Wohnzeilen im östlichen Abschnitt stehen unter Denkmalschutz. | Meyerbeerstraße vom südlichen Ende her                                                                                                   |
| Mirbachplatz (Lage)             | 0065 × 40 (ovale Form)                   | Ernst von Mirbach (1844–1925), preußischer Militär- und Hofbeamter; Unterstützer von Kirchenbauten                                                               | 1902                            | Der fast runde Platz hieß vor der Bebauung mit der dominanten Bethanienkirche Cuxhavener Platz. Mirbach hatte auf Antrag des Weißenseer Gemeindevorstehers Feldtmann Geld für den Kirchenbau auf diesem Platz bereitstellen lassen. Bei der Einweihung des Gotteshauses erhielt der Platz deshalb seinen Namen. Auf ihn münden die Gäblerstraße, Schönstraße, Max-Steinke-Straße sowie die Behaimstraße und er teilt die Pistoriusstraße. Inzwischen ist der Baumbestand auf dem Platz so dicht, dass er eher wie ein Park wirkt. Die 190 m Fahrbahn auf dem Platz gehören zu den regionalen Straßenverbindungen (Kategorie III) im Berliner Straßensystem. | |
| Mutziger Straße (Lage)          | 0100                                     | Mutzig, Ort im Département Bas-Rhin im Elsass, Frankreich | 13. Mai 1929                    | Die kurze Wohngebietsstraße liegt zwischen Meyerbeer- und Gounodstraße im Komponistenviertel, wobei die Häuser der Blockbebauung diesen Straßen zugeordnet sind und nur die zwischenliegenden 1–4a und 5–8 (fortlaufend) zur Mutziger Straße adressiert sind. Die Flächen westlich der Lindenallee blieben bei der Bebauung des „Französischen Viertels“ zunächst ungenutzt. Im Adressbuch 1929 sind für die Straßburgstraße zwischen 47 (Baustelle) und 48 (Mietshaus) die Straße B genannt und zwischen den Mietshäusern 50 und 51 die Straße C.(Metzstraße Baustellen). Bei der Erstanlage hieß der Verkehrsweg Straße B, die Richtung Indira-Gandhi-Straße parallele Straße Straße C. Eine westlich von der Lindenallee angedachte Fortsetzung der Blockbebauung (Straße A fehlt) wurde nicht umgesetzt. Mit der Namensvergabe wurde an einen französischen Ort erinnert, der nach dem Deutsch-Französischen Krieg von 1870/1871 mit dem Elsaß an das Deutsche Reich kam. Hier wurde ab 1893 die Feste Kaiser Wilhelm II. erbaut, die im Ersten Weltkrieg gen einen französischen Stoßtrupp bedeutsam war. Durch die Lage östlich der Lindenallee blieb sie bei der Umbenennungsaktion 1951 im (vorher) „Französischen Viertel“ unbeachtet. | Mutziger-/ Ecke Meyerbeerstraße (nördliche Straßenseite)                                                                                 |
| Neumagener Straße (Lage)        | 0530 + 280 (ein östl. Ast)               | Neumagen, bis 1969 selbstständiger Ort im Landkreis Bernkastel-Wittlich, Rheinland-Pfalz                                                                         | um 1914                         | Die Neumagener Straße liegt zwischen Gehring- und Bernkasteler Straße, zudem gehört unter diesem Namen der Seitenast zur Wittlicher Straße an den Gemeindefriedhof Adass Jisroel dazu, parallel zwischen Bernkasteler Straße und Brodenbacher Weg. Nördlich der Liebermannstraße im Gewerbegebiet über die ehemalige Industriebahn, südlich als Wohnstraße. Auffällig die geknickte Mündung von Norden an die Liebermannstraße und die Verbreiterung der Bernkasteler Straße am Südende. Die Neumagener Straße ist zu Beginn der 1920er Jahre zwischen Bernkasteler und Falkenberger Straße angelegt und zur Franz-Joseph-Straße (→ Liebermannstraße) an die Mitte des Coblenzer Platzes projektiert. Die zum Zeitpunkt noch bestehende Riebestraße würde als gedachte Fortsetzung Cochemer Straße den Lauf bis zum Rieselfeld auf Malchower Flur fortsetzen. Nach der geänderten Projektierung im Moselviertel mit dem Wegfall von zwei Stadtplätzen (Trierplatz und Coblenzer Platz) und der Verkürzung des Brodenbacher Wegs an die Neumagener Straße (westlich bestand bereits der Straßenbahnhof) wurde Mitte der 1930er Jahre eine schmale Straße zur Liebermannstraße angelegt: 11 m Fahrbahn statt 19 m im bestehenden südlichen Teil zur Falkenberger Straße. An diesem neu angelegten Abschnitt war die Ostseite (am Brodenbacher Weg) parzelliert und kaum bebaut und an der Westseite lag Kleingartenkolonie „Alt-Weißensee“. So ist die Neumagener Straße im Adressbuch 1914 erstmals und noch 1935 als unbebaut ab Falkenberger Straße verzeichnet. 1938 ist das „Liepeltsche Haus“ an der Ostseite Ecke Brodenbacher Weg bewohnt und die Lage als Falkenberger, Brauneberger, Bernkasteler Straße und Brodenbacher Weg mit Baustellen aufgenommen, gleiches wie 1943. Die gleiche Situation ergibt sich aus dem amtlichen Stadtplan Blatt 4323 bis 1956, lediglich an der Liebermannstraße ist der Industriebau in den Koblenzer Platz hinein gebaut. Für die Neumagener Straße erfolgte Anfang der 1960er Jahre noch keine Grundstücknummerierung. Die Situation ändert sich mit dem Wohnungsbau Falkenberger Straße Nord in den 1960er Jahren, jedoch nicht als Blockrandbebauung und mit Typenbauten Q3A. Der südliche Abschnitt wird überbaut: Kita Bernkasteler Straße 10, Falkenberger Straße 177–178b und die Häuser C aus den querstehenden Blöcken. Und nach Norden die Wohnblöcke Neumagener Straße 1–6 (fortlaufend, Ost), 7–10, 11–14 (West) und am Seitenast Nordseite 15–17d. Das Liepeltsche Haus (Brodenbacher Weg 2) besteht noch, ergänzt durch ein gleiches Siedlungshaus (Nr. 18), später folgte der achtgeschossige QP-Plattenbau Nr. 19, saniert und genutzt als Seniorenwohnhaus der Gesobau. Auf der Westseite ein Sportplatz bis an den Straßenbahnhof und zur Liebermannstraße hin auf Grundstück 20 ein Arbeitslehrezentrum in Barackenbauten. Nach der Aufhebung des Koblenzer Platzes im Dezember 2006 wurde die anschließende Trasse mit einem leichten Versatz unter gleichen Namen in das Gewerbegebiet fortgesetzt. Die neuen Grundstücke wurden dabei teilweise einbezogen. Die Ostseite bis Bahntrasse (2015 Leerstand) und das Gebäude Westseite sind als Liebermannstraße adressiert. An der Westseite sind das Gewerbegrundstück 31 und das öffentliche Gebäude 33 (Bauaktenarchiv des Stadtentwicklungsamtes im Bezirksamt Pankow) an der Westseite, sowie nördlich der Bahntrasse der Industriebau 40, 42 sind zur Neumagener Straße adressiert. Die mit der Verlängerung zur Neumagener Straße 40, 41 gekommene Produktionshalle und der Hallenbau entlang der Industriebahn sind als Ensemleteil der Niles GmbH in der Denkmalliste aufgenommen. Als Baudenkmal unter gleicher Adresse sind Verwaltungsgebäude, Schmiede und Verbindungsbrücke aus den Jahren 1916–1917, umgebaut 1936 und 1939–1940 eingetragen | |
| Nüßlerstraße (Lage)             | 0550                                     | Karl Gottlob von Nüßler (1700–1776), Jurist | 1915                            | Die Nüßlerstraße liegt zwischen Berliner Allee (gegenüber Feldtmannstraße) und der Roelckestraße, gegenüber der Siedlung Rennbahn (Zur Ringallee). Sie führt durch ein Gewerbegebiet, weswegen nicht alle Grundstücksnummer der Hufeisennummerierung existieren. Auf der Südseite 8–25 (fortlaufend) und gegenüber in Gegenrichtung 26 (Autolackiererei), 30, 35, 44. Bei ihrer Erstanlage um 1912 wurde sie im Industriegebiet nördlich vom Industriebahnhof provisorisch als Verlängerte Feldtmannstraße bezeichnet. Eine geplante (eigentliche) Fortsetzung der Feldtmannstraße in einem leichten Knick über die Berliner Allee nach Westen an eine Straße 5a, hat den zwischen beiden liegende Platzfläche zur Folge. An der Straße haben sich in den 1920er Jahren zahlreiche Fabriken angesiedelt. Ein Komplex der ehemaligen Ziehl-Abegg Elektrizitäts-Gesellschaft ist erhalten und denkmalgeschützt. Die Straße gehört zu den ergänzenden Straßenverbindungen (Kategorie IV) im Berliner Straßensystem. Nüßler als Namensgeber der Straße war ab 1750 Landrat des Kreises Niederbarnim. 1745 hatte er das Rittergut Weißensee gekauft und damit den Grundstock für den späteren Ausbau des Ortsteils gelegt. In der Hufeisensiedlung besteht eine Jochen-Nüßler-Straße nach einer Romanfigur von Fritz Reuter. | |
| Obersteiner Weg (Lage)          | 0440                                     | Oberstein, 1933 zur Stadt Idar-Oberstein eingemeindet, Rheinland-Pfalz                                                                                           | 30. Okt. 1936                   | Vor 1936 war der nördliche Bereich die Straße 227. Die Namensvergabe war wohl schon länger vorgesehen, da sich der Straßenname auf die Stadt im ehemaligen Fürstentum Birkenfeld bezieht. Der Obersteiner Weg ist die nordwestliche geradlinige Fortsetzung der Großen Seestraße und verbindet Am Steinberg mit der Gustav-Adolf-Straße. Es gibt einen kurzen Ast parallel zur Gustav-Adolf-Straße. Die nördliche Fläche zwischen Gustav-Adolf-Straße und Heinersdorfer Flur aus der Aufteilung der Gutsfläche verzeichnet auf der Karte 1882 eine Ziegelei, um 1890 folgte hier der Ausbau der Weißenseer Gasanstalt und der Neuen Gasanstalt neben der Industriebahn. Die aus der ursprünglichen Planung vorhandene Führung der Großen Seestraße bestand noch bis um 1930 mit dem Anschluss an das Projekt Am Steinberg nach Heinersdorf hinein. Nach Aufgabe und Abriss der Gasanstalten wurden mit neuen Planungen zwischen der Straße 209 und der Rennbahnstraße Parzellierungen für Eigenheimbauten vorgenommen. Außer der 1936 benannten Obersteiner Straße waren (1937) parallel Straße 209, Straße 210 und Straße 245 trassiert und quer dazu quer Straße 206 und Straße 211. 1937 war der Ausbau der Obersteiner Straße an Am Steinberg und so der Anschluss an die Heinersdorfer Fortsetzung der Rennbahnstraße. Bis 1945 sind die Grundstücke der Obersteiner Straße kaum bebaut und oft nicht vergebene Parzellen wie ebenfalls im gesamten Siedlungsgebiet. Seit den 2000er Jahren ist die Nutzung für Eigenheime faktisch abgeschlossen. Im anfänglich geplanten Siedlungsgebiet entstand an der Rennbahnstraße und der Industriebahn entlang Gewerbenutzung. Am Obersteiner Weg – in einer 30er-Zone – stehen auf 70 Meter zur Gustav-Adolf-Straße hin dreigeschossige Wohnhäuser (43–49, 44–44c). Im folgenden Bereich der Pflasterstraße mit unbefestigten Gehwegstreifen stehen Siedlungshäuser unterschiedlicher Bauzeit und Bauart von 1930 bis zu 2000. Die (letzten) 80 Meter im Nordwesten (Grundstück 1–7 und 2–6) sind als Sackgasse von der Thiesstraße markiert, da der Fahrweg von Am Steinberg als Einbahnstraße in den Obersteiner Weg führt. | |
| Otto-Brahm-Straße (Lage)        | 0360                                     | Otto Brahm (1856–1912), Dramaturg und Literaturkritiker (eigentlich: Otto Anders, auch: Otto Abrahamsohn)                                                        | 16. Nov. 1962                   | Die Straße wurde in den 1960er Jahren angelegt zusammen mit der lockeren Wohnbebauung als AWG-Siedlung (Bauprojekt „Gounodstraße Süd“). Sie verläuft U-förmig von und zur Chopinstraße. Die Bebauung an der nach Bebauungsplan Straße B wird zum Komponistenviertel zugeordnet. Das Gebiet auf dem die Wohnbebauung und die Bauten um die Gounodstraße erfolgte war kein Teil des Französischen Viertels, da es außerhalb der ab 1875 parzellierten Fläche des Gutsbezirks Weißensee lag. Bevor bebaut wurde lagen zwischen der Gounod-, Smetanastraße und der projektierten Trasse der Kniprodeallee (→ Chopinstraße) in den 1930er Jahren zu Kleingartenkolonien umgenutzte Ackerflächen: Kleingartenkolonie Feldschlösschen, Lindenhöhe, Prinzenhöhe (→ KGA Harmonie), durchschnitten vom Verlorenen Weg. Die Wohnhäuser (Wohnungsgenossenschaft Weißensee) der Otto-Brahm-Straße 1–6 und 27–32 (fortlaufend) stehen an den von der Chopinstraße zuführenden Ästen an der Straßenflucht, die anderen Blöcke (7–10, 23–26) parallel hinter denen der Chopinstraße und 11–16, 17–22 stehen am Querast der Otto-Brahm-Straße. | Otto-Brahm-/Ecke Chopinstraße |
| Parkstraße (Lage)               | 1460                                     | Park am Schloss Weißensee, den die Parkstraße westlich tangiert                                                                                                  | vor 1874                        | Die Straße liegt zwischen Berliner Allee und Joe-May-Platz (Platz 15) an der Liebermannstraße, mit einem Richtungswechsel vom rechtwinkligen Anschluss an die Berliner Allee ab Charlottenburger Straße nach Nordost. Bis um 1874 hieß nur ein (mittleres) Teilstück nach dem ehemaligen Schlosspark Weißensee. Um 1890 wurde der Verkehrsweg beidseitig verlängert, wodurch die Lüdersdorfstraße und die am anderen Ende gelegene Waldaustraße in die Parkstraße einbezogen wurden. 1893 lag der nördliche Abschluss an der Heinersdorfer Straße (→ Rennbahnstraße). Das Kartenwerk 1907 zeigt die Parkstraße verlängert über den Güterbahnhof Weißensee am Ostrand des Rieselfeldes der Gemeinde Weißensee bis zum Schützenhaus. Vor der Ortsgrenze zu Malchow schloss von Osten die Feldtmannstraße an, und nördlich davon lag der Anschluss an die Berliner Straße (jetzt Berliner Allee). Dominantes Gebäude ist das ehemalige Amtsgericht (Hausnummer 71), das als Neorenaissancebau 1902 bis 1906 von den Architekten Paul Thoemer und Rudolf Mönnich errichtet wurde. Viele weitere erhaltene Bauten für kommunale und Wohnzwecke sind denkmalgeschützt, darunter ein Schulkomplex, ein Stiftungsbau, die Israelitische Taubstummenanstalt. Für 1906 ist der Straßenbahnhof an der Parkstraße 38–42 eingezeichnet, später wurde er verlegt und die denkmalgeschützte Feuerwache erbaut. Die Parkstraße gehört mit 1150 m zu den ergänzenden Straßenverbindungen (Kategorie IV) im Berliner Straßensystem. Die ruhige innerstädtische Wohnstraße besitzt gemischte Bebauung und befindet sich in einfacher bis sehr guter Wohnlage. Größter Anlieger ist die Stephanus-Stiftung, die sich in erster Linie der Altenpflege und der Jugendhilfe widmet. Über die Amalienstraße besteht Anschluss an den Weißen See und den Park am Weißen See. Die Israelitische Taubstummenanstalt in der Parkstraße wurde am 31. Mai 1891 eingeweiht. In der Parkstraße 94 lebte von 1950 bis zu seinem Tode 1997 der Wirtschaftshistoriker Jürgen Kuczynski. | |
| Pasedagplatz (Lage)             | 0050 × 40                                | Otto Pasedag (1877–1915), Kommunalpolitiker, Gemeinderat von 1909 bis zu seinem Tod im Ersten Weltkrieg                                                          | 1. Juli 1927                    | Der Platz liegt an der Rennbahnstraße, an seiner Nordostecke treffen sich An der Industriebahn und Liebermannstraße. Zum Platz gehören im Südosten an der Durchfahrt die zum Karreeblock gehörenden Wohnhäuser 1 und 2 und gegenüber 4 als neue gewerblich genutzte Ergänzungsbauten zu An der Industriebahn 29, sowie das Wohnhaus 5 mit Anschluss an die Blockbebauung der Rennbahnstraße. Er ist Wendeschleife für die Straßenbahnlinie 27 sowie der Linie 12. Der Platz selbst ist eine von Büschen umgebene Grünfläche. Durch diese Bahnschleife gehören 70 m Fahrbahn nach OKSTRA-Klasse als Gemeindestraße (G) in die Aufsicht des Bezirksamtes (StEP-Klasse V), die weiteren 90 m mit Klasse N in die Aufsicht der Verkehrsbetriebe. Der vorherige Planungsname entlang der Verlängerten Schönstraße war Platz 14 an der Rennbahnstraße, 1925 münden zwischen 18 und 19 Verl. Schönstraße und Franz-Joseph-Straße direkt. Im Adressbuch 1932 ist der Pasedagplatz zwischen Rennbahn- und Franz-Joseph-Straße mit den Wohnhäusern 1 und 2 und auf Grundstück 3/4 die Holzgroßhandlung Gebr. Elkeles aufgenommen. | |
| Paul-Oestreich-Straße (Lage)    | 0160                                     | Paul Oestreich (1878–1959), Pädagoge | 14. Apr. 1967                   | Die Straße liegt zwischen Schönstraße und Woelckpromenade. Die vorhandene Verbindung zwischen Kreuzpfuhl (Woelckpromenade) und dem nördlich über die Schönstraße gelegenen Pferdemarkt führte an dem 1908 errichteten Realgymnasium (spätere Namen sind: Höhere Lehranstalten, Günter-Roß-Gymnasium und Berufsschule, Günther-Roß-Oberschule für Jungen, Realgymnasium, Erweiterte Oberschule, Filiale der Primo-Levi-Schule) vorbei und trug bis 1927 keinen eigenen Namen, Planname als Straße 64. Zum 26. Juni 1927 wurde sie in Am Realgymnasium benannt und erhielt anlässlich der Namensverleihung „Paul Oestreich“ an die Erweiterte Oberschule den bestehenden Namen. Von der Woelckpromenade gibt es eine fußläufige Verbindung zur Parkstraße. Die Wohnhäuser gehören mit den in die Nachbarstraßen gelegenen Blöcken zum denkmalgeschützten bereich am Kreuzpfuhl und der Schönstraße. Die Häuser 1–7 (ungerade) und 2–8 (gerade) gehören zur Straße. Dabei wurden 1, 3 und 2, 4 von Carl James Bühring entworfen und 1914–1915 für die „Baugesellschaft Seepark mbH“ errichtet und 1922–1924 umgebaut. Die an die Schönstraße angebundenen Häuser 5, 7 und 6, 8 sind als „Wohnanlage Holländerviertel“ in der Denkmalliste aufgenommen. Sie wurden für die Pankower Heimstätten GmbH von Joseph Tiedemann entworfen und 1925–1929 errichtet. | |
| Perler Straße (Lage)            | 0230                                     | Perl, Gemeinde im Saarland | 30. Okt. 1936                   | Die in Nord-Süd-Richtung verlaufende Perler Straße beginnt mit dem Grundstücken 1 (ungerade, Westseite) und 2 (Ostseite, gerade) an der Bezirksgrenze gegenüber dem Ortsteil Neu-Hohenschönhausen und mit der Ostseite an Alt-Hohenschönhausen grenzend nach Süden. Sie ist zwischen der vormaligen Bahntrasse und der Feldtmannstraße unterbrochen und das ungenutzte Straßenland gehört zum Nachbarortsteil, dafür führt An den Feldtmanngärten als Anschluss direkt an der Bezirksgrenze entlang zur Feldmannstraße. Die 12 m breite Straße führt zwischen „KGA Feldtmannsburg“ und den Grundstücken 18–28 an die Liebermannstraße. Der weitere (unbenannte) Straßenlauf ist ein schmaler Fahrweg (85 m) mit den Grundstücken 32–50 (gerade, Siedlungshäuser hinter diesen der St. Bartholomäus-Friedhof) auf der Gegenseite die (noch) unbebauten Grundstücke 31a–31e und die bebauten 33, 49, 50. Hinter diesen liegt der Teich Hansastraße, der Weg der Perler Straße endet an der Sporthalle Falkenberger Straße 143e. Eine weitere Verbindung läuft südwärts entlang der Friedhofsmauer der St.-Bartholomäus-Gemeinde und setzt sich als Weg zur Falkenberger Straße fort. Diese gehört nicht zur Perler Straße, sondern ist Zufahrt zu Grundstücken der Falkenberger Straße 142–145h. Auf der Karte von 1928 ist die Straße L in dem noch bestehenden breiten Verlauf zwischen Grenze des Verwaltungsbezirks (einschließlich der Unterbrechung in Höhe der Industriebahn) eingezeichnet. Deren südliches Ende lag an der Franz-Joseph- / Verlängerte Franz-Joseph-Straße. Die östlichliegende bei der Bildung des Stadtbezirks Hohenschönhausen zu Alt-Hohenschönhausen zugeordnete Siedlung Falkenhorst gehörte ursprünglich zum Verwaltungsbezirk Weißensee, so ist die Straße L im Adressbuch 1928 unter Ortsteil Weißensee aufgenommen. | |
| Piesporter Platz (Lage)         | 0070 × 50 × 45 (Dreieckform)             | anliegende Piesporter Straße | um 2000                         | Der amtlich nicht benannte Verkehrsplatz liegt an der Kreuzung Liebermannstraße, Piesporter Straße und dem für das Moselviertel ursprünglich projektierten Lauf der Trierer Straße. Er ist mit Büschen und Bäumen eingefasst und Wende- und Warteplatz der Express-Buslinie X54 (ergänzend zur 155). Im Straßenverzeichnis ist er nicht aufgenommen und ein Namensschild lässt sich nicht entdecken, jedoch ist diese bezeichnung auf Stadtkarten eingezeichnet. Die schräge Verbindung an der dritten Seite ist der verbliebene Rest einer Straßentrasse im Plangebiet des „Moselviertels“. An der Platzostseite stehen die Neubau-Wohnhäuser Piesporter Straße 25a, 25b (vorher als 24 unbebaut), nach Süden die Sporthalle der sportbetonten Grundschule im Moselviertel (vorher KGA ‚Frohsinn‘) und an der schrägen Seite das Gewerbegebäude Liebermannstraße 105. | |
| Piesporter Straße (Lage)        | 1080 (im Ortsteil)                       | Piesport, Ort im Landkreis Bernkastel-Wittlich, Rheinland-Pfalz                                                                                                  | um 1914                         | Der in Nord-Süd-Richtung angelegte Verkehrsweg verbindet die Darßer Straße mit der Buschallee, allerdings führt die Straße südlich der Falkenberger Straße nicht durch. Am vormaligen Platz 30 (Kreuzung Buschallee/Hansastraße) war (seit den 1920er Jahren) die Mündung der Planstraße 220 als Verlängerung ab Falkenberger Straße projektiert. Von der Falkenberger Straße nach Süden werden in einer Stichstraße die Wohnhäuser (drei Wohnblöcke) 78–86 (gerade) erschlossen. Im Querungsbereich der Falkenberger Straße endete sie in den 1920er Jahren. Erst mit der weiteren Bebauung wurde sie südlich Richtung zur Buschallee verlängert, allerdings nicht ganz gradlinig. Die Buslinie 155 besitzt hier einen Endpunkt. Im Berliner Straßennetz sind 530 m als ergänzende Straßenverbindung (Kategorie IV) aufgelistet. | |
| Pistoriusplatz (Lage)           | 0155 × 55                                | nach der anliegenden Pistoriusstraße | 4. Okt. 1931                    | Zuerst hieß er Platz B. Direkt am Platz befinden sich Fronten einer Wohnblockbebauung aus den Anfängen der 1930er Jahre, die unter Denkmalschutz steht. Die große Fläche des Platzes dient als Parkplatz. Im Adressbuch 1932 ist noch das Stichwort Neuer Marktplatz mit dem Hinweis „Jetzt Pistoriusplatz“ eingetragen. | |
| Pistoriusstraße (Lage)          | 1990                                     | Johann Heinrich Leberecht Pistorius (1777–1858), Kaufmann, | vor 1874                        | Die Straße liegt zwischen Berliner Allee und Heinersdorfer Straße (bis Am Steinberg) Entlang dieser Straße befinden sich viele Baudenkmale wie das Abwasserpumpwerk Weißensee (Hausnummern 127/128), 1910 nach Plänen von Bühring fertig gestellt. Der Komplex besteht aus dem Maschinenhaus, einem Verwaltungsbau mit Bibliothek und einem Wohntrakt, locker gruppiert und in Beziehung gesetzt zum Ledigenwohnheim in der Woelckpromenade, einem Schulkomplex sowie mehrere Wohnanlagen. Die 1880 m Fahrbahn der eigentlichen Straße gehören zu den regionalen Straßenverbindungen (Kategorie III) im Berliner Straßensystem. Der Namensgeber hatte 1820 Land in der Gemeinde Weißensee erworben und sie zwecks Bebauung parzellieren lassen. Er gilt damit als einer der Gründer von Neu-Weißensee. | Pistoriusstraße mit Blick zum (erhaltenen) Turm der Bethanienkirche                                                                      |
| Platz C (Lage)                  | 0110 × 30                                | Planungsname des Bebauungsplans, passend zu umgebenden Freiflächen                                                                                               | nach 1925                       | Der Platz C liegt als Grün- und Freifläche zwischen Gäbler- über Preunel- und Wigandsthaler Straße ursprünglich bis Platz D. Dieser 32 Meter breite Streifen wurde bei der Bebauung der Umgebung Anfang der 1930er Jahre freigehalten, nachdem die Gasanstalt stillgelegt war. So verblieb Platz C als Grünstreifen parallel zwischen Am Steinberg und Holzkircher Straße. In diesem Bereich lag zuvor der Hamburger Graben vom Hamburger Platz nach Heinersdorf zum Teich in der „KGA Freies Land“. Der Ostrand lag an der Straße 247 (→ Preunelstraße) und nach Westen reichte er jenseits der Wigandsthaler Straße an den Platz D hinüber. Letzterer wurde von der „KGA Hamburg“ und dem Gelände der Kunsthochschule genutzt und später zum Gewerbegebiet „DGZ“. Anzumerken ist der auf Heinersdorfer Gebiet (nordwestlich Am Steinberg) für eine Siedlungserweiterung geplante Platz E, woraus ersichtlich ist. Unter gleichem Namen ist eine Fläche entlang der Straße 209 (→ Günter-Litfin-Straße). Zur gleichen Zeit war der Pistoriusplatz als Platz B projektiert. Der Platz C ist in aktuellen Kartenwerken unter diesem Namen eingezeichnet. Ein entsprechendes Namensschild war nicht aufzufinden und eine Befragung mehrerer Anwohner ergab, dass die Bezeichnung Platz C weitestgehend unbekannt wurde. Im Berliner Straßenverzeichnis ist er als gewidmeter Platz nicht mehr aufgenommen. Das dreieckige Schild Geschützte Grünanlage verweist auf die amtliche Zuständigkeit. Die 30 m breite Grünanlage zwischen den Wohnblöcken grenzt an die Wohnhäuser Am Steinberg 122f und 128f (nordwestlich) und Holzkircher Straße 11e und 15e und zwischen Wigandsthaler Straße 40 und 42. Auf deren Gegenseite als Grundstück 39a besteht ein Spiel- und Bolzplatz begrenzt südlich von der Umgebungsmauer des DGZ-Gewerbezentrums und nach Westen durch die „KGA Hamburg“. Am nördlichen Rand (Nordwest) stehen die Häuser Am Steinberg 92c, 98c und 104e. | |
| Polcher Weg (Lage)              | 0090                                     | Polch, Stadt im Landkreis Mayen-Koblenz, Rheinland-Pfalz | 30. Okt. 1936                   | Im nach 1930 erstellten Bebauungsplan einer Siedlung mit vier Stichstraßen zwischen Piesporter Straße und Straße L (→ Perler Straße) hieß sie Straße 243. Sie lag von der Liebermannstraße (damals: Franz-Joseph-Straße) nordwärts an die Industriebahn, seit den 2000er Jahren an den errichteten Siedlungsneubauten der Feldmanngärten. Vor dem Bebauungsprojekt standen auf der Fläche Gebäude der Industriebahn. Der Polcher Weg liegt nördlich der Liebermannstraße mit Siedlungshäusern auf den Grundstücken 1–9 (ungerade, Ost) und 2–10 (gerade, West). Dabei liegen 1 und 2 am Straßenende quer, ursprünglich am Bahndamm. und das der Lage nach Grundstück 11 heißt nun Liebermannstraße 145. | |
| Prenzlauer Promenade (Lage)     | 0560 (im Ortsteil)                       | Prenzlau, Stadt in Brandenburg; Richtung der Straße | vor 1908                        | Bis um 1908 hieß der Handelsweg von Alt-Berlin über Französisch Buchholz nach Nordwesten Prenzlauer Chaussee. Als um die Wende zum 20. Jahrhundert Prenzlauer Berg und Weißensee intensiv bebaut wurden, bekam der (Neu-)Weißenseer Abschnitt den Namen Uckermarkstraße (1908 bis 1912) nach der Zielregion. Sie ist ein Teilstück der B 109 und gehört mit 510 m zu den großräumigen Straßenverbindungen im Berliner Straßensystem. Nur der Bereich mit den Hausnummern 2–92 zwischen Thulestraße / Am Steinberg und Gustav-Adolf-Straße und davon die Ostseite gehören zum Ortsteil: zwischen „Weißenseer Spitze“ und Am Steinberg. | |
| Preunelstraße (Lage)            | 0200 abgewinkelt                         | Preunel, Name einer Weißenseer Familie aus dem 17. Jh., die Eigentumsanteile am Rittergut Weißensee besaß                                                        | 25. Aug. 1939                   | Die Preunelstraße wurde um 1930 nördlich der Gustav-Adolf-Straße als Straße 247 als gerade Fortsetzung der abbiegenden Gäblerstraße angelegt. Letztere war (1937 noch unbebaut) in Richtung zum Heinersdorfer Ortszentrum angelegt worden, zur Straße 54 (Verlängerte Gäblerstraße) auf Heinersdorfer Flur im Gegensatz zu älteren (Weißenseer) Bebauungsprojekten. Das Gelände war frei geworden als die Weißenseer Gasanstalt eingestellt wurde. Übrigen war Straße 247 die Randstraße der Wohnblöcke der Wigandsthaler Straße. Dadurch erklärt sich die Wohnhausnummerierung an der Westseite der Preunelstraße, mit Adressierung zur Holzkirchener Straße und Am Steinberg. Im Adressbuch 1940 ist die Preunelstraße zwischen Am Steinberg und Gäblerstraße mit den komplett bewohnten viergeschossigen Achtparteienhäusern (3–9d, nur links, ungerade) im Eigentum der Gemeinütz. Siedlgs- und Wohnungsbauges m.b.H. aufgenommen. Der dreieckige Platz an dessen Nordseite die Wohnhäuser 9–9d stehen wird von einer Fahrbahn namens Preunelstraße begrenzt, die als Einbahnstraße Richtung Gäblerstraße führt. Der südliche Abschluss dieser gepflasterten ist eine fortsetzende Grünanlage des Platzes C, darauf steht auch eine leerstehende vormalige Kaufhalle (Gäblerstraße 99). Eine direkte Fortsetzung der Preunelstraße zur Südspitze des unbenannten Dreieck-Platzes (Holzkircher Straße) ist der Fußweg an deren Wohnhäusern 15–15e. Das Wohnhaus Preunelstraße 1 existiert nicht, sondern ist die Eckbebauung am Block Am Steinberg. Die Straße selbst besitzt den Randcharakter der Lage im Ortsteil: bei 24 m Breite zwischen den Häusern sind 2 m Gehweg, je 4 m Vorgarten, 7 mQuerparkzone und der Rest Kopfsteinpflaster-Fahrbahn mit Parkbereich am Gehweg entlang. | |
| Privatstraße 13 (Lage)          | 0170                                     | auf privatem Land gelegen | 1938                            | Die Privatstraße 13 verbindet die Gäblerstraße mit der Günter-Litfin-Straße (vorher Straße 209), sie ist im Berliner Straßenverzeichnis als gewidmete Straße mit der Nummer 42325 in der OKSTRA-Klasse „G“ (Gemeindestraße) aufgeführt. Als die Gasanstalt an der Gustav-Adolf-Straße Anfang der 1930er Jahre stillgelegt wurde, begann die Bebauung des nordöstlich anschließenden Geländes nach Heinersdorf zu. Auf dem Stadtplan 1937 noch freie Fläche sind 1939 bereits die Wohnhäuser aufgenommen, obwohl die Straße auch 1953 noch als nicht ausgebaut eingetragen ist. Auf dem Luftbild von 1943 ist das Vorhandensein der Vor-Haus-Anlagen zu erkennen. Vor den Häusern befinden sich an jeder Seite elf Meter breite Vorgärten (Grünfläche), davor liegen zwei Meter breite Gehwege. Die drei Meter breite Fahrbahn ist gepflastert, es bestehen Parkbuchten. Die Privatstraße 13 ist im Adressbuch 1939 (noch nicht 1938) zwischen Gäblerstraße und Straße 209 aufgenommen. Die viergeschossigen Wohnhäuser 1–15 (ungerade, linke Seite) und 2–16 (gerade, rechte Seite, 8 existiert nicht: für Privatstraße 14) sind im Eigentum der „Gemeinütz. Siedlgs- und Wohnungsbauges m.b.H.“ und komplett vermietet und bewohnt. | |
| Privatstraße 14 (Lage)          | 0100                                     | auf privatem Land gelegen | 1938                            | Sie verbindet als Einbahnstraße von der Privatstraße 13 zur Schmohlstraße, wurde für öffentlich erklärt und ist im Berliner Straßenverzeichnis als gewidmete Straße mit der Nummer 42326 in der OKSTRA-Klasse „G“ (Gemeindestraße) aufgeführt. Als die Gasanstalt an der Gustav-Adolf-Straße Anfang der 1930er Jahre stillgelegt wurde, begann die Bebauung des nordöstlich anschließenden Geländes nach Heinersdorf zu. Auf dem Stadtplan 1937 noch freie Fläche sind 1939 bereits die Wohnhäuser aufgenommen, obwohl die Straße auch 1953 noch als nicht ausgebaut eingetragen ist. Auf dem Luftbild von 1943 ist das Vorhandensein der Vor-Haus-Anlagen zu erkennen. Vor den Häusern befinden sich an jeder Seite elf Meter breite Vorgärten (Grünfläche), davor liegen zwei Meter breite Gehwege. Die drei Meter breite Fahrbahn ist gepflastert, es bestehen Parkbuchten. Die Privatstraße 14 ist im Adressbuch 1939 (noch nicht 1938) zwischen Schmohlstraße und Privatstraße 13 aufgenommen. Die viergeschossigen Wohnhäuser 1–11 (ungerade, linke Seite) und 2–10 (gerade, rechte Seite) sind im Eigentum der „Gemeinütz. Siedlgs- und Wohnungsbauges m.b.H.“ und komplett vermietet und bewohnt. | |
| Puccinistraße (Lage)            | 0320                                     | Giacomo Puccini (1858–1924), italienischer Komponist | 31. Mai 1951                    | Angelegt wurde die Straße im Französischen Viertel von Neu-Weißensee und war auf einer Karte von 1874 eingezeichnet, am 17. September 1875 wurde sie für öffentlich erklärt. Die Benennung erfolgte unter Bezug auf die Besetzung der Stadt Belfort 1871–1873 durch die deutschen Truppen während des Deutsch-Französischen Krieges. Im Rahmen der Umbenennungen von Straßen im Komponistenviertel bekam sie den bestehenden Namen. Eine Gummifabrik aus dem Ende des 19. Jahrhunderts steht hier unter Denkmalschutz. Die östliche Bebauung mit Gewerbebauten aus der Zeit um 1900 schließt an den Jüdischen Friedhof an. | Blick von der Gürtelstraße nach Nordwesten                                                                                               |
| Rennbahnstraße (Lage)           | 1480                                     | Pferderennbahn, die hier auf der nördlichen Straßenseite vorhanden war                                                                                           | 1878                            | Die Straße gibt es mindestens seit dem 18. Jahrhundert als Verbindung zwischen dem Dorf Weißensee und Heinersdorf. Sie hieß deshalb zunächst Heinersdorfer Weg, von 1871 bis 1878 Heinersdorfer Straße. Die namensgebende Sportanlage („Rennbahn“, auch „Sport- und Spielplatz der Stadt Berlin“) existierte bereits in den 1860er Jahren. Es handelte sich um eine Trabrennbahn. Der Straßenabschnitt in Weißensee wurde 1878 nach der Rennbahn umbenannt. Die Trabrennbahn in Weißensee wurde am 16. Juni 1878 eröffnet. Die ursprüngliche Rennbahn wurde 1954/1955 zur Radrennbahn Weißensee umgebaut und unter Verwendung von Trümmerschutt aus dem Zweiten Weltkrieg mit Tribünen für bis zu 9000 Zuschauer ausgestattet. Sie wurde für Wettfahrten mit Rennrädern, Motocross-Maschinen oder Trialrädern benutzt. Bemerkenswert ist das Konzert mit dem Rockstar Bruce Springsteen im Sommer 1988 (während der DDR) auf dem Areal der Radrennbahn Weißensee, das nach Angaben der Organisatoren von rund 160.000 Fans besucht wurde, während es real wohl zwischen 200.000 und 300.000 waren. Es war zugleich Springsteens größter Live–Auftritt. Im August 1990 traten auf dem gleichen Gelände die Rolling Stones auf. Nach 1990 wurden die Tribünen zur Rennbahn entfernt. Neue Mehrfachsportplätze und eine Sporthalle befinden sich auf dem Gelände. In den Jahren nach 2000 haben sich in dieser Straße vor allem Autohäuser und Großgewerbefirmen angesiedelt. Die Rennbahnstraße gehört zu den übergeordneten Straßenverbindungen im Berliner Straßensystem. | Steherrennen 1958 auf der Radrennbahn Weißensee · Rennbahnstraße anno 2011 im Bereich des Pasedagplatzes                                 |
| Roelckestraße (Lage)            | 2510                                     | Hermann Roelcke (1832–1896), Gärtner in Charlottenburg; setzte sein gesamtes Vermögen für die Entstehung von Neu-Weißensee ein                                   | vor 1874                        | Die Roelckestraße befindet sich zwischen den Ortsteilgrenzen zu Prenzlauer Berg (südlich der Lehderstraße) und zur Stadtrandsiedlung Neu-Hohenschönhausen. Im Süden ist der Straßenzug in der Hosemannstraße und nach Nordost in der Darßer Straße (Schwarzelfenweg) fortgesetzt. Die Straße im Gründerviertel von Neu-Weißensee wurde vor 1874 (zunächst unbenannt) angelegt. Mit der beginnenden intensiven Bebauung im Süden wird sie Folgejahr benannt. Auf dem Situationsplan von 1880 ist die benannte Roelckestraße als Verlängerung der Straße 23 (aus dem Hobrechtplan) über die Weichbildgrenze Berlins und nach Norden durch Weißenseer Flur in Richtung Malchow laufend eingezeichnet. Zu diesem Zeitpunkt ist der Friedhof der St.Georgengemeinde zwischen Pistorius- und Amalienstraße bereits vorhanden. Die Nutzung als Verkehrsweg erfolgte zur Rennbahnstraße (anfangs: Heinersdorfer Straße). Als Verlängerte Rölckestraße endet der Nordteil bis Anfang der 1930er Jahre an den Malchower Rieselfeldern. Die Rieselung wurde ab 1930 eingestellt und die Siedlung am Schwarzelfenweg geplant. Die Grundstücke der Rölckestraße in fortlaufende Zählung mit 1 (ab südliche Grenze von Neu-Weißensee) an der Ostseite zur 176 (Westseite zurück) und dem Wechsel mit 93 (rechts) zu 94 (links) besteht noch. Im Adressbuch von 1914 ist die Roelckestraße von der Weichbildgrenze Berlin Bis in die 1920er Jahre befand sich zwischen Roelcke- und Schönstraße auf der Fläche südwestlich des Städtischen Friedhofs ein ausgedehnter Pferdemarkt. Auf diesen führte von der Gäblerstraße her die inzwischen verkürzte Hedwigstraße. An der Stelle des Pferdemarktes wurden Erweiterungsbauten für das Auguste-Viktoria-Krankenhaus errichtet (→ Parkklinik Weißensee). Drei Begräbnisplätze sind in der Denkmalliste erwähnenswert, die zwischen 1878 und um 1885 angelegt wurden: der Friedhof der Segenskirchengemeinde, der Friedhof II der Georgen-Parochial-Gemeinde und der Städtische Friedhof Weißensee (Gartendenkmal). Zwei weitere Gebäude – eine ehemalige Fabrik und die Turnhalle der Schule in der Langhansstraße – stehen hier ebenfalls im Denkmalschutz. Die Straße gehört zu den regionalen Straßenverbindungen (Kategorie III) im Berliner Straßensystem. | |
| Rossinistraße (Lage)            | 0060                                     | Gioachino Rossini (1792–1868), italienischer Komponist | 31. Mai 1951                    | In der Entstehungszeit von Neu-Weißensee in den 1890er Jahren erhielt diese Straße den Namen Weißenburgstraße nach dem Kriegsschauplatz im Deutsch-Französischen Krieg 1870/1871 (Weißenburg). Das Wohnhaus Rossinistraße 5 von 1884 steht unter Denkmalschutz. Die baufällig gewordenen Häuser der Südseite (4 und 6) wurden abgerissen und die Ecke zur Bizetstraße im Komponistenviertel wird mit Eigentumswohnungen bebaut. Hier hatte sich eine historische Pferdefleischerei erhalten und hatte die DDR-Zeiten als Roßschlächterei überstanden. Sie wurde in den 1990er Jahren von einem Spandauer Betrieb übernommen, konnte durch Umsatzeinbruch nicht überdauern und wurde bald aufgegeben. | Rossinistraße, Blick zur Berliner Allee auf die nördliche Straßenseite · Sicht von der Berliner Allee auf die Südseite der Rossinistraße |
| Rudolf-Baschant-Straße (Lage)   | 080                                      | Rudolf Baschant (1897–1955), österreichischer Botaniker und Bildender Künstler                                                                                   | 1. Dez. 1995                    | Die Straße befindet sich auf dem Gelände des DGZ nördlich der Gustav-Adolf-Straße. Sie ist im Straßenverzeichnis als Privatstraße ausgewiesen (RBS-Klasse: PSTR, OKSTRA-Klasse P). Auf dem Gewerbegelände liegt sie parallel hinter den Gebäuden Gustav-Adolf-Straße 130, 131 zwischen DGZ-Ring und Herbert-Bayer-Straße. Der Straße sind die Gebäude 1 und 2 an der Nordseite zugewiesen. Die Namensgebung der Straßen im DGZ sind von der benachbarten Hochschule für Gestaltung beeinflusst. | |
| Scharnweberstraße (Lage)        | 0100                                     | Georg Scharnweber (1816–1894), Jurist, preußischer Staatsbeamter                                                                                                 | nach 1885                       | Die Straße hieß bei ihrer Erstanlage um 1875 Mansteinstraße, einige Jahre später erhielt sie den jetzigen Namen. In den Akten ist kein konkretes Datum enthalten, eine Karte von 1893 zeigt bereits die Scharnweberstraße. Die kurze Erschließungsstraße an der Langhansstraße bildet zusammen mit der Eilveser Straße und der Goyastraße ein „U“. | |
| Schmohlstraße (Lage)            | 0230                                     | Schmohl, alteingesessene Kossätenfamilie aus Weißensee | 25. Aug. 1939                   | Der Bebauungsplanname war Straße 258, nach dem Stilllegen des Gaswerkes wurde die Bebauung des anschließenden Gebietes zu Heinersdorf hin in Angriff genommen. An der Südostseite der gepflasterten Straße stehen Industrie- und Gewerbegebäude auf dem vormaligen Gaswerksgelände Schmohlstraße 2 und 22. Auf der Brache 24 wurde 2012 eine Schmerzklinik (vorher Schönhauser Allee) erbaut. Gegenüber stehen die Wohngebäude 3–11 und 17–23, dazu ist das Haus 25 vom Wohnblock der Günter-Litfin-Straße zur Schmohlstraße adressiert. Das Grundstück 1 existiert nicht, hier ist unbebaute Fläche der Gäblerstraße (78/80), statt 13/15 mündet die Privatstraße 14. Auf Grundstück 22 stehen denkmalgeschützte Gebäude des Gaswerks, das als Gesamtanlage Gaswerk Gustav-Adolf-Straße 107 / Schmohlstraße 22 geschützt ist mit den Baudenkmalen: Bürogebäude und Wohngebäude (T 001), Retortenhaus (T 002), Gasmesser- und Reglerhaus (T 003) und dem Funktionsgebäude (T 004). | |
| Schönstraße (Lage)              | 0670                                     | Gustav Adolf Schön (1834–1889), Landerwerber und Mitbegründer von Weißensee                                                                                      | nach 1885                       | Die Straße verläuft zwischen Mirbachplatz und Pasedagplatz. Bemerkenswert ist das Baudenkmal Amtsgerichtsgefängnis (1902–1905), dessen Haupteingang jedoch in der Großen Seestraße liegt. In der Straße liegt die am 1. April 1997 eröffnete Park-Klinik Weißensee, die aus dem Auguste-Viktoria-Krankenhaus (seit 1920: Städtisches Krankenhaus Weißensee) hervorging. | Schönstraße vom Pasedagplatz aus gesehen                                                                                                 |
| Seeweg (Lage)                   | 0110                                     | Großer See | vor 1874                        | Es handelt sich um einen Fußweg zwischen der Berliner Allee (über Grundstück 173, Grünfläche) und dem Weißen See (am Eingang Strandbad am Weißen See). Parallel verläuft eine kurze (namenlose) Straße, die nur von Wirtschaftsfahrzeugen benutzt werden darf. Der Seeweg war bereits im 19. Jahrhundert vorhanden und führte von der Dorfstraße zum Großen See. Als der Schlosspark Weißensee angelegt wurde, entstand ein Promenadenweg zwischen Berliner Allee und der Uferpromenade, die um den See herumführte. Am Seeweg gibt es seit vielen Jahren eine mit Blumen und geschnittenen Büschen gestaltete Sonnenuhr. Der Uferspazierweg wird häufig mit dem gleichen Namen bezeichnet. Im Berliner Straßenverzeichnis ist der Seeweg mit eigener Straßennummer (42664) aufgenommen und als Fußweg (RBS-Klasse FUWE, Okstra F) markiert und er besitzt eine Zuordnung im Straßenentwicklungsplan (StrEP). Der Kage entsprechend sind keine Grundstücke zugeordnet. Als Zugang zur Seebadeanstalt ist er auf dem Plan 4323 schon im Jahr 1928 vermerkt, wegen der damaligen Hufeisennummerierung zwischen Berliner Allee 196 und 197. Die Grundstücke der Berliner Allee reichen bis an den Rundweg am See. Auf der Karte von 1893 ist der Weg an gleicher Stelle zur BadeAnstalt ebenfalls aufgenommen. | |
| Seidenberger Straße (Lage)      | 0200                                     | Seidenberg, Ort in der früheren Provinz Niederschlesien, heute Zawidów in Polen                                                                                  | 16. Aug. 1928                   | Die Straße liegt zwischen Am Steinberg und Jacobsohnstraße, die Bebauung am Nordwestende erfolgte in den 1960er Jahren entlang von Am Steinberg. Der anfängliche Name im Plangebiet war Plöner Straße, wobei der Verkehrsweg zwischen Am Steinberg (Straße 69) und Gustav-Adolf-Straße durchgängig projektiert war. Mit den Bebauungsplänen Ende der 1920er Jahre wurde nördlich der Pistoriusstraße zur Flur Heinersdorf neu projektiert, bebaut wurde vorzugsweise entlang der Gustav-Adolf-Straße und nahe der Pistoriusstraße. Nach Bebauungsplan als Straße 201 bezeichnet und angelegt. Im Adressbuch 1932 ist die Straße zwischen General- und Heinersdorfer Straße aufgenommen, die dreigeschossigen Wohnhäuser 1–14 und 20–33 (fortlaufend) im Eigentum der „Landbau“ Gemeinnütz. Landerwerbs- u. Baugen. e.G.m.b.H. (Dahlem) sind vollständig vermietet. Auf Grundstück 15–17 ist Laubengelände angegeben und 18, 19 existiert nicht. | |
| Smetanastraße (Lage)            | 0620                                     | Bedřich Smetana (1824–1884), tschechischer Komponist | 31. Mai 1951                    | Der Verkehrsweg trug mit dem Anlegen um 1880 den Namen Wörthstraße nach einem Kriegsschauplatz im 19. Jahrhundert und war von der Königschaussee bis zur Lichtenberger Straße durchgängig. Der Friedhof der St.-Hedwigs-Gemeinde und ein ehemaliges jüdisches Arbeiterheim (Teil einer historischen Israelitischen Arbeiterkolonie im 19. Jahrhundert) stehen hier im Denkmalschutz (Bild). Das Heim wurde 2010–2012 zu einer Eigentumswohnanlage umgebaut. Ein weiteres kommunales Gebäude (eine frühere Gemeindedoppelschule vom Ende des 19. Jahrhunderts, zu DDR-Zeiten Hilfsschule) wurde 2009/2010 denkmalgerecht saniert. Am 18. März 1960 erfolgte die Grundsteinlegung für den neuen Wohnkomplex an Smetanastraße, wo erstmals im Bezirk Weißensee die Großblockbauweise angewendet wird. | eh. Jüdisches Arbeitshaus, Smetanastraße 53                                                                                              |
| Solonplatz (Lage)               | 0090 × 35                                | Solon (um 640–um 560 v. Chr.), Lyriker und Staatsmann im antik-griechischen Athen                                                                                | 31. Juli 1947                   | Der Platz liegt westlich an der Lindenallee und wird im Norden von der Bizetstraße, im Süden von der Meyerbeerstraße begrenzt. Er wurde um 1904 als Schmuckplatz angelegt, um 1909 trug er im Berliner Adressbuch bis 1937 den Namen Lindenplatz, danach Preiserplatz (nach dem 1932 zu Tode gekommenen NS-Aktivisten Georg Preiser). Im Zuge der Entnazifizierung erhielt die Grünanlage 1947 schließlich ihren bestehenden Namen. Im südlichen Bereich ist auf dem Platz ein offener Backsteinpavillon zu sehen, der über einer 1920 unterirdisch angelegten Transformatorenstation errichtet wurde und mittlerweile als Baudenkmal geschützt ist. Die bestehende Platzgestaltung mit Spielgeräten, Bänken und der 1977 angefertigten Bronzeskulptur Orang-Utan-Kinder von Stephan Horota erfolgte 1994. | |
| Soonwaldstraße (Lage)           | 0190                                     | Soonwald, ein Mittelgebirgszug im Hunsrück | 30. Okt. 1936                   | Die Soonwaldstraße verbindet die Roelckestraße mit der Hunsrückstraße. Sie wurde Ende der 1920er Jahre angelegt und war zu Beginn des 20. Jahrhunderts in einem projektierten aufgelockerten Wohngebiet mit Stadtplätzen vorgesehen. Die parzellierten Grundstücke 1–8 und 9–15 waren 1940 nur an der Südseite mit Siedlungshäusern bebaut. Die freie Nordseite wurde in den 1960er Jahren mit vier Wohnblöcken des Typs Q3A bebaut, drei sind der Soonwaldstraße (2–3a, 4–5a, 6–7a) adressiert. | |
| Straße 106 (Lage)               | 0120                                     | | um 1880                         | Die Straße verläuft genau an der südlichen Umfassungsmauer des Jüdischen Friedhofs und bildet die Grenze zum Ortsteil Berlin-Fennpfuhl. Zwischen dem Straßenschild an der Friedhofsmauer und der eigentlichen Straße befinden sich kleine schmale Gärten, die zur Anlage Langes Höhe gehören. Das Straßenland gehört zu Fennpfuhl, Weißensee liegt an der Nordwestseite entlang. | |
| Straße 206 (Lage)               | 0200                                     | nach Bebauungsplan | nach 1925                       | Angelegt nach 1930 bei der Parzellierung der ehemaligen Fläche des Städtischen Gaswerks. Sie liegt als Einbahnstraße zwischen Obersteiner Weg und Günter-Litfin-Straße. 1937 sind an der Südseite die Siedlungshäuser 7–15 erbaut und die Straße führt auf den Platz E. Zur Straße gehören 2015 die Grundstücke 1–21 (ungerade) und 4–8, 14–16 (gerade, die Eckgrundstücke zu den begrenzenden Straßen). Dabei sind Nummer 14, 16, 17 Grünfläche, 6 ist unbebaut und 19/21 eine Garagenanlage. | |
| Straße 210 (Lage)               | 0240                                     | nach Bebauungsplan-Nummerierung | nach 1935                       | Angelegt nach 1930 bei der Parzellierung der ehemaligen Fläche des alten Städtischen Gaswerks in einer Villenkolonie. Die Straße zwischen Thiesstraße und Straße 206 ist mit Siedlungshäusern bebaut. Von den Grundstücken 1–23 (ungerade, nördlich) und 2–24 (gerade) sind 2015 noch fünf nicht ausgebaut. Die Lage der Straße ist noch im Adressbuch 1943 anders beschrieben von der Obersteiner Straße zur Straße 206 / Straße 209 mit dreigeschossigen Mietshäusern 5–5c auf Gelände der Bambergerschen Erben. | |
| Straße 245 (Lage)               | 0390                                     | nach Bebauungsplan-Nummerierung | 1936                            | Die Straßen 245 (westlich) und 246 (östlich) bilden einen durchgehenden Verkehrsweg zwischen Großer Seestraße und Industriebahntrasse von der Roelckestraße über die Gustav-Adolf-Straße bis nahe der Heinersdorfer Grenze. Sie wurden erst nach Stilllegung der Neuen Gasanstalt in den 1930er Jahren angelegt. Die parzellierten Grundstücke wurden von der Straße 211 (→ Thiesstraße) her bebaut, von der Gustav-Adolf-Straße aus folgten um 1940 Reihenhäuser. Am Ende des 19. Jahrhunderts stand noch eine Ziegelei auf der Fläche. | |
| Straße 246 (Lage)               | 0270 + je 3 à 70 (Verästelung)           | nach Bebauungsplan-Nummerierung | 1936                            | Die Straßen 245 (westlich) und 246 (östlich) bilden einen durchgehenden Verkehrsweg zwischen Großer Seestraße und Industriebahntrasse von der Roelckestraße über die Gustav-Adolf-Straße bis nahe der Heinersdorfer Grenze. Sie wurden erst nach Stilllegung der Neuen Gasanstalt in den 1930er Jahren angelegt, die Parzellen der Straße 246 wurden von der Roelckestraße her bebaut. | |
| Straße 250 (Lage)               | 0190                                     | nach Bebauungsplan-Nummerierung | nach 1925                       | Die Straße liegt von der Liebermannstraße an die Industriebahntrasse (Grenze zu Alt-Hohenschönhausen). Bebaut ist die Südostseite mit Eigenheimen (1–17, ungerade), die gegenüberliegende Straßenseite gehört zur KGA ‚Feldtmannsburg‘, in dieser sind die in den 1930er Jahren trassierten Straße 249 und Straße 248 aufgegangen, die zwar noch auf Kartenmaterial aber nicht im Straßenverzeichnis enthalten sind und sich nicht mit Anlagenwegen decken. Angelegt wurde sie nach der Aufschüttung der Feuchtwiesen mit Ablagerungen vom U-Bahnbau. Westlich der Bebauung der Liebermannstraße liegt das belassene GLB ‚Teich Hansastraße‘. Straße 250 ist im Adressbuch 1943 mit Baustellen zwischen Franz-Joseph-Straße (→ Liebermannstraße) und Industriebahn aufgenommen. | |
| Straße 251 (Lage)               | 0160                                     | nach Bebauungsplan-Nummerierung | nach 1925                       | Die Straße liegt von der Liebermannstraße an die Industriebahntrasse (Grenze zu Alt-Hohenschönhausen). Bebaut ist die Straße mit Eigenheimen (1–17 ungerade, 2–18 gerade). Angelegt wurde sie nach der Aufschüttung der Feuchtwiesen mit Ablagerungen vom U-Bahnbau. Hinter den Grundstücken der Liebermannstraße liegt das belassene GLB ‚Teich Hansastraße‘. Straße 251 ist im Adressbuch 1943 zwischen Franz-Joseph-Straße (→ Liebermannstraße) und Industriebahn aufgenommen, bebaut sind fünf Grundstücke (links: 1, 7, rechts: 12–16, gerade). | |
| Streustraße (Lage)              | 1260                                     | Wilhelm Carl Streu (1822–1890), Kommunalpolitiker | um 1893                         | Der vorherige Name bei der Bebauung von Neu-Weißensee war Straße 9. Der Verkehrsweg verläuft zwischen Gustav-Adolf-Straße und Berliner Allee (vormals König-Chaussee) und liegt parallel zwischen Langhansstraße und Lehderstraße. Diese Lage bestand am Rand des Berliner Weichbilds schon 1893, der Straßenlauf ist unbenannt auf der Karte 1880 eingetragen. An der Straßennordseite liegt die denkmalgeschützte 1. Gemeindeschule Weißensee (Heinz-Brandt-Oberschule) an der Ecke zur Langhansstraße und Roelckestraße. Auf der anderen Straßenseite bis hin zur Lehderstraße, befinden sich einige Industriedenkmale. Es ist eine dicht bebaute innerstädtische Wohnstraße mit Kopfsteinpflaster. | |
| Suermondtstraße (Lage)          | 0610 (im Ortsteil)                       | Henry Suermondt (1846–1930), Bankier | vor 1913                        | Das Straßenland und die Südseite mit den Wohnbauten gehört zu Alt-Hohenschönhausen. Suermondt war Bankier und späterer Besitzer des Rittergutes Hohenschönhausen, er ließ das Areal parzellieren und durch eine von ihm geleitete Baugesellschaft mit Wohnvillen bebauen. In Weißensee liegt der Straßennordrand an der Grenze des NSG Fauler See zwischen Höhe des Tennisplatzes Buschallee 50a und dem vormaligen Bahngelände (gegenüber Sabinensteig 1, hieß 1928 Margarethenstraße in Hohenschönhausen). Die Lichtenberger Bezirksgrenze wechselt von Orankestrand über das Straßenland das dabei von Buschallee zu Suermondtstraße den Namen wechselt. | |
| Sulzfelder Straße (Lage)        | 0280                                     | Sulzfeld am Main, Ort im Landkreis Kitzingen, Bayern | 10. Apr. 1931                   | Der Verkehrsweg liegt südlich der Buschallee zur Else-Jahn-Straße. Nach dem amtlichen Stadtplan von Berlin befindet sich an der noch unbebauten Südseite der Buschallee im Bereich des OSZ eine Wasserfläche (Buschallee 23a). Vor der Namensvergabe hieß sie Straße 216 und verlief von der Buschallee bis Straße 215, die 40 m nördlicher der Else-Jahn-Straße projektiert war. Geänderte Bebauungspläne mit der südlichen Bebauung an der Buschallee erbrachten die drei Häuser an diesem Block mit Sulzfelder Straße 2–6. Von diesen nach Süden lagen die drei 300 Meter langen Grundstücke Gartenstraße 9–11 (fortlaufend) und deren Besitzer sowie die trockengelegte Wasserfläche (3800 m²) verhinderten wohl zunächst eine weitere Bebauung. Das Adressbuch 1932 nennt Sulzfelder Straße zwischen Buschallee und Feldmark mit den dreigeschossigen Wohnhäusern der „Einfa“ (Berl. Ges. z. Förderung d. Einfamilienhauses Gemeinnütz. G.m.b.H.). Bis Mitte der 1950er Jahre blieb die Situation unverändert, bevor die 100 m nach Süden projektierte Fortsetzung als Straße 264 geplant wurde. Mit der Bebauung der Else-Jahn-Straße Mitte der 1960er Jahre kam an der Westseite der Q3A-Block 8–14 hinzu. Der 30 m breite Vorplatz des Oberstufenzentrums ist als Buschallee 23 ausgewiesen. Vor 1970 wurde der Typenschulbau auf dem Grundstück 15 (44. Grundschule, Georg-Zacharias-Grundschule, mit Schwimmerklasse) erbaut. Nach 1995 folgte der Neubau der Brillat-Savarin-Schule (OSZ Gastgewerbe) auf Grundstück Sulzfelder Straße 11, so entstand mit der ehemaligen Gewerbeschule Kniprodeallee ein Schulquartier zur Hansastraße. | |
| Tassostraße (Lage)              | 0520                                     | Torquato Tasso (1544–1595), italienischer Dichter | 1910                            | Auf dem Gemeindeplan von 1911 ist vermerkt „nicht bebaut“. Die Wohnbebauung ohne Hinterhöfe setzte erst nach dem Ersten Weltkrieg ein. Zwei Komplexe stehen unter Denkmalschutz. Die kleine innerstädtische Wohnstraße gehört zu den guten Wohnlagen und liegt zwischen Berliner Allee und Pistoriusstraße westlich parallel zur Parkstraße und kreuzt die Charlottenburger Straße. Im Haus Nr. 21 lebte und arbeitete von 1954 bis zu seinem Tode der Buchgestalter und Illustrator Werner Klemke. | |
| Thiesstraße (Lage)              | 0340                                     | wahrscheinlich nach einer Kossätenfamilie Thies aus dem 17. Jahrhundert                                                                                          | 25. Aug. 1939                   | Der Name im Bauplan des Quartiers nach begonnener Erschließung des früheren Gaswerksgeländes war Straße 211. Sie verbindet die Gäblerstraße mit der Straße 245. | |
| Trarbacher Straße (Lage)        | 0330                                     | Traben-Trarbach, Ort in Rheinland-Pfalz | um 1914                         | Der Nord-Süd-Straßenzug im Moselviertel verbindet die Liebermann- mit der Bernkasteler Straße. Er ist durchgängig mit Wohnhäusern bebaut, hinter den östlichen Wohnhäusern 2–13 (fortlaufend) liegt der Straßenbahnhof, auf dem (fehlenden) Grundstück 1 steht ein mit Bernkasteler Straße 80 verbundener zweigeschossiger Bau, diese sind vom Straßenbahnhof zugängliche Gebäude der B.V.G. An der Gegenseite 14–23 münden Graacher (17 zu 18) und Wehlener Straße (19 zu 20). An der Südwestecke ist 23 ein Parkplatz, der Flachbau 22 und das Freigelände 21 gehören zum Jugendclub „Trarbacher“. Im Adressbuch 1943 sind gleichartig gebaute viergeschossige Wohnhäuser unterschiedlicher Eigentümer an der Ostseite 2–13, 14 im Eigentum der Stadt Berlin, 15–18 der Gemeinn. Siedl. u. Wohunungsbauges. Bln. m.b.H.Bez.Weißensee(N0 55, Prenzlauer Allee 57). 19 und 20 gehören dem Rentier Brunow aus Grünau, 21–23 sind Baustellen. | |
| Trierer Straße (Lage)           | 0210                                     | Trier, Stadt an der Mosel, Rheinland-Pfalz | um 1914                         | Die um 1913 projektierte Straße verbindet im leichten Bogen die Bernkasteler mit der Falkenberger Straße und wurde erst ab 1925 bebaut. Eine Wohnanlage nach Plänen von Bruno Taut steht unter Denkmalschutz. Für das Bauprojekt des Moselviertels war die Trierer Straße schräg von der Nordostecke der Berliner/Falkenberger Straße über Bernkasteler Straße zur Piesporter Straße vorgesehen. Mit der Unterbrechung der Bauarbeiten und Umplanungen verblieb der südliche Abschnitt an die Bernkasteler Straße heran. Von der schrägen Führung ist die dritte Seite am Piesporter Platz noch erhalten. Zudem wird die 25 Meter breite Straße zur Falkenberger Straße durch die Grundstücke 1–7 auf 13 Meter begrenzt. Dabei sind 1 (mit Falkenberger Straße 186) und Nr. 3 bebaut und stehen mit der Rückseite in die Straße. Über Grundstück 7 führt der eigentlich direkte, nicht genutzte Lauf der Trierer Straße über eine abgezäunte wilde Gartenfläche zur Falkenberger Straße. Im Adressbuch 1932 ist die Trierer Straße noch in der vollen Länge eingetragen: Falkenberger/ Cochemer Straße (Straße 230), Bernkastler, projektierte, Brodenbacher, Franz-Joseph-, Piesporter Straße an die Industriebahn hinan. Im Adressbuch 1940 ist die Lage Falkenberger zu Bernkasteler Straße angegeben, bebaut an der rechten Seite mit Sechsparteienhäusern (Eigentümer Gefiwo) und 8–18 (gerade, Eigentümer „Einfa“ Gesellschaft zur Förderung des Einfamilienhauses) mit Achtparteienhäusern. Auf der linken Seite sind bis Caseler Straße Baustellen und nach dem Wohnhaus 11/13 (14 Mieter, geh. zur Caseler Straße 3) folgen die beiden Mietshäuser 15/17 und 19/21. Auf der Karte von 1928 noch in Hufeisennummerierung besteht der Ausgang zur Falkenberger Straße noch nicht, wohl aber das Wohnhaus 1 auf dem unbebauten Grundstück Falkenberger Straße 184/185, ebenfalls auf der (Süd-)Ostseite ein Wohnhaus 2/5 gefolgt von einer trassierten Straße 230 an der Bernkasteler Straße, gegenüber die (bestehenden) viergeschössigen Wohnhäuser 40–43 (fortlaufend), wobei zwischen 42 (mit 3) und 43 (mit 2) die Caseler Straße mündet. Für das Eckhaus Trierer/Bernkasteler Straße ist (1937, 1939) Postamt 2 angegeben. Im aktuellen Adressverzeichnis sind die Grundstücke 2–18 (gerade)sowie die (parallel zur Falkenberger Straße stehenden) 20–26 aufgeführt, sowie auf der Gegenseite die Wohnhäuser 9–21 (ungerade), sowie das unbebaute Grundstück 7, das auf die Gartenfläche führt. Die mit der Rückseite an der Straße stehenden Gebäude 1 und 5 fehlen dabei und sind als Falkenberger Straße 186 bezeichnet. Während in den Adressbüchern Falkenberger bis Caseler Straße Baustelle genannt wird, findet sich auf dem Stadtplan von Berlin ab 1937 nördlich der Falkenberger Straße 186 die nummerierten Flächen 1, 5, 7, die den geraden Verlauf der Trierer Straße verhindern. | |
| Wegenerstraße (Lage)            | 0140                                     | Rudolf Wegener (1841–um 1907), Gutsbesitzer und Gemeindevorsteher (Kommunalpolitiker) im Dorf Weißensee ab 1889                                                  | um 1896 „projektierte Straße“   | Die Straße wurde bereits zu Wegeners Lebzeiten nach ihm benannt. Hier befand sich sein Anwesen, im Adressverzeichnis wurde er als ‚Landwirth‘ geführt. Die I. Projektierte Straße ist im Adressbuch 1900 für (Alt-)Weißensee als „genannt Wegenerstraße“ enthalten. Die Trasse der Wegenerstraße war nach 1910 als 47 m breite Straße teilweise unter diesem Namen im Plan als Straße 262 von der Berliner Allee über die Straße 90 (Kniprodeallee) hinweg und südlich vom Orankesee bis an die Orankestraße (in Hohenschönhausen) projektiert. Diese projektierte Trasse lag nördlich an der Grenze der zur St. Joseph-Heilanstalt gehörenden Ackerfläche und war als südlicher Abschluss eines geplanten Stadtquartiers mit Kreuzung der Kniprodeallee geplant. | Öffentlicher Park an der Wegener Straße                                                                                                  |
| Wehlener Straße (Lage)          | 0140                                     | Wehlen, frühere selbstständige Gemeinde in Rheinland-Pfalz, seit 1970 Stadtteil von Bernkastel-Kues                                                              | um 1914                         | Die kleine Verbindungsstraße liegt von der Berliner Allee zur Trarbacher Straße als Einbahnstraße und als 30er-Zone. Die Wohnbebauung erfolgte Ende der 1920er Jahre und ist im gleichen Stil in der parallel verlaufenden Graacher Straße vorhanden (→ Moselviertel). Die beiden glattgeputzen Wohnblöcke mit Klinkern abgesetzten Treppenhäusern 1–6 und 7–12 gehören zu Karreeblöcken mit den Eckhäusern in die Nachbarstraßen verbunden. Die Wohnanlage gehört der Berliner Baugenossenschaft (bbg) und ist in der Lage Berliner Allee / Graacher Straße / Wehlener Straße von Hermann Dernburg entworfen und denkmalgeschützt. | |
| Werner-Klemke-Platz (Lage)      | 0095 × 70                                | Werner Klemke (1917–1994), Buchgestalter und Illustrator, Gebrauchsgrafiker und Hochschullehrer in der DDR, Einwohner von Weißensee                              | 12. März 2017                   | Die Fläche an der Ecke Woelckpromenade/Amalienstraße, bei den Einwohnern vorher nur als Grünanlage am Goldfischteich bekannt, erhielt nach Beratung in der BVV diesen Namen. Der Verein Weißenseer Heimatfreunde e. V. und zahlreiche Bürger hatten zuvor vorgeschlagen, den Südbereich des Antonplatzes nach dem berühmten Grafiker zu benennen. Das Bezirksamt lehnte diese Umbenennung jedoch ab und suchte stattdessen eine andere geeignete Fläche in Weißensee. | |
| Wigandstaler Straße (Lage)      | 0440                                     | Wigandsthal in Schlesien, seit 1945 zu Polen ist es ein Stadtteil Pobiedna der Stadt Leśna                                                                       | 17. Mai 1930                    | Die Wohnstraße liegt zwischen Gustav-Adolf-Straße und Am Steinberg (Ortsteilgrenze zu Heinersdorf). In dem Streifen zwischen der Gustav-Adolf-Straße und der Grenze zu Heinersdorf bestanden mit der Auflösung des Gutsbezirks für den Siedlungsbau unterschiedliche Wohnbauprojekte und die Bebauung schritt nach Norden (von der Colonie Neu-Berlin ausgehend) in Neu-Weißensee, der Gemeinde Weißensee und später dem Verwaltungsbezirk Weißensee fort. Mit dem Stilllegen der Gasanstalt wurde zu Beginn der 1930er Jahre die Wigandstaler Straße mit Wohnhäuserzeilen mit Backsteinelementen der Gustav-Adolf-Straße Terraingesellschaft erbaut. Davon unbeeinflusst blieben die Gewerbeflächen und -bauten an der Westseite bis zur Holzkircher Straße. Mit der Bebauung erfolgte die Benennung der Straße 228. Die Grundstücke 1–23 (ungerade) an die Holzkircher Straße und auf dem Gelände zur „DGZ-Bürostadt“ wurden 1995 mit Eigentumswohnungen in Architektenhäusern (auch mit Maisonettewohnungen) bebaut. Der Wohnkomplex im Bereich der Hausnummern 2–54 steht unter Denkmalschutz. | |
| Wilhelm-Wagenfeld-Straße (Lage) | 0110                                     | Wilhelm Wagenfeld (1900–1990), Industriedesigner | 1. Dez. 1995                    | Die Straße befindet sich auf dem Gelände des DGZ nördlich der Gustav-Adolf-Straße. Sie ist im Straßenverzeichnis als Privatstraße ausgewiesen (RBS-Klasse: PSTR, OKSTRA-Klasse P). Auf dem Gewerbegelände liegt sie zwischen dem Nordwestast des DGZ-Rings und der Johannes-Itten-Straße (Ecke zum Südost-Ast des DGZ-Rings). Der Straße sind die Gebäude 3 (Nordseite) an DGZ-Ring 14 anschließend und 4 (Südseite) an der Rückseite von Herbert-Bayer-Straße 7 zugewiesen. Die Namensgebung der Straßen im DGZ sind von der benachbarten Hochschule für Gestaltung beeinflusst. Die DGZ-Bürostadt wurde in den 1990er Jahren von der Concordia geformt, die Büroauslastung stellt sich in den 2010er Jahren als geringer als erwartet heraus. Der Namensgeber Wilhelm Wagenfeld ist Bauhaus-Schüler und hatte von 1935 bis 1942 eine Professur an der Staatlichen Kunstschule in Berlin. | |
| Wittlicher Straße (Lage)        | 0470                                     | Wittlich, Stadt im Landkreis Bernkastel-Wittlich in Rheinland-Pfalz                                                                                              | um 1914                         | In dieser Straße ist der Friedhof der israelitischen Synagogengemeinde Adass Jisroel zu Berlin als Gartendenkmal erwähnenswert. Die erste Beisetzung auf dem Friedhof Adass Jisroel erfolgt am 24. Februar 1880. Die Entwicklung des Straßenzuges beginnt mit dem Anlegen des Friedhofs der Gemeinde, der Alte Friedhof Weißensee ist nicht mehr aktiv. Entsprechend ist der Zugang als Projectierte Straße in den Adressbüchern bis 1900, danach als Straße 14 benannt und wurde in der vereinigten Gemeinde Weißensee nach 1910 benannt.Dabei war sie zunächst zwischen Falkenberger und Liebermannstraße trassiert, jedoch Ende der 1920er Jahre nur wenig über die Bernkasteler Straße mit Eingang zum jüdischen Friedhof ausgebaut. Mit den Einschränkungen am Moselviertel wurde das Nordende an den Brodenbacher Weg gelegt. Eine etwas nach Osten versetzte neu geplante Trasse Straße 257 wurde ebenfalls nicht angelegt, sondern Teil der Kleingartenkolonie Alt-Weißensee, später in die Kolonie Frohsinn überführt und ist der Westrand der Grundschule im Moselviertel (Brodenbacher Weg 31). Im Adressbuch 1913 noch nicht wird sie im Adressbuch 1914 von der Falkenberger Straße zwischen 165 und 166 abgehend aufgenommen, an der Straße liegen Baustellen, der Friedhof der Gemeinde Weißensee und der jüdische Friedhof der Gemeinde „Adaß Jisroël“ (Wittlicher Straße 14). Auch 1943 sind die Grundstücke bis Brodenbacher Weg nicht nummeriert nördlich der Friedhöfe ist Laubengelände und Baustellen, an der Falkenberger Straße ist ein Lagerplatz bis Bernkasteler Straße und die Baumschule gelegen, bebaut sind zwei Grundstücke: das Michaelissche und das Muchowsche Haus. Letztlich wurden in den 1960er Jahren AWG-Bauten (Wohnungsgenossenschaft Weißensee e. G.) die gegenüber den Friedhofsflächen liegenden viergeschossigen Wohnbaublöcke 1–25a (ungerade). Auf der geraden Seite sind 2 und 4 als sechs-/siebengeschossiges WEG-Haus zusammen mit Falkenberger Straße 162/163 1998/1999 erbaut worden. Der Alte Friedhof ist als Bernkasteler Straße 18 und der Adass-Israel-Friedhof als Wittlicher Straße 14 adressiert. Die Straße ist als 30er–Zone ausgezeichnet, 15 m breit mit einer sieben Meter breiten Fahrbahn. | |
| Woelckpromenade (Lage)          | 0240                                     | Carl Woelck (1868–1937), Amts- und Gemeindevorsteher von Weißensee (1907–1923)                                                                                   | um 1914                         | Entlang dieser großzügig angelegten Straße auf der Ostseite des Kreuzpfuhls sollte sich nach früheren Planungen ein „Gemeindeforum Weißensee“ herausbilden. Die Bebauungsentwürfe lieferte Carl James Bühring. Umgesetzt wurden zwischen 1908 und 1912 zahlreiche Wohntrakte, eine Gemeinde-Turn- und Festhalle mit Restaurant (Halle 1945 zerstört; Restaurant bis 1989 Kindergarten, nach Sanierung 1998 als „Frei-Zeit-Haus“ wieder eröffnet) sowie der Schulkomplex. Auch ein Ledigenwohnheim wurde vollendet (Hausnummer 1 und Pistoriusstraße 17). Das Gymnasium Woelckpromenade von Architekt C.J. Bühring wurde am 8. Juli 1910 eingeweiht. Der Namensgeber Jurist Woelck war Oberregierungsrat und nach seiner Amtszeit wohnte er erst in Friedenau (Ringstraße), dann in Lichterfelde (Unter den Eichen) auf dem (Gemeinde-)Friedhof Weißensee steht eine Familiengruft. | Turn- und Festhalle an der Woelckpromenade, 1923 · Wohnhaus an der Woelckpromenade · Wohnhaus an der Woelckpromenade                     |
| Zur Ringallee (Lage)            | 1000                                     | Ringalle | 29. Juli 2008                   | Die Straße liegt zwischen Rennbahn- und Roelckestraße um die ehemalige Radrennbahn herum im Nordwesten des Ortsteils, angrenzend an Heinersdorf und Stadtrandsiedlung Malchow. Die namensgebende Ringallee ist ein Umfassungsweg der „Sportanlage Rennbahnstraße“, die schon auf der Karte von 1928 Blatt 4323/4324 eingezeichnet ist und seit den 1920er Jahren auf der unverändert bestehenden Fläche von der Laubenkolonie „Rennbahn“ auf Pachtland der Stadt Berlin umgeben ist. Die um das Rennbahngelände liegende Kleingartenanlage zwischen der Ortsteilgrenze von Weißensee im Osten und Norden, der Rennbahnstraße im Süden und Roelckestraße als westliche Begrenzung wurde am Ende der 1990er Jahre umgewidmet und sollte zu einem Villenviertel ausgebaut werden. Die vorliegenden Grundstücke der Gartenkolonie wurden dem Liegenschaftsfonds Berlin übereignet und das Gartenland wurde zu Bauland der „Siedlung Rennbahn“. Nach der Widerstand der Anlieger wurden die meisten Grundstücke dem Land Berlin abgekauft und blieben im Eigentum des Vereins Siedlung Rennbahn. Ein auf der Fläche vorhandener Luftschutzbunker aus dem Zweiten Weltkrieg wurde abgerissen. Die Anwohner setzten eine Änderung des Flächennutzungsplans durch. Damit waren die in der Kolonie in DDR-Zeit vor 1989 erbauten Einfamilienhäuser erlaubt, aus den Grundstücken wurde Bauland. Die gesetzte Bedingung war der Anschluss an das öffentliche Straßennetz sowie an das Ver- und Entsorgungsnetz. Anlieger, die die Schotterpiste vor ihrem Grundstück selbst ausbauen, können Kosten sparen. Von der auf vorherigen Gartenwegen angelegten Straße ist die Sportanlage Rennbahnstraße umschlossen. Die frühere Radrennanlagen wurde durch vier Sportplätze, eine Sporthalle sowie eine Jugendverkehrsschule und die Sportanlage Roelckestraße ersetzt. Die Anlagenwege der Kleingartenanlage wurden zusammengefasst und unter dem gemeinsamen Namen Zur Ringallee gewidmet. Die Gartenparzellen wurden beginnend mit 1 von der Rennbahnstraße (Westecke der Sportanlage) zur Rölckestraße im Uhrzeigersinn nummeriert, endend mit 117. Die Führung ist durch ihre Entstehung verschlungen, sie ist im Berliner Straßenregister eine aufgewiesene Privatstraße (RBS-Klasse: PSTR, OKSTRA-Klasse P). Diese anlegerfinanzierte Straße wurde 2008 mit einer neuen Asphaltdecke fertiggestellt. Die Siedlung Rennbahn bedeckt eine Fläche von 114.219 m² und wurde 1924 erstmals in den Dokumenten erwähnt. Auf 117 Grundstücken wurden die ersten Wohnhäuser errichtet und durch den damaligen Magistrat von Berlin und das damalige Bezirksamt Weißensee wurde das Wohnen genehmigt und durch Wohnungszuweisungen bewirtschaftet. Ein Teil der Grundstücke sind mit Stadtgas und mit Telefonanschlüssen versorgt, einige bereits seit 1936. | |

## Umbenannte sowie nicht umgesetzte geplante Straßen und Plätze

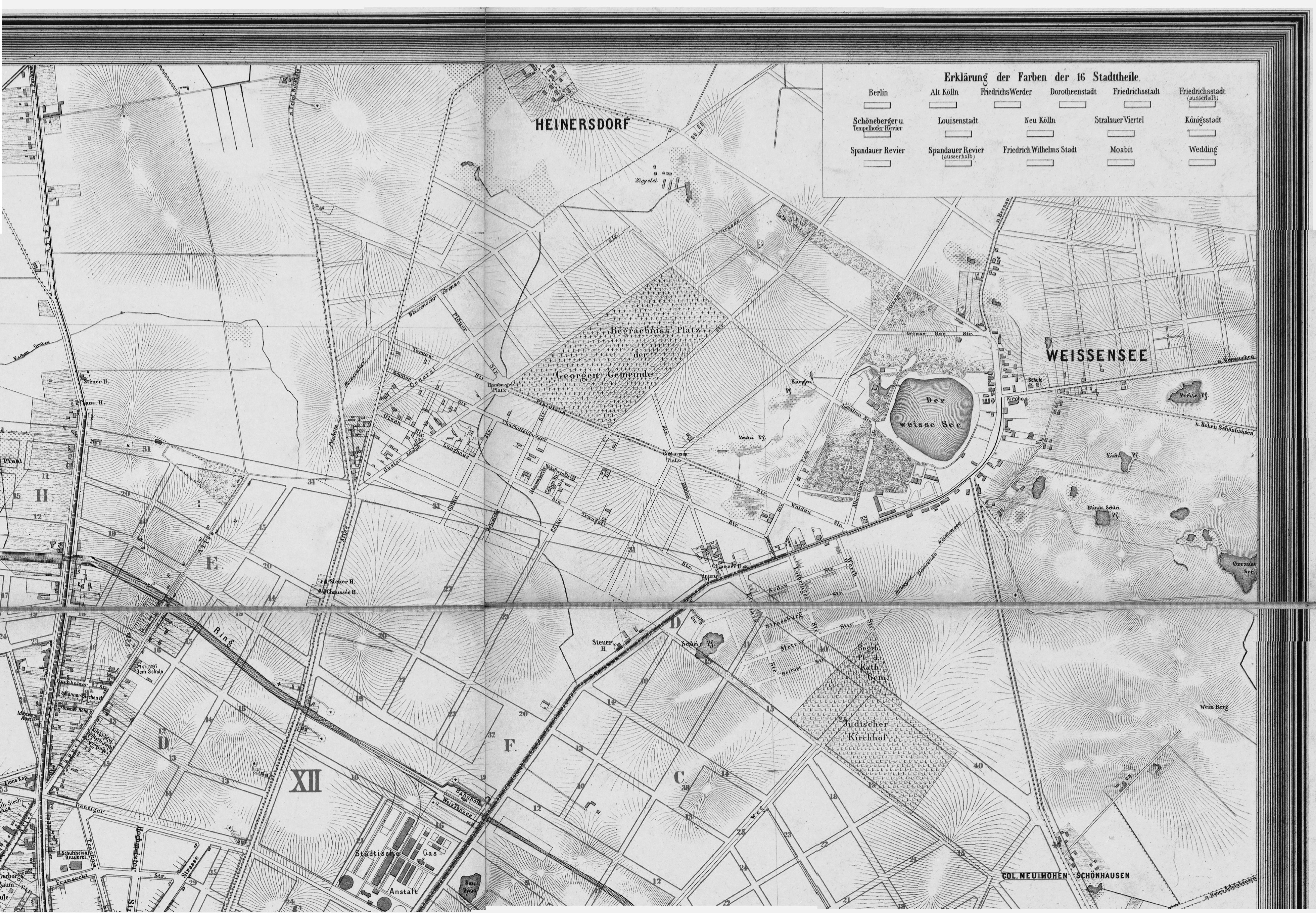
Straßensituation in Neu-Weißensee nach Plan von 1882

Vorwiegend sind umbenannte oder nicht ausgeführte oder überbaute Straßen und Plätze in der obigen Liste zusammen mit den bestehenden oder in der gleichen Lage vorhandenen Örtlichkeiten beschrieben. Im Folgenden sind einige nicht mehr genutzte Straßennamen mit dem geeigneten (oben beschriebenen) Listenelement verknüpft. Im Ortsteil gibt es verschiedene Gründe für umbenannte Straßen. Die aus Überlegungen des Ergebnisses zum Krieg 1870/1871 gewählten Straßennamen im Französischen Viertel von Neu-Weißensee stießen nach dem Zweiten Weltkrieg auf Widerstand und wurden nach Komponisten benannt. Die im Nordosten der (selbstständigen) Gemeinde Weißensee um 1890 Projectirten Straßen (Bauverein Weißensee in Liqu.) wurden in den 1920er Jahren neu geordnet, dabei fiel die Namenswahl auf Weinorte an der Mosel. Die Pläne zum Moselviertel wurden nur teilweise verwirklicht und in den 1960er Jahren nach neuer Planung bebaut und projektierte Straßenläufe geändert und überbaut.
- Am Realgymnasium → Paul-Oestreich-Straße
- Belfortstraße: unter diesem Namen wurde die Straße 1872 im Französischen Viertel trassiert und dann angelegt, 1951 wurde umbenannt: → Puccinistraße

- Berliner Straße: Auf der Trasse der Berlin–Bernauer Chaussee[293] lag im Gegensatz zur König-Chaussee auf dem zur Barnimer Landgemeinde Neu-Weißensee entwickelten Gelände des Gutsbezirks die Berliner Straße in der Gemeinde Weißensee. Im Adressbuch 1910 ist ihre Lage von der Lichtenberger Straße zur Feldmark Malchow verzeichnet.[294]

- Bismarckplatz: Die kleine Grünanlage an der Straßenkreuzung Berliner Allee/Bernkasteler Straße/Rennbahnstraße, wo sich noch auf einer kleinen Grünfläche der „Bismarckstein“ befindet, hieß ab 1912 bis 1945 Bismarckplatz,[7] danach wurde die Straßenkreuzung nicht mehr gesondert benannt und ist namenlos. DerGedenkstein wurde am 30. Juli 1908 zum zehnten Todestag Bismarcks enthüllt.

- Borchmannstraße: Sie wurde bereits im Berliner Adressbuch 1896 erwähnt.[295] Darin wird der Namenscharakter der Weißenseer Straßen deutlich: aufgeführt ist die II. Projectirte Straße mit dem Zusatz „genannt Borchmannstraße“.[296] Benannt ist sie nach dem Grundbesitzer Ernst Borchmann (1854–1896) der in der nach ihm benannten Straße eine Baumschule unterhielt. Auf der Karte von 1910 ist sie parallel südlich der Feldtmannstraße noch durchgehend bis an eine projektierte Straße (der späteren Perler Straße) aufgenommen, 1912[297] ist die Verkürzung in der Länge der Gehringstraße eingetragen. 1914 wurde sie in die → Gehringstraße als jener Teil, der von der Berliner Allee ins Betriebsgelände führt, einbezogen.

- Brauneberger Straße: Im Adressbuch 1940 als (im Moselviertel) projektierter Verkehrsweg von der Piesporter Straße genannt.[298] Brauneberg ist ein Weinort an der Mosel in der Nähe von Bernkastel-Kues. Ihre Lage ist auf der Karte von 1943 parallel zwischen Bernkasteler und Falkenberger Straße von Wittlicher bis über Neumagener Straße eingetragen. Sie ist damit am Südrand des Alten Kirchhofs Weißensee zur Straße 230 (Kochemer Straße) projektiert. Nach dem Zweiten Weltkrieg befand sich die Kleingartenanlage ‚Alt-Weißensee‘ auf dem Gelände, sodass die Straße nicht angelegt und die entfallene Trasse mit den Neubauten der 1960er Jahre zwischen Falkenberger und Bernkasteler Straße überbaut wurde.

- Coblenzer Platz: Der dreieckige Platz wurde vor 1914 (im geplanten Moselviertel) an der Franz-Joseph-Straße (→ Liebermannstraße) angelegt[299] mit der an der Nordecke mündenden Riebestraße durch eine südwärts und die südostwärts projektierten Straßen. Beide wurden nicht umgesetzt, sondern durch die Neumagener Straße ersetzt, die von der Mitte der Platzsüdseite abging. Nach 1952 wurde er in das Werksgelände angrenzender Betriebe (zwischen Bahntrasse und Liebermannstraße) einbezogen. Bereits vor 1933 wurde er Koblenzer Platz geschrieben. Benannt war er nach Koblenz durch dessen Lage an der Mosel.

- Cochemer Straße: Die Straße wurde im Nachweiser für Berlin und Umgebung 1914 genannt.[299] Sie war nur projektiert zwischen Falkenberger Straße und Franz-Joseph-Straße. 1935 war sie noch unbebaut im Berliner Adressbuch unter dem Namen Kochemer Straße aufgenommen und wird nach 1937 nicht mehr genannt. Auf dieser Trasse liegt der Straßenbahnhof Weißensee-Bernkasteler Straße. Auf dem Stadtplan 1921 ist die Cochemer Straße ab Falkenberger Straße östlich der Schule (Falkenberger Straße 183) über den Coblenzer Platz und die Industriebahn bis an die Ortsgrenze zu Malchow.[300]

- Cuxhavener Platz: Er war bereits vor 1874 unter diesem Namen angelegt. Beeinflusst durch den aus Hamburg stammenden Gutsbesitzer Schön und Initiator von Neu-Weißensee nach Cuxhaven an der Elbemündung benannt. In der Lage auf der Pistoriusstraße wurde der Name 1902 nach dem Kirchenbau zu Mirbachplatz umbenannt.

- Dasburger Weg (Siedlung Falkenhorst): Das im Ortsteil Alt-Hohenschönhausen liegende zur KGA ‚Feldtmannsburg‘ Abt. II und Abt. III gehörende Gebiet östlich der Perler Straße zwischen Industriebahntrasse, Hansastraße (damals: Falkenberger Straße) und dem Abzugsgraben der vormaligen Rieselfelder (→ Grenzlinie Alt- und Neu-Hohenschönhausen) gehörte bis in die 1980er Jahre zu Weißensee. So gehören die Planungen aus den 1920er Jahren für die Siedlung zwischen Industriegelände und Rieselfeldern zu Weißensee.[301] Im Adressbuch 1940 ist der Dasberger Weg[302] nach dem Ort im Rheinland zwischen einem projektierten Platz und dem Kyllberger Weg unter Weißensee eingeordnet. Für die Siedlung sind parallel zur Feldtmannstraße ab Berliner Allee Straße 231, weiter ab Piesporter Straße als Straße D (→ Bitburger Straße). Quer dazu liegen Straße 13 als Verlängerung der Riebestraße mit dem Platz B an der Feldtmannstraße, die schon angelegte Piesporter Straße, Straße 222 (→ Abflussgraben des Bitburger Teichs), Straße L (→ Perler Straße), Straße 224 (→ Waxweiler Weg), Straße 223 (→ Kyllberger Weg). Der projektierte Platz am Dasberger Weg belegt Abteilung III der KGA ‚Feldtmannsburg‘.

- Dorfstraße: Für die überlieferte Führung der alten Berlin–Bernauer Chaussee (Heerstraße von Berlin über Weißensee nach Oderberg) auf dem Gebiet des Dorfes Weißensee war (wohl) der Name Dorfstraße üblich. Außerhalb der Dorflage zur Gemarkungsgrenze wurde Malchower Weg, wohl auch Malchower Straße gewählr. Mit der Nähe des entstandenen Neu-Weißensee hieß sie nach 1884 wenigstens alternativ dazu Berliner Straße. Die Fortsetzung in Neu-Weißensee war die Königs-Chaussee und 1910 wurde der Name Berliner Allee zwischen der Gemarkung Malchow und der Berliner Weichbildgrenze gewählt.

- Elsaßstraße: wurde im Französischen Viertel vor 1874 nach dem im Deutsch-Französischen Krieg zum Deutschen Reich gekommenen Elsaß angelegt und bei dessen Umbenennungen → Mahlerstraße.

- Franz-Joseph-Straße: Die Straße erhielt ihren Namen anlässlich des 80. Geburtstags von Franz Joseph I., Kaiser von Österreich und Angehöriger des Hauses Habsburg-Lothringen. Bei den antiroyalistischen und antimilitaristischen Umbenennungen 1951 → Liebermannstraße.

- Friederikenstraße: Die Straße war um 1871 im Westen des Gutsbezirks geplant (Colonie Neu-Berlin) und lag parallel zur Seidenberger Straße vom Hamburger Platz zur Heinersdorfer Grenze. Laut Stadtplan Berlin von 1876 hieß sie bereits in jenem Jahr Plöner Straße. Nach mehreren Bauprojekten wurde die Trasse nicht umgesetzt. Benannt wurde sie nach Friederike Henriette Feldtmann (1844–1901) der Ehefrau des Weißenseer Amts- und Gemeindevorstehers Heinrich Feldtmann.

- Friedrichstraße: Die Straße war vor 1893 im anfangs unbebauten Süden von Neu-Weißensee angelegt worden. Das Adressbuch 1894 führt sie auf: 1 a.d. Lehderstraße, zwischen 5 u. 6: Streustraße, zwischen 10 u. 11: Langhansstraße, 21 a. d. Gäblerstraße, 22 a. d. Charlottenburger Straße, zwischen 33 u. 34 Langhansstraße, zwischen 37 u. 38 Streustraße, 42 a. d. Lehderstraße.[303] Bei den Umbenennungen 1951 wurde die nach Kaiser Friedrich III. benannte zur → Börnestraße.

- Generalstraße: Mit der Aufgliederung des Gutsbezirks wurde der parallel zur Heindersdorfer Grenze liegende mittlere Straßenzug zur Gustav-Adolf-Straße um 1871 als generelle, also allgemeine (zentrale) Straße benannt. Der Ausbau schritt von Südwest nach Nordost fort. Für das Gebiet jenseits der Pistoriusstraße bestanden wechselnde Baupläne. Auf der Karte von 1921 ist die Trasse jenseits der Pistoriusstraße als Straße 72 bis zum Platz 18 eingetragen. Parallel liegen Straße 69 → Am Steinberg und dazwischen Straße 70, quer verlaufen Straße 75, Straße 76, Straße 77. Weiter nach Nordosten folgen in Verlängerung der Amalienstraße (Straße 81), der Großen Seestraße (Straße 82) und der Gäblerstraße (Straße 19 mit Anschluss in Heinersdorf) Querverbindungen, während in der Trasse der ursprünglichen Generalstraße eine Straße 74 mit dem anliegenden Platz 19 folgt und der Platz 17 nahe Hamburger Platz liegt.[300] Wie aus dem amtlichen Stadtplan von Berlin[269] ersichtlich wurde lediglich um die Seidenberger Straße (Straße75) und Gustav-Adolf-Straße gebaut. Im Adressbuch ist die Generalstraße von Langhans-/ Heinersdorfer Straße über Pistoriusstraße als Laubengelände und mit Wohngebäuden zur Seidenberger Straße ausgewiesen. In dieser Lage wurde sie 1951 umbenannt → Jacobsohnstraße.

- Goebenstraße: Von der Langhansstraße ab wurde vor 1876 ein U-förmiger Straßenzug angelegt. Dessen östliche Trasse wurde nach dem preußischen General der Infanterie August Karl von Goeben benannt, dem kommandierenden General des VIII. Armee-Korps, die anderen beiden Straßen des U-Bogens nach den Generälen des IX. und X. Armeekorps. Bei den antimilitaristischen Umbenennungen von 1951 erhielt sie den Namen → Goyastraße.

- Heinersdorfer Straße: Der vom Dorf Weißensee nördlich vom Weißen See (Großer See) nach Heinersdorf führende Weg wurde um 1871 zur Heinersdorfer Straße in der Gemeinde Weißensee. Durch die Lage am Rande des Gutsbezirks bildete sie die Grenze von Weißensee und Neu-Weißensee. Mit dem Bau der Pferderennbahn erfolgte 1878 die Benennung in → Rennbahnstraße. Mit dem Bauprojekt eines Wohnviertels

Neben dieser West-Ost-Verbindung nach Heinersdorf existierte die von der Uckermärkischen Heerstraße (Prenzlauer Allee) als Süd-Nord-Verbindung bestehende Heinersdorfer Weg, der in der Landgemeinde Neu-Weißensee seit um 1905 Heinersdorfer Straße hieß.
- Hohenschönhauser Straße: Der Fahrweg vom Dorf Weißensee nach Hohenschönhausen wurde in den Gründerjahren befestigt, auf der Karte 1882 ist sie als „gehobener Weg“ nach Hohenschönhausen eingetragen. Sie gehört zur Gemeinde (Alt-)Weißensee und führte von der Gartenstraße (20 Meter an der Falkenberger Straße) nach Osten südlich vom Breite Pfuhl in Richtung der Hauptstraße in Hohenschönhausen.[304] Nach der Ortsgrenze zwischen Weißensee und Hohenschönhausen (→ Orankestrand) führte der Weißenseer Weg in der Trasse der späteren Suermondtstraße weiter. Als unbebaute Straße wird sie zunächst nur als Querstraße der Gartenstraße im Adressbuch genannt. Erst später im Adressbuch aufgenommen, beispielsweise 1900[305] oder 1914.[306] Mit dem Bauprojekt der Gemeinde Weißensee vom Beginn der 1910er Jahre für ein Wohnviertel südlich der Hohenschönhauser Straße im Karree Gartenstraße bis zur Ortsgrenze von Hohenschönhausen werden mit der projektierten Kirche an der Kreuzung Straße 90 und (verlängerte) Wegenerstraße[307] wird parallel zur Hohenschönhauser Straße die Straße 40 projektiert.[308] Diese als Buschallee angelegte Straße führt zum Platz 30 (Kreuzung Hohenschönhauser Straße mit Straße 90) und übernimmt die Bedeutung als Verbindung nach Hohenschönhausen. Die Buschallee ist zweistreifig mit Mittelstreifen auf 30 m Breite ausgelegt im Gegensatz zur nur sieben Meter breiten Hohenschönhauser Straße. So endet sie Ende der 1920er Jahre am Platz 30 stumpf, wird in den 1930er Jahren in den Beginn der Straße 220 (der in der Gleisschleife aufgeht) geführt. Das kreuzende Straßenprojekt Straße 219 wird in den Nachkriegsjahren von Kleingärten benötigt. Diese werden letztlich mit den Wohnbauten „Falkenberger Straße Süd“ in den 1960er Jahren überbaut.

- Kirchhofstraße: An der Falkenberger Straße waren vor 1895 offensichtlich Baupläne des Bauvereins Weißensee i. Liqu. vorgesehen.[309] Insbesondere waren Zugangswege auch für die Friedhöfe und Grundstücke benötigt. Die Kirchhofstraße gibt einen Einblick in die Entwicklung. Bereits 1894 ist die Projectierte Straße von der Falkenberger Straße 26/27 genannt. 1896 wird die IV. Projectirte Straße (ab Falkenberger Straße 26: Baumschule) als Kirchhofstraße „genannt“. Grundstück 26 und 27 liegen an der Südseite, die Straße führte nach Norden und ist im Adressbuch 1898 zwischen 26 und 27 als III. Projectirte Straße, und die IV. Projectirte Straße ist zwischen 29 und 30 aufgenommen. Beide führen zur Gärtnerei Stephan, zum jüdischen Friedhof Adaß Jisroël und dem Kirchhof der Gemeinde Weißensee. Das an der Straßennordseite liegende Grundstück 160–165 ist noch Ende der 1930er Jahre unbebaut. Die beiden an den Friedhöfen begrenzenden Straßen sind 1900 als Straße 15 und Straße 16 aufgenommen und werden nach 1910 (in der vereinigten Gemeinde) als Wittlicher und Piesporter Straße benannt.

- Klement-Gottwald-Allee: Die seit 1910 bestehende Weißenseer Hauptgeschäftsstraße Berliner Allee wurde am 13. Juni 1953 nach dem im März 1953 verstorbenen Staatspräsident der Tschechoslowakei Klement Gottwald benannt. An der Umbenennung nahm der Oberbürgermeister von Prag Vaclav Vacek teil. Der Akt wurde im Verordnungsblatt für Groß-Berlin vom 5. Oktober 1953 nachträglich bekannt gemacht. Die Rückbenennung erfolgte am 31. August 1991.

- Kniprodeallee: Am 10. Juli 1933 wurde der auf der Trasse der Straße 90 bereits angelegte Abschnitt im Osten Weißensees nach dem Hochmeister des Deutschen Ritterordens Kniprode benannt. Die Bezeichnung der Trasse Verlängerte Kniprodestraße geht auf die Straße 25 des Hobrechtplans zurück, die innerstädtische Kniprodestraße. Mit dem Anlegen der Verbindung zur Großsiedlung Hohenschönhausen wird sie 1988 ein Teil der → Hansastraße.

- König-Chaussee: Diesen Namen erhielt nach 1884 der durch (den Osten von) Neu-Weißensee führende Abschnitt der Berlin-Bernauer Chaussee. Im Adressbuch 1894[310] ist sie nahezu vollständig bebaut von (West) 1 a.d.Berliner Straße bis 42 u. 43 a.d. Gürtelstraße und wegen der Hufeisennummerierung zurück zu 91 a.d. Berliner Straße. 1910 nach der Vereinigung von Weißensee mit Neu-Weißensee wurde der gesamte im Berliner Vorort liegende Straßenzug zu Berliner Allee genannt. Der Name König-Chaussee beruht darauf, dass die Chaussee-Kosten für den Straßenzug der Heerstraße auf Initiative der preußischen Verwaltung aus den staatlichen (königlichen) Finanzen gedeckt wurden. Das Steuerhaus stand noch auf Berliner Flur, das Chausseehaus am Antonplatz.

- Kronprinzenstraße: Mit den Straßen im Französischen Viertel von Neu-Weißensee wurde sie um 1871 geplant, aber erst später angelegt und bebaut. Die Namenswahl bezieht sich auf Friedrich III., der als Kronprinz preußischer Feldherr im Deutsch-Französischen Krieg war. Er verstatb als 99-Tage-Kaiser im Jahre 1888. Im Jahr 1951 erfolgte die Benennung in →  Borodinstraße.

- Lichtenberger Straße: Es ist die historische Verbindung (Lichtenberger Weg) vom Dorf Weißensee nach Süden zum Ort Lichtenberg, später auch der „Colonie Hohenschönhausen“. Am 8. November 1985 erfolgte im Jahr nach dem Tod von Indira Gandhi in Anwesenheit des damaligen indischen Vizepräsident Ramaswami Venkataraman die Umbenennung → Indira-Gandhi-Straße.

- Lindenplatz: Vor 1909 wurde der Schmuckplatz mit der Ausdehnung der Bebauung im Viertel über die Lindenallee hinweg angelegt. Am 20. Mai 1937 wurde der Platz nach dem Anhänger der NS-Bewegung Georg Preiser benannt, aber 1947 wurden Straßennamen entnazifiziert und der Platz wurde als → Solonplatz umbenannt.

- Lothringenstraße: wurde im Französischen Viertel vor 1874 nach dem im Deutsch-Französischen Krieg zum Deutschen Reich gekommenen Lothringen angelegt. Aus antimilitaristischen Gründen nach dem jüdischen Widerstandskämpfer in → Herbert-Baum-Straße benannt.

- Lüdersdorfstraße: Vor 1874 eingerichtet verband sie die König Chaussee mit der Charlottenburger Stra zur Pistoriusstraße und setzte sich in der → Parkstraße fort in die sie um 1890 einbezogen wurde. Die Namensgebung bezieht sich auf den Rittergutsbesitzer Friedrich Wilhelm Lüdersdorff, der 1872 das Rittergut Weißensee für 700.000 Taler an den Hamburger Großkaufmann Gustav Adolf Schön verkaufte. Er war Neffe von Leberecht Pistorius.

- Magnusstraße[311]: Als westliches Teilstück der Charlottenburger Straße erhielt sie ihren Namen nach dem Bankier Victor Karl Freiherr von Magnus (1830–1872), der den Rittergutsbesitzer Schön und den Initistor von Neu-Weißensee Langhans in ihren Plänen finanziell unterstützte. Die Straße war auf einer Karte von 1874 eingezeichnet, wurde am 17. September 1875 für öffentlich erklärt. 1878 wurde sie umbenannt oder sie war alternativ als Schlüterstraße[312] Spätestens 1890 wurde dieser Abschnitt westlich der Gustav-Adolph-Straße (der Colonie Neu-Berlin) in die → Charlottenburger Straße von Neu-Weißensee einbezogen.

- Malchower Chaussee: Die Fortsetzung der Berliner Straße war im Abschnitt nach Norden unter diesem Namen genannt. Gleichzeitig war in Gegenrichtung für den gleichen Teil der Heerstraße von Berlin durch Weißensee und Bernau nach Oderberg der Name Weißenseer Weg genutzt.

- Mansteinstraße: Von der Langhansstraße ging nach Norden ein U-förmiger Straßenzug ab. Dessen westlicher Ast wurde vor 1876 nach Gustav von Manstein benannt, der im Deutsch-Französischen Krieg das Armeekorps bei der Einnahme von Metz führte. Nach 1884 wurde die Straße in → Scharnweberstraße benannt.

- Metzstraße. Die vor 1874 auch als Metzer Straße eingerichtete dritte Parallelstraße zur König Chaussee im Französischen Viertel wurde bei den Umbenennungen 1951 zur → Gounodstraße. Namensgebend war der Fall von Metz nach mehrwöchiger Belagerung im Deutsch-Französischen Krieg.

- Moselplatz: Ein an der Bernkasteler Straße an der projektierten Straße 231 (etwa als Ürziger Straße) für das Moselviertel vorgesehener Platz war vor 1914 eingerichtet worden und blieb unbebaut, nach anderen Bebauungsplänen war dort die Straße 256 projektiert. Nach 1952 wurde die Trasse aufgegeben. Seither wurden die dreigeschossigen Häuserzeilen Bernkasteler Straße 72–72e, 73–73e um eine Grünfläche erbaut. Die Namenswahl erfolgte mit den umgebenden Straßennamen nach Weinorten an der Mosel.

- Otzenstraße: Die nach vor 1874 nach dem Architekten Johannes Otzen benannte Straße bildete die westliche Fortsetzung der Langhansstraße zwischen Gustav-Adolf-Straße und der Heinersdorfer Straße für die „Colonie Neu-Berlin“. Mit der Landgemeinde Neu-Weißensee wurde sie 1878 in die → Langhansstraße einbezogen.

- Parkweg war der Vorgänger der → Parkstraße.

- Plöner Straße: Die vor 1876 vorgesehene nach Plön benannte Straße war vom Hamburger Platz zur heinersdorfer Grenze über die Generalstraße hinweg vorgesehen. Mit geänderten Bebauungsplänen wurde sie nach 1905 noch unbebaut aufgegeben.

- Preiserplatz: Der Lindenplatz wurde am 20. Mai 1937 nach dem Anhänger der NS-Bewegung Georg Preiser (1913–1932) benannt, der als Kameradschaftsführer der Hitlerjugend während einer politischen Auseinandersetzung in Vorbereitung der Reichspräsidentenwahlen ums Leben kam. Am 31. Juli 1947 wurde neu als → Solonplatz benannt.

- Riebestraße: Die 1917 angelegte Straße wurde nach dem Unternehmer August Riebe (1867–1936),[313] dessen „Kugellager- und Werkzeugfabrik Riebe“ an der Straße lag.[314] Schon 1928 ist der Abschnitt wischen Gehring- und Feldtmannstraße nur als projektiert eingetragen.[315] Im Adressbuch 1940 ist sie zwischen Franz-Joseph-Straße/ Koblenzer Platz und Gehringstraße eingetragen,[316] 1943 fehlt sie im Verzeichnis und ging in als Straße im Betriebsgelände auf.

- Ringofenstraße: Für den Nordosten der (damals selbständigen) Gemeinde (Alt-)Weißensee zwischen Berliner und Falkenberger Straße sind im Adressbuch 1896[295] mehrere „Projectierte Straßen“ genannt. Die III. Projectirte Straße besitzt den Zusatz „gen. Ringofenstraße“. Sie geht an der Berliner Straße zwischen 65 und 66 ab, neben dem Reichschen, Lehmannschen, Buchholtzschen und Erdmannschen Haus, sind Baustellen und Gärten genannt. Im Adressbuch 1894 noch nicht genannt, ist sie 1898 noch enthalten ohne den Zusatz. Nach den Angaben zur Berliner Straße lag diese auf der Westseite, zudem ist ein weiterer Teil der III. Projectirten Straße zwischen Falkenberger Straße 23 und 24 abgehend (ohne den Zusatz Ringofenstraße) aufgeführt, an der der Barthomäus-Kirchhof liegt. Der Name Ringofenstraße weist auf eine Ziegelei. Im Adressbuch 1900 ist die → Feldtmannstraße zwischen Berliner Straße 65 und 66, zudem an der Ostseite zwischen 87 und 88 genannt.[317]

- Salomonstraße: Sie war parallel zur Plöner Straße vorgesehen und erhielt den Namen nach dem hier ansässigen Grundstücksbesitzer Salomon, wurde jedoch nicht offiziell benannt. Auf der Karte von 1912 noch unter diesem Namen zu finden,[297] erhielt sie mit geänderten Bebauungsplänen die Bezeichnung Straße 203 → Bühringstraße.

- Schloßstraße: Sie war die Zufahrtsstraße zum 1859 anstelle des Gutshauses errichteten Weißenseer Schlosses, das 1874 zu einem Restaurant gewandelt wurde. Als das „Schloß“ 1919 abbrannte, entfiel die Straßenbezeichnung nach 1919. Als unbebaute Verbindung ist sie im Adressbuch nicht aufgenommen.

- Sedanstraße: Die vor 1874 eingerichtete und nach der Schlacht bei Sedan 1870 im Deutsch-Französischen Krieg benannte Straße im Französischen Viertel wurde 1951 mit den umgebenden Straße umbenannt: → Bizetstraße.

- Straßburgstraße: Mit dem Französischen Viertel eingerichtet wurde sie nach Straßburg benannt. 1951 erfolgte die Umbenennung in → Meyerbeerstraße.
- Straße 209: Sie wurde mit den Bebauungsplänen im ursprünglichen Verlauf der Amalienstraße zwischen Gustav-Adolf-Straße und Heinersdorf angelegt und bebaut. Die Straße wurde am 39. Todestag Litfins benannt: → Günter-Litfin-Straße

- Straße d, Straße 27, Straße 28, Straße 12, Straße 13, Straße 14, Straße 15, Straße 16, Straße 17[Anm. 10]: Bereits im Adressbuch 1894 gibt es von der Falkenberger Straße projektierte Straßen. Das Adressbuch 1900 enthält (teilweise im Eigentum des „Bauverein Weißensee i. Liqu.“): Straße 13 (ab Falkenberger Straße zw. 176 und 177), Straße 14 (ab Falkenberger Straße zw. 170 und 171), Straße 15 (ab Falkenberger Straße zw. 165 und 166), Straße 16 und 17 (ab Falkenberger Straße), Straße 18 (ab Falkenberger Straße zw. 148 und 149), sowie Straße 19 (ab Falkenberger Straße zw. 143 und 144).[318] Im Nordosten von Berliner und Falkenberger Straße („Moselviertel“) ist auf der Karte im Adressbuch 1910 ein unbenanntes Straßenraster[319] aufgenommen, das 1912 südlich der (1907 eröffneten und nun eingetragenen) Industriebahntrasse mit den aufgeführten nummerierten Straßen hinterlegt ist.[297] Dabei liegt die Straße 28 parallel nördlich der Falkenberger Straße in Verlängerung der Rennbahnstraße nach Osten (bis Straße T), nördlicher liegt die Straße 27 von der Berliner Straße am Nordrand des Jüdischen Friedhof bis Straße 16 und unterhalb der Industriebahn ist die Straße d notiert. Die Straßen 12–17 sind von West nach Ost die Querstraßen. Im Adressbuch 1912 (Straßenteil) sind ab Falkenberger Straße (zwischen 184 und 185) Straße 12 mit der Gemeindeschule und Straße 15 ab Falkenberger Straße 165 und 166 mit der Baumschule an der Falkenberger Straße, dem Kirchhof der Gemeinde Weißensee und dem Friedhof der jüdischen Gemeinde. Im Jahr 1912 wurde am Westende der Straße 28 der Bahnhof 22 der Großen Berliner Straßenbahn erbaut.[320] Im Adressbuch 1914 sind die (Nummern-)Straßen im „Moselviertel“ benannt und teilweise als Neubau[Anm. 1] dabei wurde das Straßenraster geändert.
  - Berncasteler Straße mit Straßenbahnhof und Gemeindeschule aus der → Straße 28;.
  - Brodenbacher Straße: ab Cochemer Straße unbebaut, → Straße 27
  - Brauneberger Straße (ab Cochemer Straße, unbebaut) zwischen Brodenbacher und Berncasteler Straße
  - Cochemer Straße ab Falkenberger Straße (unbebaut)
  - Caseler Straße: unbebaut ab Berliner Allee
  - Coblenzer Platz an der Franz-Joseph-Straße (unbebaut)
  - Cochemer Straße ab Berliner Allee (unbebaut)
  - Franz-Joseph-Straße auf der Trasse Straße d mit Baustellen verzeichnet im Lauf nach Osten von Rennbahnstraße, Berliner Allee, Trarbacher Straße, Cochemer Straße, Uerziger Straße, Trierer Straße, Piesporter Straße
  - Graacher Straße ab Berliner Allee (unbebaut)
  - Moselplatz an der Berncasteler Straße (unbebaut)
  - Neumagener Straße ab Falkenberger Straße (unbebaut)
  - Piesporter Straße ab Falkenberger Straße (unbebaut) in der Trasse von Straße 16
  - Trarbacher Straße: ab Berncasteler zur Franz-Joseph-Straße, westseitig Graacher und Wehlener Straße; sieben Neubauhäuser, vier Mehrparteienhäuser, vier Bauten, sechs Baustellen[Anm. 1]
  - Trierer Platz an der Trierer Straße (unbebaut)
  - Trierer Straße ab Berliner Allee (unbebaut) statt Straße 12 aber schräg nach Nordost
  - Uerziger Straße ab Falkenberger Straße (unbebaut)
  - Wehlener Straße ab Berliner Allee (unbebaut)
  - Wittlicher Straße ab Falkenberger Straße zwischen 165 und 166 mit den Einrichtungen wie vorher Straße 15

Diese in den 1910er Jahren projektierten Straßenläufe des „Moselviertels“ wurden nur teilweise umgesetzt. Nach dem Ersten Weltkrieg und Inflation wurden neue Bauprojekte mit verändertem Straßenlauf geplant. Einige projektierte Straßenzüge wurden in den 1930er Jahren aufgehoben und die Neumagener Straße durchgezogen und bebaut. In den Nachkriegsjahren (Ende der 1940er und 1950er Jahre) wurden verbliebene Freiflächen für Kleingärten genutzt und in den 1960er Jahren mit Typenbauten aufgefüllt.
Hinzu kommen nördlich der Falkenberger Straße abgehend: die Straße 18 (→ Giersstraße) mit dem Steinmetzplatz und dem Eingang des St. Bartholomäus-Kirchhof. Die Straße 19 ab Falkenberger Straße 143 und 144 ist mit dem Müllerschen Haus, einer Schweinezüchterei, und Baustellen eingetragen, sie endete wohl durch eine Erweiterung des Friedhofs.
Im Übrigen sind im 1900er Adressbuch von der Falkenberger Straße nach Süden abgehend die 30er Straßen angegeben, wobei auch hier ein Teil der Grundstücke für den „Bauverein Weißensee in Liqu.“ als Eigentümer genannt ist. Zwischen 4 und 5 beginnt es an der Südseite der Falkenberger Straße mit Garten- und Hohenschönhauser Straße, 24 bis 25 Straße 36, Straße 35 zwischen 33 und 34, zwischen 40 und 41: Straße 34, gefolgt von Straße 33 (46 und 47 → Giersstraße), Straße 32 (52 und 53). Die Straße 31 zwischen 69 und 70 führt vom Nordost-Abschnitt nach Ost, gegenüber nach West sind Straße 24 zwischen 100 und 101, sowie Straße 29 zwischen 120 und 121, der Platz E (→ Franz-Joseph-Straße → Liebermannstraße) zwischen 130 und 131 aufgeführt. Für diese Bauprojekte gilt wohl ebenfalls, dass spätere Siedlungen diese Pläne änderten. So wurden Straße 24 und Straße 29 durch die Falkenhorst-Siedlung geändert. Während Straße 31 in der Lage gegenüber der Liebermannstraße wohl keine Entsprechung fand.
- Tornowstraße: Sie wurde vor 1876 zwischen Hamburger Platz und der Heinersdorfer Straße eingerichtet. W. Tornow war Grundstückseigentümer und Anlieger der nach ihm benannten Straße (in der „Colonie Neu-Berlin“), er betätigte sich als Abbruchunternehmer. 1975 nicht öffentlich anerkannt wurde sie 1878 in die Pistoriusstraße einbezogen.

- Traugottstraße: Die nach dem Bankier Traugott Busse (1834–1898) benannte Straße war auf einer Karte von 1874 eingezeichnet und am 17. September 1875 wurde sie für öffentlich erklärt. 1878 wurde sie als östlich der Roelckestraße liegender Teil in die Langhansstraße einbezogen. Busse war Inhaber des Bankhauses A. Busse & Co und emittierte 1872 die Aktien der Weißenseer „Bau-Gesellschaft für Mittelwohnungen“ und verwaltete für die „Terrain-Gesellschaft Weißensee“ den Bodenkomplex

- Trianonpark: Im Weißenseer Adressbuch von 1915 ist der Trianonpark an der Berliner Allee genannt,[322] unter diesem Namen noch 1920 als Sehenswürdigkeit aufgeführt.[323] Der Name ist bis zum Adressbuch 1940 aufgenommen, 1940 jedoch mit dem Zusatz „s. Weißenseer Park“[324] Es ist eine zunächst amtliche, aber nicht eingebürgerte Bezeichnung des Parks am Weißen See, nachdem der Schlosspark in das Eigentum der Gemeinde überging. Durch die Bildung von Groß-Berlin kam der Park in die Verwaltung des Bezirksamtes Weißensee.

- Trierer Platz: Mit den Bauplänen zum Moselviertel wurde er vor 1914 zusammen mit der Trierer Straße eingerichtet.[325] Trier liegt zwischen Hunsrück und Eifel in einer Talerweiterung der Mosel. Im Adressbuch ist er noch 1943 als unbebaut an der Trierer Straße aufgenommen. ursprünglich war die Trierer Straße schräg durchlaufend zwischen Berliner Allee / Falkenberger Straße und der Franz-Joseph-/ Piesporter Straße projektiert,[326] der Trierer Platz war an der Kreuzung von Trierer, Ürziger, Brodenbacher Straße vorgesehen. Nachdem das vollständige Bauprojekt nicht umgesetzt und die Trierer Straße verkürzt wurde, entfiel der Trierer Platz und wurde in den 1960er Jahren mit Brodenbacher Weg 6–18 überbaut (Südran: Neumagener Straße 15c–16a).

- Uckermärkische Straße: Als Teil der Heerstraße nach Prenzlau war sie von der Uckermärkischen Ritterschaft als Chaussee ausgebaut worden. Im Bereich von Weißensee (Neu-Weißensee) wurde der Lauf der Prenzlauer Chaussee zwischen 1878 und 1908 als Uckermärkische Straße und bis 1912 als Uckermarkstraße geführt. Letztlich erfolgte die Benennung von Berlins Rand (bis da Prenzlauer Allee) als → Prenzlauer Promenade aufgenommen.

- Ürziger Straße: Die Straße führte durch das Moselviertel,[299] benannt nach dem Weinort Ürzig an der Mosel (im Landkreis Bernkastel-Wittlich). Vor 1914 projektiert ist sie im Adressbuch 1914 ab Falkenberger Straße noch unbebaut aufgenommen. Der vorgesehene Lauf lag zwischen Falkenberger Straße (zwischen Neumagener und Wittlicher Straße) über Brauneberger, Bernkasteler, Trierer und Brodenbacher Straße zum Coblenzer Platz an der Liebermannstraße. Das Bauprojekt wurde nicht vollendet. Dafür wurde in einem neuen Bebauungsplan als Straße 255 bezeichnet und führte bei der Benennung am 30. Oktober 1936 vom Brodenbacher Weg zur Bernkasteler Straße.[327] Mit den Baumaßnahmen der 1960er Jahre nördlich der Bernkasteler Straße und dem Querast der Neumagener Straße verblieb eine Sackgasse am Brodenbacher Weg 6 und 10. Verblieben ist ein Freiraum zwischen dem Block Bernkasteler Straße 75–75e zum östlich liegenden Spielplatz, und die als Zufahrt zur Brodenbacher Weg 8 (hinter 6) genutzte Trasse am querstehenden Wohnblock Neumagener Straße 15–16c. Der Straßenname wurde am 17. Juni 1998 mit der Einziehung als öffentliches Straßenland aufgehoben.

- Verlorener Weg: Der Verlorene Weg ist auf dem Plan von 1882 von der Nordecke des Friedrichshains beginnend zur Straße zwischen Weißensee und Lichtenberg führend eingetragen. Im Hobrechtschen Plan ist er aufgenommen und wird im Planbereich XIII-1 als Straße 25 aufgenommen. Der Straßenzug wurde im innerstädtischen Bereich zur Kniprodestraße und wurde auf Weißenseer Territorium anteilig zur Verlängerten Kniprodestraße und führte südöstlich außerhalb des Gutsbezirks Weißensee entlang. Mit der Eröffnung des Jüdischen Friedhofs führt die Trasse durch diesen hindurch und wird unterbrochen. Im östlichen Teil lief er am Südrand des Französischen Viertels als Verlorener Weg weiterhin und durch das Gelände der israelitischen Arbeiterkolonie von der Ecke Indira-Gandhi-Straße/Orankeweg zur Ecke Smetana-/Chopinstraße.[66] Nach 1920 wurden im Wegbreich Kleingärten eingerichtet. Durch den Bau der AWG-Wohnhäuser rund um die Otto-Brahm-Straße zu Anfang der 1960er Jahre wurde er beseitigt[300][328] und durch die Trassenführung der Chopinstraße im Zuge der Verlängerten Kniprodestraße ersetzt. Diese weiterführende Trasse wurde bereits in den 1930er Jahren angelegt und 1933 als Kniprodeallee benannt. Zur Problematik der Führung durch den Jüdischen Friedhof finden sich Ausführungen unter Hansastraße.

- Voigts-Rheetz-Straße: auch Voigts-Rhetz-Straße wurde vor 1876 eingerichtet und nach dem preußischen Offizier Konstantin Bernhard von Voigts-Rhetz (1809–1877) benannt. Es ist die den von der Langhansstraße abgehenden U-förmigen Straßenzug abschließende Verbindung. Es bestand wohl in den Gründerjahren eine Ausbauabsicht, da alle drei Straßen nach den Infanteriegenerälen des VIII., IX., X. Armeekorps (Goeben, Manstein, Voigts-Rhetz) benannt sind. Es verblieb jedoch das erst Mitte der 1930er Jahre nahezu unbebaute Gelände. Die Umbenennung am 9. September 1931 wurde damit begründet, dass der Name in seiner Schreibweise zu kompliziert und dadurch ständige Fehlerquelle sei. Seither heißt sie → Eilveser Straße.

- Waldaustraße: Mit der Parzellierung und Trassierung in Neu-Weißensee wurde sie vor 1874 eingerichtet. Die Straße begrenzte den Schloßpark und lag zwischen Parkstraße und Berliner Allee. Die Straße war auf einer Karte von 1874 eingezeichnet und wurde am 17. September 1875 für öffentlich erklärt. Sie wurde 1878 in die Pistoriusstraße einbezogen. Die Waldaue war eine von Bäumen gesäumte Wiese am Rande des Weißenseer Schlossparks.[329]

- Weißenburgstraße: Die seit vor 1875 eingerichtete Straße blieb zunächst unbebaut. Zwischen Sedanstraße und König Chaussee zum Französischen Viertel um 1890 angelegt, wurde sie 1951 in → Rossinistraße benannt. Namensgebend war Weißenburg im Elsaß. Ab 1871 zum Deutschen Reich gekommen, war es Sitz einer Kreisdirektion im Reichsland Elsaß-Lothringen. Im Adressbuch 1900 ist sie zwischen König-Chaussee und Sedanstraße eingetragen. In Hufeisennummerierung gehören 1 und 6 zur König-Chaussee. Das Grundstück 2 mit drei Bewohnern gehört dem Roßschlächter C. Schumann der im Eckhaus zur König-Chaussee (Nr. 45) wohnt. Nummer 3 ist ein Zweiparteienhaus, 4 an der Sedanstraße ist ein Sechsparteien-Mietshaus, an der Ostseite steht das Wohnhaus 5 aus dem Jahr 1884, das noch als denkmalgeschützt (Rossinistraße 5) besteht. Die Bombenschäden an der Berliner Allee wurden in den 1960er Jahren neu bebaut, wobei Weißenburgstraße (schon als Rossinistraße) 1 und 6 einbezogen wurden, Grundstückr 3 und 4 blieben bis 2015 brach.

- Wilhelmstraße: Als Parallelstraße zur Friedrichstraße war sie um 1890 zwischen Lehderstraße und Cuxhavener Platz angelegt worden.[330] Den Namen erhielt sie nach Kaiser Wilhelm, wobei sowohl der 1888 verstorbene Wilhelm I. als auch der regierende Wilhelm II. namensgebend gewesen sein kann. Aus antiroyalistischen Überlegungen wurde sie 1951 in → Behaimstraße benannt.

- Woeltges Straße: 1872 parzellierte der Weißenseer Amtsvorsteher Ludwig Woeltge[115] das von Schön erworbene Gelände am Rande des Berliner Weichbilds für eigene Spekulationen und benannte die angelegte Straße nach sich. Jedoch wurde sie mit den Öffentlich-Erklärungen in Neu-Weißensee 1874/1875 in die → Goethestraße aufgenommen.

- Wörthstraße: Als erstes Quartier wurde das „Französische Viertel“ in Neuweißensee vor 1874 eingerichtet und projektiert. Die Wörthstraße war auf einer Karte von 1874 eingezeichnet und wurde am 17. September 1875 für öffentlich erklärt. Die elsässische Stadt Wœrth (Wörth an der Sauer) war im Ergebnis des Kriegs gegen Frankreich 1870/1871 an das Deutsche Reich gekommen. Zu Kriegsbeginn war sie durch die Schlacht bei Wörth bekannt geworden. Mit den Umbenennungen der Straße im Französischen zum Komponistenviertel erhielt sie 1951 den Namen → Smetanastraße.

## Weitere Örtlichkeiten von Weißensee

### Kleingartenanlagen

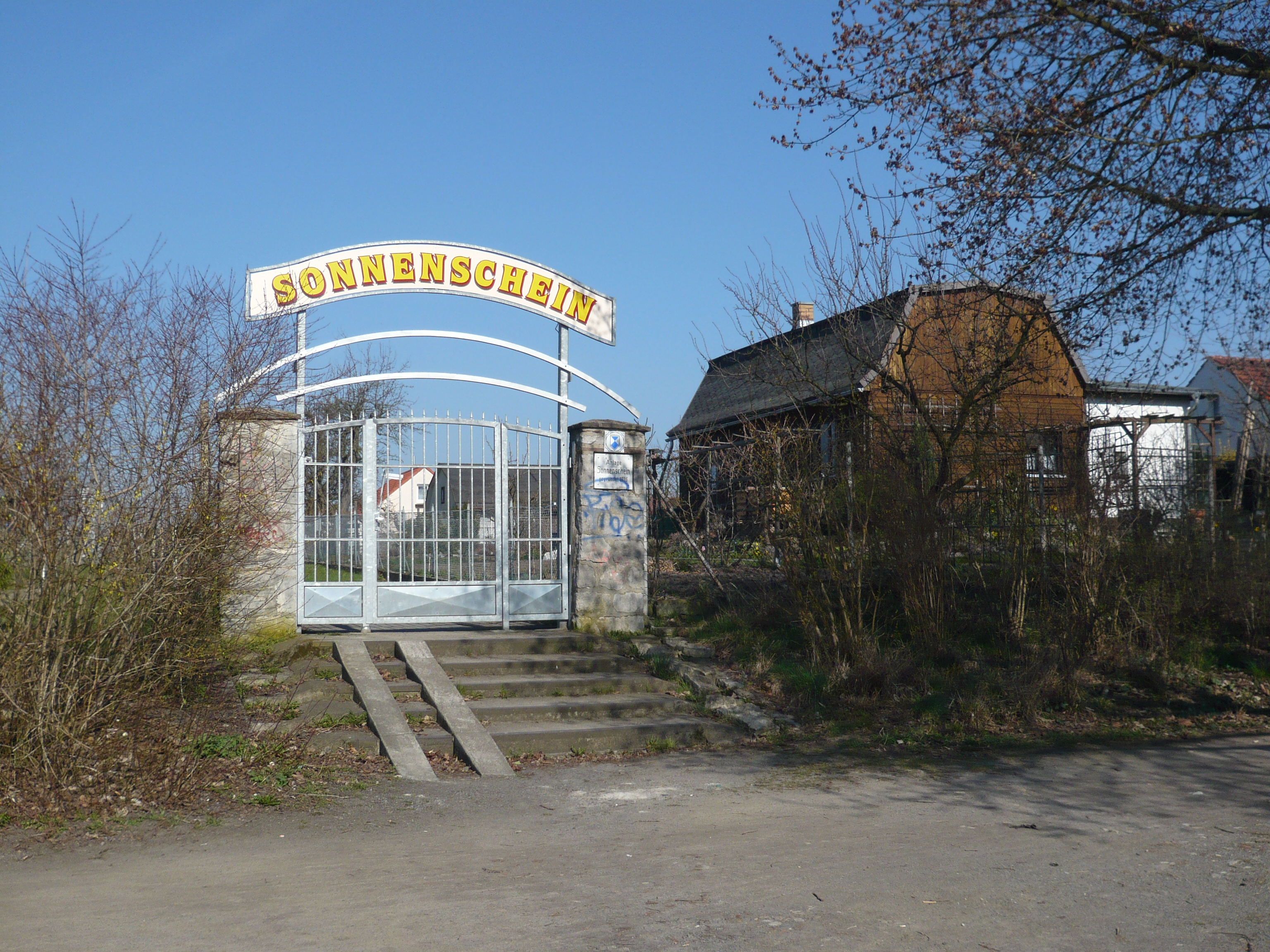
KGA Sonnenschein, bildet einen Teil der Westgrenze des Ortsteils Weißensee und hat Zugang vom Orankestrand, einer Erschließungsstraße im Ortsteil Alt-Hohenschönhausen

Laubenkolonien der Kleingärtner werden einheitlich als Kleingartenanlagen (KGA) bezeichnet und sind in dieser Form im Kleingartenentwicklungsplan Berlins in ihrem Status gewertet, insofern sie nach dem Bundeskleingartengesetz organisiert sind. Im Alt-Bezirk Weißensee gibt es 4605 Kleingärten in 28 Kleingartenanlagen, davon befinden sich die im Folgenden aufgeführten im Ortsteil.
- Kleingartenanlage ‚Frieden‘ (Lage) in der Gustav-Adolf-Straße 56.[333] In der Anlage liegen 111 Parzellen (3017b) auf 51.415 m² privatem Pachtland, deren Bestand durch die Eintragung im Flächennutzungsplan als hoch gesichert[334] beschrieben ist. Im Weiteren bestehen jedoch auch 16 Parzellen auf 6.725 m² Landesland (3017a) deren Schutz zeitlich befristet ist.[335] Diese Parzellen liegen auf einem Landesstreifen, der der unterbrochenen Gäblerstraße entspricht, im Jahre 2010 wurde die Schutzfrist auf 2020 verlängert.[336] Die Kleingartenanlage ‚Frieden‘ e. V. wird begrenzt von der Gustav-Adolf-Straße, der Roelckestraße sowie dem Evangelischen Friedhof der St.-Georgen-Pariochialgemeinde. Die Auswirkungen des Ersten Weltkriegs führten zur Knappheit an Lebensmitteln und Kleingärten dienten der Selbstversorgung und es wurde das Reichskleingartengesetz erlassen, wodurch Kleingärten in das öffentliche Interesse gelangten. Am 18. Mai 1925 unterschrieben der Gemeindekirchenrat von St. Georgen und die Landespachtstelle des Bezirksverbandes Norden II e. V. im Reichsverband der Kleingartenvereine Deutschlands die „Geburtsurkunde“ der Kleingartenanlage.[337] Die Anlage ist im Straßenverzeichnis (RBS) amtlich aufgenommen mit der Straßennummer 44210.

- Kleingartenanlage ‚Frohsinn‘ (Lage)
Diese KGA in der Piesporter Straße 22 wird im Norden von Wohnhäusern der Liebermannstraße (114–144, gerade) begrenzt. Im Süden liegen Friedhöfe östlich der St. Bartholomäusgemeinde, andererseits ist der Hauptweg des Kirchhofs der evangelischen Kirchgemeinde auch Hauptweg der KGA. Im Kleingartenentwicklungsplan unter 3019 als hoch gesichert[334] verzeichnet und im Straßenverzeichnis unter 44740 aufgenommen, besitzt diese Anlage auf 10.813 m² Privatland 20 Gartenparzellen. „Ursprünglich war das Gelände, auf dem sich die Basiskolonie befand, Acker- und Weideland. Im September 1919 hatte die Gemeindeverwaltung Weißensee einen Teil des Geländes für das Anlegen von Kleingärten freigegeben.“[338]

- Kleingartenanlage ‚Sonnenschein‘ (Lage)
Diese KGA in der Hansastraße 172a ist eine Gartendenkmalanlage.[339] Diese fiktive Dauerkleingartenanlage ist amtlich im RBS unter 44382 vermerkt und laut Kleingartenentwicklungsplan (3034) mit den 126 Parzellen auf 61.890 m² landeseigenem Land dauerhaft gesichert.[340] Auf der Anlage gibt es zwei Dauerbewohner mit Rechten aus der Nachkriegszeit; auf der Karte von Berlin 1:5000 mit Ortsteilgrenzen sind südlich der Buschallee 31–49 (fortlaufend) die Grundstücke Hansastraße 172b–172h als ‚Wohnhaus‘ vermerkt.
Die Anlage wurde 1926 gegründet, im Mittelpunkt der Anlage befindet sich der Festplatz mit Vereinshaus. Der Südostrand entlang der Straße Orankestrand ist die Grenze des Ortsteils und dadurch auch die Grenze zum Bezirk Lichtenberg. Der ‚Hauptweg‘ von der Hansastraße 172a führt zur Gertrudstraße im Nachbarortsteil, parallel dazu die Wald- und Marksstraße, Querwege dazu sind Marks-, Stein-, Stadion-, Seestraße und einige unbenannte.[341] Hansastraße 172b–172e und 172h sind sogar aus der KGA herausgelöst markiert.

- Kleingartenanlage ‚Zur freien Stunde‘ (Lage)
Sie ist im Kleingartenentwicklungsplan (3036) als fiktive KGA dauerhaft gesichert vermerkt und in der Denkmalliste als Gartendenkmalanlage eingetragen.[339] Die Anlage grenzt unmittelbar an die KGA ‚Sonnenschein‘ nach Südwesten an und ihr Hauptweg (Kastanienweg) kann vom Grundstück Hansastraße 164a (RBS: 44451) erreicht werden. Auf 50.721 m² landeseigener Fläche befinden sich 91 Parzellen. Parallel zum Kastanienweg liegen Linden- und Ahornweg und quer dazu Akazien-, Flieder-, Dahlien-, Veilchenweg. Im Südosten grenzt die Anlage über die Straße Orankestrand an den Orankesee. In der Anlage bestehen keine Dauerbewohner, jedoch ist das Grundstück Hansastraße 164b als Wohnhaus markiert.[341]

- Kleingärtnerverein ,Feldtmannsburg‘ (Lage)
Diese Kleingartenanlage[342] liegt östlich der Liebermannstraße und wurde 1917 gegründet.[343] Parallel zur Liebermannstraße verläuft von Straße 250 nach Westen Otto's Weg (mit Festplatz) und anschließend Wasserweg, quer dazu Grenz-, Grüner (mit Apfelweg), Stein-, Astern-, Trifft-, Zillertalweg und im Südosten der Dahlienweg.[344] Der (Weißenseer) Bezirk I dieser Kleingartenanlage liegt nördlich des geschützten Landschaftsbestandteils ‚Teich an der Hansastraße‘ (der die Liebermannstraße unterbricht) und dem Grünstreifen, der die Ortsteilgrenze bildet. Die Anlage liegt zwischen der (nicht gewidmeten) Straße 248 und Straße 250 Nr. 2 und besitzt etwa 90 Parzellen auf 42.217 m² privatem Pachtland. Sie ist durch Eintrag im FNP hoch gesichert.[334] Der (Weißenseer) Bezirk I ist im Kleingartenentwicklungsplan zusammen mit Bezirk II unter 11035b mit 72.625 m² und zusammen 157 Parzellen angegeben. Zum Verein gehören zwei Flächen (Bezirk II und III) im Westzipfel des Nachbarortsteils Alt-Hohenschönhausen,[345] weswegen die KGA im Kleingartenentwicklungsplan dem Bezirk Lichtenberg zugeordnet ist. Die KGA besitzt als Grundstücksadresse dadurch Dasburger Weg 1a. Der gesamte Verein besitzt 190 Parzellen auf 81.404 m².[344] Im Straßenverzeichnis tragen Bezirk III die Nummer 9992, Bezirk II die Nummer 44201, Bezirk I die Nummer 44202.
„Im Jahre 1917 wurde, damals vor den Toren Berlins, zur Überwindung der als Kriegsfolge entstandenen Hungersnot, der Bevölkerung Land für den Anbau von Rüben und Kartoffeln zur Verfügung gestellt. […] Nach dem Ersten Weltkrieg wurde aus den Parzellen zum Kartoffelanbau der Kleingärtner-Bauverein. […] Der Name soll an einen Mann erinnern, der sich u.a. als Ortsvorsteher von Weißensee sehr für die sozialen Belange der Bürger einsetzte.“[346] Das Gartengelände ist Ausflugsziel von Neu-Hohenschönhausen. Im Juni 2006 stellte eine Bodengesellschaft als Besitzerin des Geländes in der Gemarkung Weißensee den Antrag auf Normenkontrolle, dass es nicht um eine Kleingartenanlage (Feldtmannsburg III) im Sinne des Bundeskleingartengesetzes, sondern um eine Kleinsiedlungsanlage mit Erholungsnutzung gehe. Das Grundstück war 1931 an den Kleingartenbezirksverband Weißensee verpachtet worden. Nach mehreren Änderungen des Bebauungsplans sicherte der Bezirk diese Fläche von einem Hektar dann, sodass im Kleingartenentwicklungsplan die Stufe Va: dauerhaft gesicherte Dauerkleingartenanlage vergeben ist.[347]

- KGA ‚Hamburg‘ (Lage)
Dieser 1920 gegründete Verein besitzt an der Bühringstraße 30 – zwischen dem Gelände der Kunsthochschule Weißensee und dem DGZ-Gewerbegelände umfasst eine Fläche von 15.845 m² landeseigenes Pachtland, auf dem sich 37 Parzellen befinden. Gemäß dem ‚Stadtentwicklungsplan Wohnen 2015‘ ist die KGA nur bis 2025 gesichert, danach soll sie mit Wohnhäusern bebaut werden, sie gilt damit als ‚gefährdet‘.[348] Im Straßenverzeichnis wird die Anlage als 44238 geführt.

- KGA ‚Grabeland Hansastraße‘ (Lage)
Der Verein ‚Hansastraße e. V.‘ entstand in der Nachkriegszeit 1946 als Grabeland zum Anbau von Gemüse und Hackfrüchten. Die Fläche beträgt 8.050 m² und ist in 31 Parzellen gegliedert.[349] Die Anlage der Kolonie ‚Hansastraße 195‘ (Hansa- / Ecke Gierstraße[350]) gehört zum Bezirksverband der Kleingärtner Weißensee (hier noch als ‚Hansastraße 173‘) und ist im Kleingartenentwicklungsplan von 2010 nicht mehr aufgeführt. Das westlich zur Buschallee hin anschließende Grundstück Hansastraße 173 (Lage) ist im Flächennutzungsplan (Stand Mai 2014) als Wohnbaufläche ‚Schulstandort‘ dargestellt.

### Parks und sonstige Anlagen

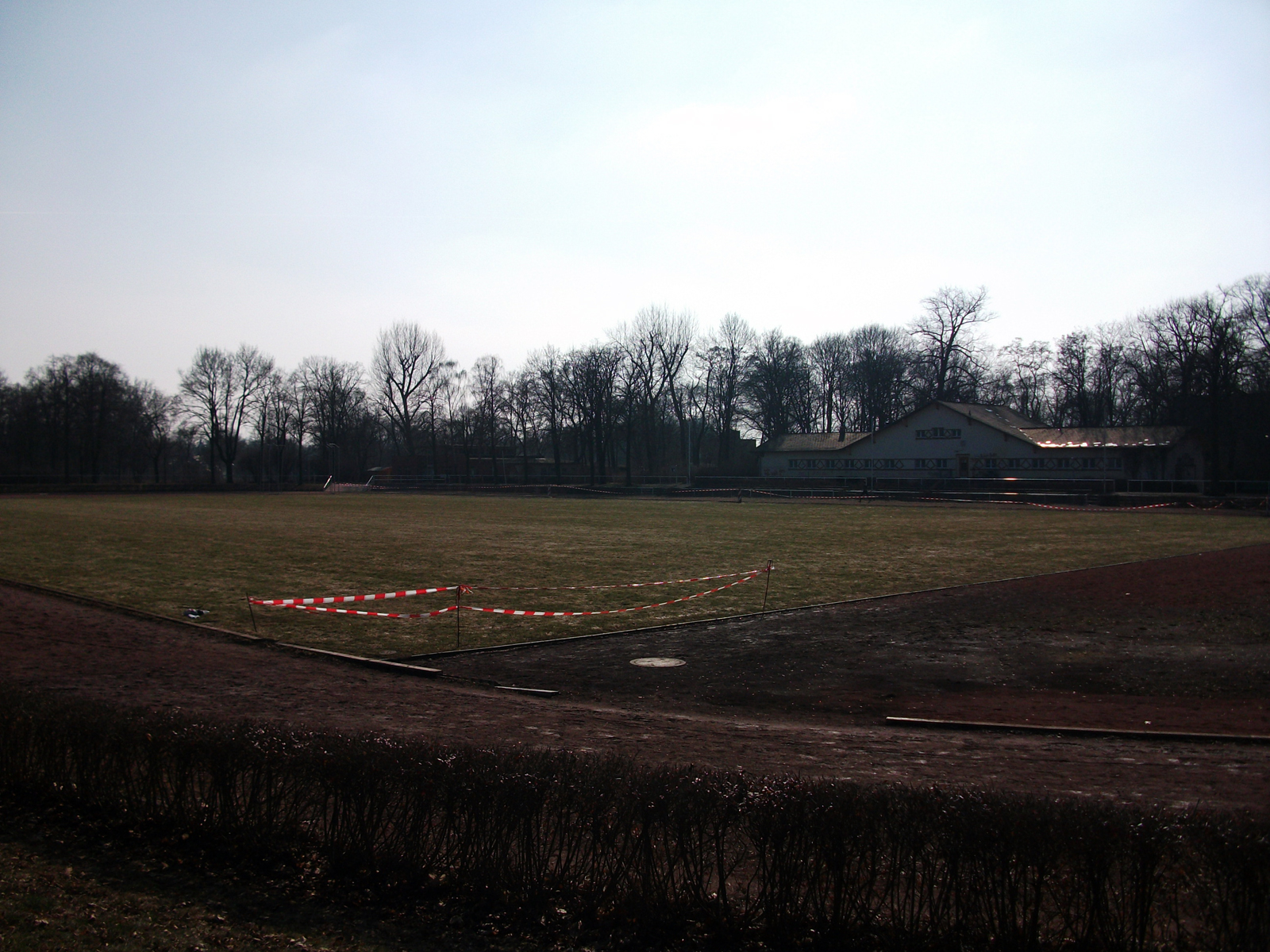
Stadion Buschallee

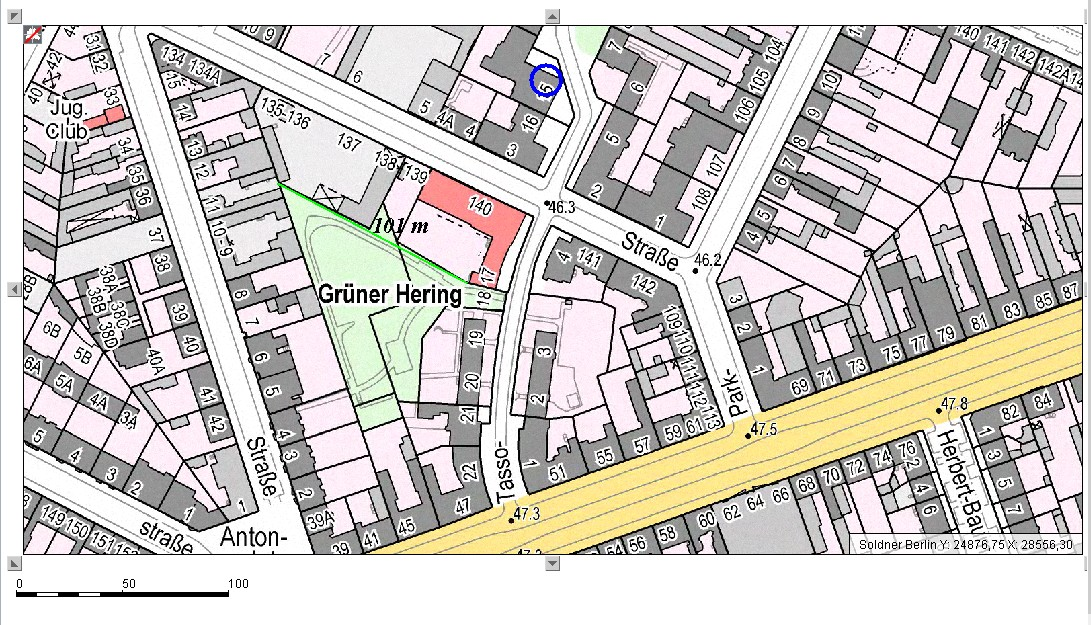
Lage ‚Grüner Hering‘ nahe Antonplatz

- Park am Weißen See, amtlich Weißenseer Park im Berliner Straßenverzeichnis als 49929
- Sportkomplex Buschallee (Lage), er grenzt nach Südosten an den Volkspark Fauler See
- Naturschutzgebiet ‚Fauler See‘, grenzt östlich direkt an den Ortsteil Berlin-Alt-Hohenschönhausen (Lage), amtlich als „Volkspark Fauler See“ ist er im Berliner Straßenverzeichnis als 49931 notiert.
- Parkanlage Kreuzpfuhl (Lage) mit Uferterrasse und Goldfischteich.[351] Die Grünfläche an der Ecke Pistoriusstraße/Woelckpromenade heißt seit dem 2. September 2015 Jürgen-Kuczynski-Park.[352] Die Ehrung von Jürgen Kuczynski war 2009 für den Südteil des Antonplatzes vorgesehen wurde jedoch in der BVV nicht bestätigt, da ein erklärender Text für eine Hinweistafel fehlte. Im Februar 2007 wurde an das Bezirksamt die Idee herangetragen, die Grünfläche zwischen Woelckpromenade, Pistoriusstraße und dem Kreuzpfuhl im Ortsteil Weißensee nach Jürgen Kuczynski zu benennen. Das Bezirksamt hat von den Kindern Kuczynskis die Zustimmung zur Namensgebung eingeholt und die anderen Berliner Bezirke entsprechend befragt, um Doppelbenennungen zu vermeiden.
- Weißenseer Spitze ist ein Zipfel Weißenseer Territorium an der Ostseestraße / Prenzlauer Promenade, wo durch bauliche Veränderungen der Caligariplatz liegt.

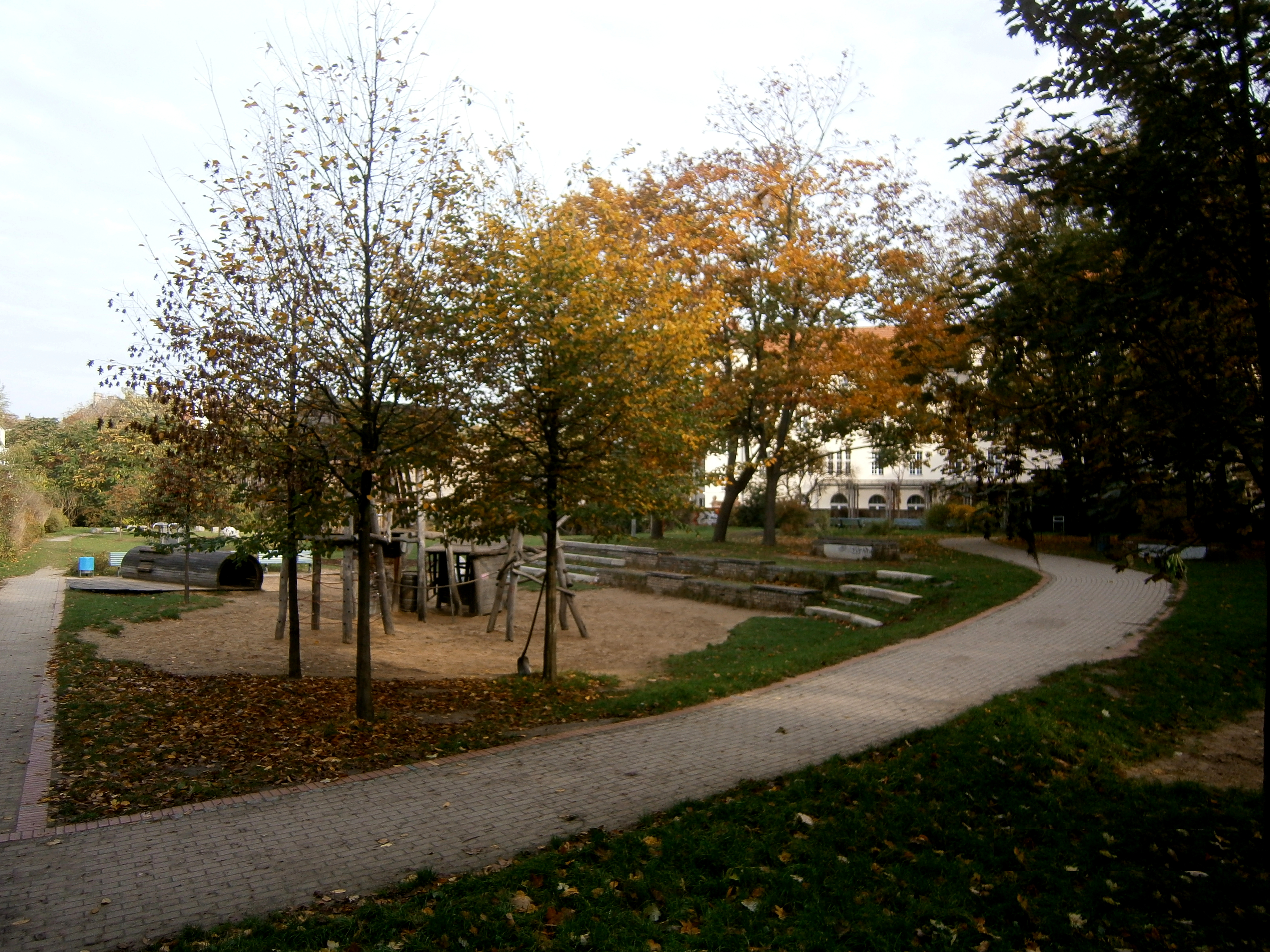
Grüner Hering: Vom Eingang Max-Steinke-Straße nach Süd

- „Grüner Hering“ ist eine von Wohnhäusern im Karree Berliner Allee 45 / Tassostraße 18–20 (fortlaufend) / Charlottenburger Straße 137–140 (fortlaufend, Weißenseer Hauptpost) / Max-Steinke-Straße 4–11 umschlossene Grünfläche mit Spielplatz, die Namensvergabe erfolgte am 15. September 2007.[353] Die Dreiecksfläche mit den Kantenlängen 100 × 110 × 120 Meter[354][355] ist ein Innenhof, auf dem sich vormals von der Max-Steinke-Straße[Anm. 6] aus eine Fischkonservenfabrik befunden hat, die in den 1970er Jahren, auch wegen der Geruchsbelästigung für die Anwohner, geschlossen wurde. Der Zugang ist über das unbebaute Grundstück Tassostraße 18 möglich und in einem Hausdurchgang Max-Steinke-Straße 4 und 5. Das Gelände wurde im Sanierungsgebiet (1996–2010) Weißensee-Süd (Komponistenviertel) angelegt und als Grünfläche mit Bezug zur vorherigen gewerblichen Nutzung nach dem Gericht Grüner Hering benannt.[356]